# Def. / JAY B의 음반 내용과 참여 목록
다음은 대한민국의 보이 그룹 GOT7의 리더이자, 싱어송라이터 JAY B / Def.가 필명 'Def.'으로 작사, 작곡 및 프로듀싱에 참여한 목록이다.

## 음반 참여

### JAY B

#### JAY B
| 연도 | 발매일     | Artist | 앨범명                       | 곡명                                                     | 비고 |
| ---- | ---------- | ------ | ---------------------------- | -------------------------------------------------------- | --- |
| 2024 | 2024.11.27 | JAY B  | 《Archive 1: (Road Runner)》 | 〈Baby〉                                                 | - 작사 : Def., iHwak - 작곡 : Def., iHwak, Royal Dive - Chorus by Def., iHwak                                                                        |
| 2024 | 2024.11.27 | JAY B  | 《Archive 1: (Road Runner)》 | 〈if you〉                                               | - 작사 : Def. - 작곡 : Def., Royal Dive - Chorus by Def.                                                                                             |
| 2024 | 2024.11.27 | JAY B  | 《Archive 1: (Road Runner)》 | 〈Make Me Right〉                                        | - 작사 : Def., LEON - 작곡 : Def., LEON, LnB |
| 2024 | 2024.11.27 | JAY B  | 《Archive 1: (Road Runner)》 | 〈Chosen〉                                               | - 작사 : Def. - 작곡 : Def., Royal Dive - Chorus by Def.                                                                                             |
| 2024 | 2024.11.27 | JAY B  | 《Archive 1: (Road Runner)》 | 〈take it easy〉                                         | - 작사 : Def., JUNNY - 작곡 : Def., JUNNY, Royal Dive - Chorus by Def.                                                                               |
| 2024 | 2024.11.27 | JAY B  | 《Archive 1: (Road Runner)》 | 〈Crash〉                                                | - 작사 : Def., Jomalxne, Paul Blanco - 작곡 : Def., Jomalxne, Paul Blanco, RoseInPeace, Saimon                                                       |
| 2024 | 2024.11.27 | JAY B  | 《Archive 1: (Road Runner)》 | 〈Preview〉                                              | - 작사 : Def., D’ham - 작곡 : Def., Mirror Boy, HNMR                                                                                                 |
| 2024 | 2024.11.27 | JAY B  | 《Archive 1: (Road Runner)》 | 〈°C (온도)〉                                            | - 작사 : Def. - 작곡 : Def., Mirror Boy, HNMR, 이상철                                                                                                |
| 2024 | 2024.11.27 | JAY B  | 《Archive 1: (Road Runner)》 | 〈Right back〉                                           | - 작사 : Def., Zayson - 작곡 : Def., Zayson |
| 2024 | 2024.11.27 | JAY B  | 《Archive 1: (Road Runner)》 | 〈Inside〉                                               | - 작사 : Def., iHwak - 작곡 : Def., iHwak, Puzzle Shop(GALLERY), Jayden(GALLERY), 유제혁(GALLERY)                                                    |
| 2024 | 2024.11.27 | JAY B  | 《Archive 1: (Road Runner)》 | 〈Cloud nine〉                                           | - 작사 : Def., Spencer William, Markie Alvin Thompson - 작곡 : Def., iHwak, Spencer William, Markie Alvin Thompson, 배음(W.P), Largo(W.P), CHAD(W.P) |
| 2024 | 2024.11.27 | JAY B  | 《Archive 1: (Road Runner)》 | 〈Present (CD ONLY)〉                                    | - 작사 : Def. - 작곡 : Def., Wuk |
| 2024 | 2024.11.27 | JAY B  | 《Archive 1: (Road Runner)》 | 〈Winter night (CD ONLY)〉                               | - 작사 : Def. - 작곡 : Def., No2zcat, VELLA |
| 2023 | 2023.02.14 | JAY B  | 《Seasonal Hiatus》          | 〈잠시만〉                                               | - 작사 : Def. - 작곡 : Def., 1of1, Holynn, Akira - Directed by Def.                                                                                  |
| 2023 | 2023.02.14 | JAY B  | 《Seasonal Hiatus》          | 〈Whiskey〉                                              | - 작사 : Def. - 작곡 : Def., WOOGIE, iHwak - Background Vocals by Def.                                                                               |
| 2023 | 2023.02.14 | JAY B  | 《Seasonal Hiatus》          | 〈Wonder〉                                               | - 작사 : Def., 조윤경 - 작곡 : Def., mikey!, En - Directed by Def.                                                                                   |
| 2022 | 2022.09.21 | JAY B  | 《Be Yourself》              | 〈go UP〉                                                | - Korean Lyrics by Def., 손정화 (Jam Factory), 유다은 (Jam Factory), 사본                                                                            |
| 2022 | 2022.09.21 | JAY B  | 《Be Yourself》              | 〈Break It Down (Feat. SIK-K)〉                          | - 작사 : Def., SIK-K, LEON - 작곡 : Def., SIK-K, LEON, Royal Dive                                                                                    |
| 2022 | 2022.09.21 | JAY B  | 《Be Yourself》              | 〈Livin'〉                                               | - 작사 : Def. - 작곡 : Def., JUNNY, Royal Dive |
| 2022 | 2022.09.21 | JAY B  | 《Be Yourself》              | 〈The Way We Are〉                                       | - Korean Lyrics by Def., 조윤경, 사본, 차유빈 |
| 2022 | 2022.09.21 | JAY B  | 《Be Yourself》              | 〈Fountain of Youth〉                                    | - 작곡 : Def., Andrew Stoelzing, Dougie F, 임정우, PAPRIKAA                                                                                          |
| 2022 | 2022.09.21 | JAY B  | 《Be Yourself》              | 〈Holyday〉                                              | - 작곡 : Def., iHwak, Mirror Boy, Royal Dive |
| 2022 | 2022.08.23 | JAY B  | 《흔들의자 (Rocking Chair)》 | 〈흔들의자 (Rocking Chair)〉                             | - Background Vocals by 조성확, JAY B |
| 2021 | 2021.08.26 | JAY B  | 《SOMO:FUME》                | 〈B.T.W (Feat. 박재범) (Prod. Cha Cha Malone)〉          | - 작사 : Def., 박재범 - 작곡 : Def., Cha Cha Malone, 박재범                                                                                          |
| 2021 | 2021.08.26 | JAY B  | 《SOMO:FUME》                | 〈AM PM (Feat. 휘인) (Prod. GRAY)〉                      | - 작사 : Def., Sound Kim, 박재범 - 작곡 : Def., GRAY, DAX, Chrli, Sound Kim, 박재범                                                                  |
| 2021 | 2021.08.26 | JAY B  | 《SOMO:FUME》                | 〈FAME (Feat. JUNNY) (Prod. GroovyRoom)〉                | - 작사 : Def., JUNNY - 작곡 : Def., GroovyRoom, Bin, Bell, JUNNY                                                                                     |
| 2021 | 2021.08.26 | JAY B  | 《SOMO:FUME》                | 〈In To You (Feat. g1nger) (Prod. WOOGIE)〉              | - 작사 : Def., g1nger, 박재범 - 작곡 : Def., WOOGIE, g1nger, 박재범                                                                                  |
| 2021 | 2021.08.26 | JAY B  | 《SOMO:FUME》                | 〈Switch It Up (Feat. sokodomo) (Prod. Cha Cha Malone)〉 | - 작사 : Def., 박재범, sokodomo - 작곡 : Def., Cha Cha Malone, 박재범                                                                                |
| 2021 | 2021.08.26 | JAY B  | 《SOMO:FUME》                | 〈Count On Me (Prod. GroovyRoom)〉                       | - 작사 : Def. - 작곡 : Def., GroovyRoom, Kwaca, JUNNY                                                                                                |
| 2021 | 2021.08.26 | JAY B  | 《SOMO:FUME》                | 〈Paranoia (Prod. GroovyRoom) (CD Only)〉                | - 작사 : Def., 박재범 - 작곡 : Def., GroovyRoom, 박재범, pH-1                                                                                        |
| 2021 | 2021.05.14 | JAY B  | 《Switch It Up》             | 〈Switch It Up (Feat. sokodomo) (Prod. Cha Cha Malone)〉 | - 작사 : Def., 박재범, sokodomo - 작곡 : Def., 박재범, Cha Cha Malone                                                                                |

#### JJ Project
| 연도 | 발매일     | 앨범명      | Artist     | JAY B | 곡명                       | 비고                                                                  |
| ---- | ---------- | ----------- | ---------- | ----- | -------------------------- | --------------------------------------------------------------------- |
| 2017 | 2017.07.31 | 《Verse 2》 | JJ Project | JAY B | 〈내일, 오늘〉             | - 작사 : Def., 진영, J.Y. Park "The Asiansoul"                        |
| 2017 | 2017.07.31 | 《Verse 2》 | JJ Project | JAY B | 〈On&On〉                  | - 작사 : Def., 진영, mr.cho - 작곡 : Def., 진영, mr.cho, 청담동박건우 |
| 2017 | 2017.07.31 | 《Verse 2》 | JJ Project | JAY B | 〈Icarus〉                 | - 작사 : Def., 앤드류 최 - 작곡 : Def., 앤드류 최, Royal Dive         |
| 2017 | 2017.07.31 | 《Verse 2》 | JJ Project | JAY B | 〈Don't Wanna Know〉       | - 작사 : Def., 진영                                                   |
| 2017 | 2017.07.31 | 《Verse 2》 | JJ Project | JAY B | 〈Find You〉               | - 작사 : Def., 앤드류 최 - 작곡 : Def., 앤드류 최, Royal Dive         |
| 2017 | 2017.07.31 | 《Verse 2》 | JJ Project | JAY B | 〈Fade Away (JAY B Solo)〉 | - 작사 : Def., 앤드류 최 - 작곡 : Def., 앤드류 최, Royal Dive         |

#### Jus2
| 연도 | 발매일     | 앨범명                                                    | Artist | JAY B | 곡명             | 비고 |
| ---- | ---------- | --------------------------------------------------------- | ------ | ----- | ---------------- | --- |
| 2019 | 2019.03.05 | 《FOCUS》                                                 | Jus2   | JAY B | 〈FOCUS ON ME〉  | - 작사 : Def., 유겸 - 작곡 : Def., 유겸, Cosmic Boy, OLNL                                               |
| 2019 | 2019.03.05 | 《FOCUS》                                                 | Jus2   | JAY B | 〈DRUNK ON YOU〉 | - 작사 : Def., HNMR, John Napoléon, Keith Hetrick, Nate Gott - 작곡 : Def., HNMR, Keith Hetrick         |
| 2019 | 2019.03.05 | 《FOCUS》                                                 | Jus2   | JAY B | 〈TOUCH〉        | - 작사 : Def. - 작곡 : Def., Christian Fast, Marcus Lindberg, Tania Doko, Royal Dive                    |
| 2019 | 2019.03.05 | 《FOCUS》                                                 | Jus2   | JAY B | 〈SENSES〉       | - 작사 : Def., HNMR, Deepshower - 작곡 : Def., HNMR, Deepshower                                         |
| 2019 | 2019.03.05 | 《FOCUS -Japan Edition-》 보관됨 2021-10-05 - 웨이백 머신 | Jus2   | JAY B | 〈吐息〉         | - (Japan Original Bonus Track) - 작사 : Def., 유겸, STAINBOYS - 작곡 : Def., 유겸, 박슬기, Go Younghwan |

#### GOT7
한국
| 연도 | 발매일     | 앨범명                                           | Artist | JAY B | 곡명                                                    | 비고 |
| ---- | ---------- | ------------------------------------------------ | ------ | ----- | ------------------------------------------------------- | --- |
| 2025 | 2025.01.20 | 《WINTER_HEPTAGON》                              | GOT7   | JAY B | 〈Darling〉                                             | - 작사 : Def. - 작곡 : Def., iHwak, Jay Dope |
| 2025 | 2025.01.20 | 《WINTER_HEPTAGON》                              | GOT7   | JAY B | 〈우리가 할 수 있는 말은.〉                             | - 작사 : GOT7 - 작곡 : Def., Wuk - 편곡 : Def., Wuk |
| 2022 | 2022.05.23 | 《GOT7》                                         | GOT7   | JAY B | 〈NANANA〉                                              | - 작사 : Def., iHwak - 작곡 : Def., iHwak, Royal Dive |
| 2022 | 2022.05.23 | 《GOT7》                                         | GOT7   | JAY B | 〈TRUTH〉                                               | - 작사 : Def., LEON(딥상어), iHwak - 작곡 : Def., iHwak, HRDR, LEON(딥상어) |
| 2022 | 2022.05.23 | 《GOT7》                                         | GOT7   | JAY B | 〈Don’t Leave Me Alone〉                                | - 작사 : Def., iHwak - 작곡 : Def., iHwak, Royal Dive |
| 2020 | 2020.11.30 | 《Breath of Love : Last Piece》                  | GOT7   | JAY B | 〈LAST PIECE〉                                          | - 작사 : Def., Jomalxne, D.Ham(220VOLT) - 작곡 : Def., iHwak, HNMR(220VOLT), Jomalxne, Zayson, RoseInPeace, Mirror Boy(220VOLT)                                                                       |
| 2020 | 2020.04.20 | 《DYE》                                          | GOT7   | JAY B | 〈CRAZY〉                                               | - 작사 : Def., Mirror Boy(220VOLT), D.Ham(220VOLT), HNMR(220VOLT) - 작곡 : Def., Mirror Boy(220VOLT), HNMR(220VOLT)                                                                                   |
| 2020 | 2020.04.20 | 《DYE》                                          | GOT7   | JAY B | 〈RIDE (CD Only)〉 - JAY B Solo                         | - 작사 : Def. - 작곡 : Def., Zayson, iHwak, Royal Dive - 공표일자 : 2019.06.15 GOT7 2019 WORLD TOUR 'KEEP SPINNING' IN SEOUL                                                                          |
| 2019 | 2019.11.04 | 《Call My Name》                                 | GOT7   | JAY B | 〈니가 부르는 나의 이름〉                               | - 작사 : Def., J.Y. Park "The Asiansoul", 이스란, KASS |
| 2019 | 2019.11.04 | 《Call My Name》                                 | GOT7   | JAY B | 〈PRAY〉                                                | - 작사 : Def., iHwak, Jomalxne - 작곡 : Def., iHwak, Jomalxne, Zayson, RoseInPeace |
| 2019 | 2019.11.04 | 《Call My Name》                                 | GOT7   | JAY B | 〈THURSDAY〉                                            | - 작사 : Def., iHwak, Royal Dive - 작곡 : Def., iHwak, Royal Dive |
| 2019 | 2019.05.20 | 《SPINNING TOP : BETWEEN SECURITY & INSECURITY》 | GOT7   | JAY B | 〈ECLIPSE〉                                             | - 작사 : Def., J.Y. Park "The Asiansoul", Mirror Boy(220VOLT), D.Ham(220VOLT), HNMR(220VOLT) - 작곡 : Def., Mirror Boy(220VOLT), D.Ham(220VOLT), HNMR(220VOLT), Daviid, Yosia, NeD, Moon Kim, VENDORS |
| 2019 | 2019.05.20 | 《SPINNING TOP : BETWEEN SECURITY & INSECURITY》 | GOT7   | JAY B | 〈PAGE〉                                                | - 작사 : Def., Jomalxne, iHwak, Royal Dive - 작곡 : Def., iHwak, Jomalxne, Royal Dive |
| 2018 | 2018.12.03 | 《Present : YOU & ME Edition》                   | GOT7   | JAY B | 〈안 보여〉                                             | - 작사 : Def., iHwak - 작곡 : Def., iHwak, Royal Dive |
| 2018 | 2018.12.03 | 《Present : YOU & ME Edition》                   | GOT7   | JAY B | 〈1:31AM (잘 지내야해)〉 - JAY B, 영재                  | - 작사 : Def., Ars - 작곡 : Def., Ars, 220, 밍지션 - 공표일자 : 2016.04.29 GOT7 1ST CONCERT FLY IN SEOUL                                                                                              |
| 2018 | 2018.12.03 | 《Present : YOU & ME Edition》                   | GOT7   | JAY B | 〈Think About It〉 - JAY B, 마크 투안 (Mark Tuan), 영재 | - 작사 : Def., 마크 투안 (Mark Tuan), Ars - 작곡 : Def., 마크 투안 (Mark Tuan), Ars, Mirror Boy(220VOLT), 이상철 - 2018.05.04 GOT7 2018 WORLD TOUR 'EYES ON YOU'                                      |
| 2018 | 2018.09.17 | 《Present : YOU》                                | GOT7   | JAY B | 〈Enough〉                                              | - 작사 : Def., Mirror Boy(220VOLT), D.Ham(220VOLT), HNMR(220VOLT) - 작곡 : Def., Mirror Boy(220VOLT), D.Ham(220VOLT), HNMR(220VOLT)                                                                   |
| 2018 | 2018.09.17 | 《Present : YOU》                                | GOT7   | JAY B | 〈지켜줄게〉                                            | - 작사 : Def., Mirror Boy(220VOLT), D.Ham(220VOLT), HNMR(220VOLT) - 작곡 : Def., Mirror Boy(220VOLT), D.Ham(220VOLT), HNMR(220VOLT)                                                                   |
| 2018 | 2018.09.17 | 《Present : YOU》                                | GOT7   | JAY B | 〈Sunrise〉 - JAY B Solo                                | - 작사 : Def., Jomalxne - 작곡 : Def., RoseInPeace, Jomalxne |
| 2018 | 2018.03.12 | 《Eyes On You》                                  | GOT7   | JAY B | 〈너 하나만 (Feat. 효린)〉                              | - 작사 : Def. |
| 2018 | 2018.03.12 | 《Eyes On You》                                  | GOT7   | JAY B | 〈Look〉                                                | - 작사 : Def., Mirror Boy(220VOLT), D.Ham(220VOLT), HNMR(220VOLT) - 작곡 : Def., Mirror Boy(220VOLT), D.Ham(220VOLT), HNMR(220VOLT), 이상철                                                           |
| 2017 | 2017.10.10 | 《7 for 7》                                      | GOT7   | JAY B | 〈Teenager〉                                            | - 작사 : Def., FS - 작곡 : Def., FS, Royal Dive |
| 2017 | 2017.10.10 | 《7 for 7》                                      | GOT7   | JAY B | 〈You Are〉                                             | - 작사 : Def., Mirror Boy(220VOLT), D.Ham(220VOLT), HNMR(220VOLT) - 작곡 : Def., Mirror Boy(220VOLT), D.Ham(220VOLT), HNMR(220VOLT)                                                                   |
| 2017 | 2017.03.13 | 《FLIGHT LOG : ARRIVAL》                         | GOT7   | JAY B | 〈Q〉                                                   | - 작사 : Def., GDLO - 작곡 : Def., GDLO |
| 2017 | 2017.03.13 | 《FLIGHT LOG : ARRIVAL》                         | GOT7   | JAY B | 〈Go Higher〉                                           | - 작사 : Def., 마크 투안 (Mark Tuan), 뱀뱀, 잭슨 (Jackson Wang), earattack - 작곡 : Def., earattack, 5$                                                                                               |
| 2017 | 2017.03.13 | 《FLIGHT LOG : ARRIVAL》                         | GOT7   | JAY B | 〈Shopping Mall〉                                       | - 작사 : 잭슨 (Jackson Wang), Def., 마크 투안 (Mark Tuan), 뱀뱀, earattack - 작곡 : 잭슨 (Jackson Wang), earattack, 5$                                                                                |
| 2016 | 2016.09.27 | 《FLIGHT LOG : TURBULENCE》                      | GOT7   | JAY B | 〈skyway〉                                              | - 작사 : Def., earattack - 작곡 : Def., earattack, 리시, 변방의킥소리 |
| 2016 | 2016.09.27 | 《FLIGHT LOG : TURBULENCE》                      | GOT7   | JAY B | 〈Prove It〉                                            | - 작사 : Def. - 작곡 : Def., 220, Royal Dive |
| 2016 | 2016.09.27 | 《FLIGHT LOG : TURBULENCE》                      | GOT7   | JAY B | 〈니꿈꿔〉                                              | - 작사 : Def., 뱀뱀, earattack - 작곡 : Def., earattack |
| 2016 | 2016.03.21 | 《FLIGHT LOG : DEPARTURE》                       | GOT7   | JAY B | 〈FISH〉                                                | - 작사 : Def., Daniel Kim, 박지연, Dr. B - 작곡 : Def., Daniel Kim, 박지연 |
| 2016 | 2016.03.21 | 《FLIGHT LOG : DEPARTURE》                       | GOT7   | JAY B | 〈Something Good〉                                      | - 작사 : Def. - 랩 메이킹 : Def., 뱀뱀 - 작곡 : Def., 앤드류 최, 220, 밍지션 |
| 2016 | 2016.03.21 | 《FLIGHT LOG : DEPARTURE》                       | GOT7   | JAY B | 〈HOME RUN〉                                            | - 작사 : Def., Daniel Kim, 박지연 - 작곡 : Def., 앤드류 최, 220, 밍지션 |
| 2015 | 2015.11.23 | 《MAD Winter Edition》                           | GOT7   | JAY B | 〈매일〉                                                | - 작사 : Def., 조울 - 랩 메이킹 : 뱀뱀 - 작곡 : Def., 조울 |
| 2015 | 2015.07.13 | 《Just Right》                                   | GOT7   | JAY B | 〈Mine〉                                                | - 랩 메이킹 : Def. |
| 2014 | 2014.06.23 | 《GOT♡》                                         | GOT7   | JAY B | 〈나쁜 짓〉                                             | - 작사 : Def. |

일본
| 연도 | 발매일     | 앨범명                                      | Artist | JAY B | 곡명                                   | 비고 |
| ---- | ---------- | ------------------------------------------- | ------ | ----- | -------------------------------------- | --- |
| 2019 | 2019.07.31 | 《LOVE LOOP》                               | GOT7   | JAY B | 〈YOUR SPACE〉                         | - 작사 : Def., Jomalxne, HNMR(220VOLT), T-DOT - 작곡 : Def., RoseInPeace, Jomalxne, HNMR(220VOLT), 최용욱                                           |
| 2019 | 2019.01.30 | 《I WON'T LET YOU GO (JAY B & 영재)》       | GOT7   | JAY B | 〈REBORN〉 - JAY B, 영재               | - 작사 : Def., Ars, Yukhi Shirai - 작곡 : Def., Ars, Mirror Boy(220VOLT)                                                                            |
| 2018 | 2018.06.20 | 《THE New Era》                             | GOT7   | JAY B | 〈SHINING ON YOU〉                     | - 작사 : Def., Mirror Boy(220VOLT), D.Ham(220VOLT), HNMR(220VOLT), Samuelle Soung - 작곡 : Def., Mirror Boy(220VOLT), D.Ham(220VOLT), HNMR(220VOLT) |
| 2018 | 2018.06.20 | 《THE New Era (JAY B & 영재 & 뱀뱀)》       | GOT7   | JAY B | 〈HMMMM〉 - JAY B, 영재, 뱀뱀          | - 작사 : Def., Mirror Boy(220VOLT), D.Ham(220VOLT), HNMR(220VOLT), Samuelle Soung - 작곡 : Def., Mirror Boy(220VOLT), D.Ham(220VOLT), HNMR(220VOLT) |
| 2017 | 2017.11.15 | 《TURN UP》                                 | GOT7   | JAY B | 〈TURN UP〉                            | - 작사 : Def., Mirror Boy(220VOLT), D.Ham(220VOLT), HNMR(220VOLT), Samuelle Soung - 작곡 : Def., Mirror Boy(220VOLT), D.Ham(220VOLT), HNMR(220VOLT) |
| 2017 | 2017.11.15 | 《TURN UP (JAY B & 마크 투안 (Mark Tuan))》 | GOT7   | JAY B | 〈WHY〉 - JAY B, 마크 투안 (Mark Tuan) | - 작사 : Def., Mailo, Yuhki Shirai - 작곡 : Def., 220, Royal Dive                                                                                   |
| 2017 | 2017.05.24 | 《MY SWAGGER》                              | GOT7   | JAY B | 〈MEET ME〉                            | - 작사 : Def., Mirror Boy(220VOLT), D.Ham(220VOLT), HNMR(220VOLT), KOMU - 작곡 : Def., Mirror Boy(220VOLT), D.Ham(220VOLT), HNMR(220VOLT)           |
| 2016 | 2016.11.16 | 《Hey Yah》                                 | GOT7   | JAY B | 〈離さなければ…〉                      | - 작사 : Def., FRANTS, Kenji Kabashima - 작곡 : Def., FRANTS                                                                                        |

### Def.

#### Def.

##### 발매
| 연도 | 발매일     | 앨범명               | Artist | 곡명                       | 비고 |
| ---- | ---------- | -------------------- | ------ | -------------------------- | --- |
| 2022 | 2022.10.17 | 《abanadoned love.》 | Def.   | 〈my bad〉                 | - 작사 : Def. - 작곡 : Def., wavycake, Mirror Boy(220VOLT) - 편곡 : Def., wavycake, Mirror Boy(220VOLT)                                   |
| 2022 | 2022.10.17 | 《abanadoned love.》 | Def.   | 〈calm down〉              | - 작사 : Def. - 작곡 : Def., wavycake, Mirror Boy(220VOLT) - 편곡 : Def., wavycake, Mirror Boy(220VOLT)                                   |
| 2022 | 2022.10.17 | 《abanadoned love.》 | Def.   | 〈my abandoned love〉      | - 작사 : Def. - 작곡 : Def., wavycake, Mirror Boy(220VOLT) - 편곡 : Def., wavycake, Mirror Boy(220VOLT)                                   |
| 2022 | 2022.10.17 | 《abanadoned love.》 | Def.   | 〈not easy〉               | - 작사 : Def. - 작곡 : Def., wavycake, Mirror Boy(220VOLT) - 편곡 : Def., wavycake, Mirror Boy(220VOLT)                                   |
| 2022 | 2022.10.17 | 《abanadoned love.》 | Def.   | 〈맞아(right)〉            | - 작사 : Def. - 작곡 : Def., wavycake, Mirror Boy(220VOLT) - 편곡 : Def., wavycake, Mirror Boy(220VOLT)                                   |
| 2022 | 2022.10.17 | 《abanadoned love.》 | Def.   | 〈you say〉                | - 작사 : Def. - 작곡 : Def., wavycake, Mirror Boy(220VOLT) - 편곡 : Def., wavycake, Mirror Boy(220VOLT)                                   |
| 2022 | 2022.01.26 | 《LOVE.》            | Def.   | 〈AGAIN (feat. LEON)〉     | - 작사 : Def., LEON - 작곡 : Def., Royal Dive, Mirror Boy(220VOLT), Saimon, LEON - 편곡 : Def., Royal Dive, Mirror Boy(220VOLT), Saimon   |
| 2022 | 2022.01.26 | 《LOVE.》            | Def.   | 〈왜그래?〉                | - 작사 : Def. - 작곡 : Def., Royal Dive, Saimon, Mirror Boy(220VOLT) - 편곡 : Def., Royal Dive, Saimon, Mirror Boy(220VOLT)               |
| 2022 | 2022.01.26 | 《LOVE.》            | Def.   | 〈I JUST WANNA KNOW〉      | - 작사 : Def. - 작곡 : Def., Mirror Boy(220VOLT), Royal Dive, Saimon - 편곡 : Def., Mirror Boy(220VOLT), Royal Dive, Saimon               |
| 2022 | 2022.01.26 | 《LOVE.》            | Def.   | 〈바보같이 (feat. JUNNY)〉 | - 작사 : Def., JUNNY - 작곡 : Def., Mirror Boy(220VOLT), Saimon, Royal Dive, JUNNY - 편곡 : Def., Mirror Boy(220VOLT), Saimon, Royal Dive |
| 2022 | 2022.01.26 | 《LOVE.》            | Def.   | 〈WANT U〉                 | - 작사 : Def. - 작곡 : Def., Saimon, Royal Dive, Mirror Boy(220VOLT) - 편곡 : Def., Saimon, Royal Dive, Mirror Boy(220VOLT)               |
| 2022 | 2022.01.26 | 《LOVE.》            | Def.   | 〈SUNSET WITH YOU〉        | - 작사 : Def. - 작곡 : Def., Saimon, Mirror Boy(220VOLT), Royal Dive - 편곡 : Def., Saimon, Mirror Boy(220VOLT), Royal Dive               |

##### 믹스테이프
| 연도 | 발매일     | 앨범명        | Artist | 곡명                                    | 비고                                                                                               |
| ---- | ---------- | ------------- | ------ | --------------------------------------- | -------------------------------------------------------------------------------------------------- |
| 2019 | 2019.10.28 | 《1/? vol.5》 | Def.   | 〈RING〉                                | - 작사 : Def. - 작곡 : Def., PLAN 8                                                                |
| 2019 | 2019.10.28 | 《1/? vol.5》 | Def.   | 〈DIARY〉                               | - 작사 : Def. - 작곡 : Def., PLAN 8                                                                |
| 2019 | 2019.10.28 | 《1/? vol.5》 | Def.   | 〈NOTHING〉                             | - 작사 : Def. - 작곡 : Def., PLAN 8                                                                |
| 2019 | 2019.10.28 | 《1/? vol.5》 | Def.   | 〈CURIOSI〉                             | - 작사 : Def. - 작곡 : Def., PLAN 8                                                                |
| 2019 | 2019.10.28 | 《1/? vol.5》 | Def.   | 〈COME BACK TO ME〉                     | - 작사 : Def. - 작곡 : Def., PLAN 8                                                                |
| 2019 | 2019.08.04 | 《1/? vol.4》 | Def.   | 〈SOMETHING SPECIAL〉                   | - 작사 : Def. - 작곡 : Def., nomad                                                                 |
| 2019 | 2019.08.04 | 《1/? vol.4》 | Def.   | 〈DESIRE〉                              | - 작사 : Def. - 작곡 : Def., nomad                                                                 |
| 2019 | 2019.08.04 | 《1/? vol.4》 | Def.   | 〈DEEPER〉                              | - 작사 : Def. - 작곡 : Def., nomad                                                                 |
| 2019 | 2019.08.04 | 《1/? vol.4》 | Def.   | 〈RUNAWAY〉                             | - 작사 : Def. - 작곡 : Def., nomad                                                                 |
| 2019 | 2019.08.04 | 《1/? vol.4》 | Def.   | 〈STOPLINE (Feat. Rick Bridges)〉       | - 작사 : Def., Rick Bridges - 작곡 : Def., nomad, Rick Bridges                                     |
| 2018 | 2018.11.10 | 《1/? vol.3》 | Def.   | 〈SOMETIME〉                            | - 작사 : Def. - 작곡 : Def., RoseInPeace                                                           |
| 2018 | 2018.11.10 | 《1/? vol.3》 | Def.   | 〈BE WITH YOU〉                         | - 작사 : Def. - 작곡 : Def., RoseInPeace                                                           |
| 2018 | 2018.11.10 | 《1/? vol.3》 | Def.   | 〈DON'T CARE〉                          | - 작사 : Def. - 작곡 : Def., RoseInPeace                                                           |
| 2018 | 2018.11.10 | 《1/? vol.3》 | Def.   | 〈ISLAND (Feat. Jomalxne)〉             | - 작사 : Def., Jomalxne - 작곡 : Def., RoseInPeace, Jomalxne                                       |
| 2018 | 2018.11.10 | 《1/? vol.3》 | Def.   | 〈BLIND〉                               | - 작사 : Def. - 작곡 : Def., RoseInPeace                                                           |
| 2018 | 2018.01.22 | 《1/? vol.2》 | Def.   | 〈THINK OF YOU〉                        | - 작사 : Def. - 작곡 : Def., Royal Dive                                                            |
| 2018 | 2018.01.22 | 《1/? vol.2》 | Def.   | 〈CHANNEL (Feat. jeebanoff, Jomalxne)〉 | - 작사 : Def., jeebanoff, Jomalxne - 작곡 : Def., Royal Dive, jeebanoff, Jomalxne                  |
| 2018 | 2018.01.22 | 《1/? vol.2》 | Def.   | 〈DON'T TOUCH ME〉                      | - 작사 : Def. - 작곡 : Def., Royal Dive                                                            |
| 2018 | 2018.01.22 | 《1/? vol.2》 | Def.   | 〈PRAY〉                                | - 작사 : Def. - 작곡 : Def., Royal Dive                                                            |
| 2017 | 2017.01.01 | 《1/? vol.1》 | Def.   | 〈HOLIC〉                               | - 작사 : Def. - 작곡 : Def., Mirror Boy(220VOLT)                                                   |
| 2017 | 2017.01.01 | 《1/? vol.1》 | Def.   | 〈DON'T WORRY〉                         | - 작사 : Def. - 작곡 : Def., Mirror Boy(220VOLT)                                                   |
| 2017 | 2017.01.01 | 《1/? vol.1》 | Def.   | 〈SIN (Faet. Jomalxne)〉                | - 작사 : Def., Jomalxne - 작곡 : Def., Mirror Boy(220VOLT), Jomalxne, HNMR(220VOLT)                |
| 2017 | 2017.01.01 | 《1/? vol.1》 | Def.   | 〈LOST〉                                | - 작사 : Def. - 작곡 : Def., Mirror Boy(220VOLT)                                                   |
| 2017 | 2017.01.01 | 《1/? vol.1》 | Def.   | 〈BAD HABIT (Feat. Jomalxne)〉          | - 작사 : Def., Jomalxne, HNMR(220VOLT) - 작곡 : Def., Mirror Boy(220VOLT), Jomalxne, HNMR(220VOLT) |

#### õffshore
| 연도 | 발매일     | 앨범명       | Artist   | Def. | 곡명                                           | 비고 |
| ---- | ---------- | ------------ | -------- | ---- | ---------------------------------------------- | --- |
| 2021 | 2021.03.31 | 《Scene #3》 | õffshore | Def. | 〈Cold Night (Feat. HNMR, Def., Jomalxne)〉    | - 작사 : Def., Jomalxne, HNMR(220VOLT) - 작곡 : HNMR(220VOLT), Def., Jomalxne, RoseInPeace - Background Vocals by 임재범                |
| 2021 | 2021.03.31 | 《Scene #3》 | õffshore | Def. | 〈전화해 (Feat. Jomalxne, Def.)〉              | - 작사 : Jomalxne, Def. - 작곡 : Jomalxne, Def., RoseInPeace - Background Vocals by 임재범                                              |
| 2021 | 2021.03.31 | 《Scene #3》 | õffshore | Def. | 〈Sweet Dream (Feat. Def.)〉 (Remastered)      | - 작사 : Def. - 작곡 : Def., Royal Dive - Background Vocals by 임재범                                                                   |
| 2021 | 2021.03.31 | 《Scene #3》 | õffshore | Def. | 〈Just Stay (Feat. Def., JUNNY)〉 (Remastered) | - 작사 : Def., JUNNY - 작곡 : Def., JUNNY, Royal Dive - Background Vocals by 임재범, 김형준(JUNNY)                                      |
| 2020 | 2020.06.04 | 《Cut #1》   | õffshore | Def. | 〈Just Stay (Feat. Def., JUNNY)〉              | - 작사 : Def., JUNNY - 작곡 : Def., JUNNY, Royal Dive - Background Vocals by 임재범, 김형준(JUNNY)                                      |
| 2020 | 2020.06.04 | 《Cut #1》   | õffshore | Def. | 〈Sweet Dream (Feat. Def.)〉                   | - 작사 : Def. - 작곡 : Def., Royal Dive - Background Vocals by 임재범                                                                   |
| 2020 | 2020.03.26 | 《Scene #2》 | õffshore | Def. | 〈Take a Walk (Feat. iHwak, HNMR, Def.)〉      | - 작사 : Def. - 작곡 : iHwak, HNMR(220VOLT), Def., Mirror Boy(220VOLT), Royal Dive - Background Vocals by 조성확, HNMR(220VOLT), 임재범 |
| 2020 | 2020.03.26 | 《Scene #2》 | õffshore | Def. | 〈Simple (Feat. Def., Mirror Boy)〉            | - 작사 : Mirror Boy(220VOLT), Def. - 작곡 : Mirror Boy(220VOLT), Def., Royal Dive - Background Vocals by 임재범                         |
| 2020 | 2020.03.26 | 《Scene #2》 | õffshore | Def. | 〈연기 (Feat. Def., Jomalxne)〉                | - 작사 : Def., Jomalxne - 작곡 : Def., Jomalxne, RoseInPeace - Background Vocals by 임재범                                              |
| 2019 | 2019.06.24 | 《Scene #1》 | õffshore | Def. | RoseInPeace 〈LAZE (feat. Def., Jomalxne)〉    | - 작사 : Def., Jomalxne - 작곡 : RoseInPeace, Def., Jomalxne                                                                            |
| 2019 | 2019.06.24 | 《Scene #1》 | õffshore | Def. | Mirror Boy 〈SURFIN` (feat. Def., Jomalxne)〉  | - 작사 : Def., Mirror Boy(220VOLT), Jomalxne - 작곡 : Mirror Boy(220VOLT), Def., Jomalxne                                               |

## 음반 내용

### Def.

###### 《abanadoned love.》 (2022)
| 2022 | 2022.10.17 | Artist    | Def.                                                                    |                      |                      |                      |                      |
| 2022 | 2022.10.17 | 앨범명    | 《abanadoned love.》                                                    | 《abanadoned love.》 | 《abanadoned love.》 | 《abanadoned love.》 | 《abanadoned love.》 |
| 2022 | 2022.10.17 | 앨범 소개 | - Love is the beginning of parting, but parting is only the end. -Def.- |                      |                      |                      |                      |
| 2022 | 2022.10.17 | 타이틀곡  | 〈my bad〉                                                              |                      |                      |                      |                      |
| 2022 | 2022.10.17 | 타이틀곡  | 〈calm down〉                                                           |                      |                      |                      |                      |
| 2022 | 2022.10.17 | 타이틀곡  | 〈my abandoned love〉                                                   |                      |                      |                      |                      |
| 2022 | 2022.10.17 | 타이틀곡  | 〈not easy〉                                                            |                      |                      |                      |                      |
| 2022 | 2022.10.17 | 타이틀곡  | 〈맞아(right)〉                                                         |                      |                      |                      |                      |
| 2022 | 2022.10.17 | 타이틀곡  | 〈you say〉                                                             |                      |                      |                      |                      |

##### 《LOVE.》 (2022)
| 2022 | 2022.01.26 | Artist    | Def. |           |           |           |           |
| 2022 | 2022.01.26 | 앨범명    | 《LOVE.》 | 《LOVE.》 | 《LOVE.》 | 《LOVE.》 | 《LOVE.》 |
| 2022 | 2022.01.26 | 앨범 소개 | - Love is not blind – it sees more, not less. But because it sees more, it is willing to see less. - Rabbi Julius Gordon |           |           |           |           |
| 2022 | 2022.01.26 | 타이틀곡  | 〈AGAIN (feat. LEON)〉                                                                                                   |           |           |           |           |
| 2022 | 2022.01.26 | 타이틀곡  | 〈왜그래?〉 |           |           |           |           |
| 2022 | 2022.01.26 | 타이틀곡  | 〈I JUST WANNA KNOW 〉                                                                                                   |           |           |           |           |
| 2022 | 2022.01.26 | 타이틀곡  | 〈바보같이 (feat. JUNNY)〉                                                                                               |           |           |           |           |
| 2022 | 2022.01.26 | 타이틀곡  | 〈WANT U〉 |           |           |           |           |
| 2022 | 2022.01.26 | 타이틀곡  | 〈SUNSET WITH YOU〉 |           |           |           |           |

### JAY B

#### JAY B

###### 《Be Yourself》 (2022)
| 2022 | 2022.09.21 | Artist          | JAY B |                 |                 |                 |                 |
| 2022 | 2022.09.21 | 앨범명          | 《Be Yourself》 | 《Be Yourself》 | 《Be Yourself》 | 《Be Yourself》 | 《Be Yourself》 |
| 2022 | 2022.09.21 | 앨범 내용       | JAY B The 2nd EP 《Be Yourself》 |                 |                 |                 |                 |
| 2022 | 2022.09.21 | 수록곡          | 〈go UP〉 - 남들의 기대를 조금은 벗어나 부담감을 털어버리고 자유롭게 자신의 시간을 살자’는 내용을 담고 싶었습니다. 리스너 분들에게 뻥 뚫리는 듯한 감정과 듣기만 해도 저절로 흥겨워지는 느낌을 주고 싶었어요.                    |                 |                 |                 |                 |
| 2022 | 2022.09.21 | 수록곡          | 〈Break It Down (Feat. SIK-K)〉 - SIK-K와 함께 이 곡에서 지겨운 일상의 루틴을 벗어나고 새로운 시도를 해보자는 이야기를 가사로 옮겨 보았고, 음악적으로도 새로운 시도를 해 보았습니다.                                            |                 |                 |                 |                 |
| 2022 | 2022.09.21 | 수록곡          | 〈Livin'〉 - ‘남들과 비교하며 불행해지는 것보다는 자신의 인생을 돌보며 자신을 위해 살아가자’라는 내용을 담았습니다. 어느정도 진중함이 담겨있는 이야기를 가볍게 풀어 내보고 싶어서 작업한 곡 입니다.                             |                 |                 |                 |                 |
| 2022 | 2022.09.21 | 수록곡          | 〈The Way We Are〉 - ‘지나간 날들을 곱씹기보다는 서로 응원하며 앞으로의 역경들을 헤쳐나가자’라고 팬들에게 이야기하고 싶어서 쓴 곡이에요. ‘즐겁고 좋은 추억을 더 많이 만들어보면 좋겠다’란 희망도 담았구요.                      |                 |                 |                 |                 |
| 2022 | 2022.09.21 | 수록곡          | 〈Fountain of Youth〉 - 친구들과 우정의 소중함에 대해 이야기를 하나쯤 해보면 좋겠다라는 생각이 들어서 그런 이야기를 담은 곡을 만들어 보았습니다.                                                                                |                 |                 |                 |                 |
| 2022 | 2022.09.21 | 수록곡          | 〈Holyday〉 - 자유시간을 온전히 자신을 위해 가치있게 쓰겠다는 의지를 담아 노래했어요. 그래야 다음에 더 좋은 작업물들을 위해서 움직일 수 있을테니까요. 노래를 들어 주시는 분들에게 공감이 되고 힐링이 되는 그런 노래였음 합니다. |                 |                 |                 |                 |
| 2022 | 2022.09.21 | 앨범을 발매하며 | - Respect yourself and others will respect you. 스스로를 존중한다면 다른 사람도 당신을 존중할 것이다. - Confucius (공자) - |                 |                 |                 |                 |
| 2022 | 2022.09.21 | 매거진          | - 누구보다 자신을 살아가길, JAY B 《Be Yourself》 (멜론 매거진) - JAY B의 두 번째 EP 《Be Yourself》 MV 촬영 현장 (지니뮤직 매거진)                                                                                             |                 |                 |                 |                 |
| 2022 | 2022.09.21 | 인터뷰          | - '컴백' 제이비 "유쾌하고 편안하게 다가가고자 한 앨범" (일문일답) |                 |                 |                 |                 |
| 2022 | 2022.09.21 | 기사            | - “뭐가 두려워?” 제이비(JAY B), 청춘들의 진정한 자유를 찾아서 ‘go UP’ (퇴근길 신곡 - OSEN) |                 |                 |                 |                 |

##### 《흔들의자 (Rocking Chair)》 (2022)
| 2022 | 2022.08.23 | Artist    | JAY B |                              |                              |                              |                              |
| 2022 | 2022.08.23 | 앨범명    | 《흔들의자 (Rocking Chair)》                                                                                    | 《흔들의자 (Rocking Chair)》 | 《흔들의자 (Rocking Chair)》 | 《흔들의자 (Rocking Chair)》 | 《흔들의자 (Rocking Chair)》 |
| 2022 | 2022.08.23 | 앨범 내용 | - 나의 사람들 그리고 소수를 위해 모두를 위해 잔잔한 파도같은. - For my people, for a few, for all, for my fans. |                              |                              |                              |                              |
| 2022 | 2022.08.23 | 타이틀곡  | - 〈흔들의자 (Rocking Chair)〉                                                                                  |                              |                              |                              |                              |

##### 《SOMO:FUME》 (2021)
| 2021 | 2021.08.26 | Artist                                                | JAY B |               |               |               |               |
| 2021 | 2021.08.26 | 앨범명                                                | 《SOMO:FUME》 | 《SOMO:FUME》 | 《SOMO:FUME》 | 《SOMO:FUME》 | 《SOMO:FUME》 |
| 2021 | 2021.08.26 | 앨범 내용                                             | 솔로 아티스트 JAY B로서 본격적으로 앨범을 내고, 새로운 행보를 계속 이어나갈 JAY B의 첫 EP - 앨범명 《SOMO:FUME(소모:퓸)》 (SOMO:FUME, Style Of My Own:FUME) - 앨범명 《SOMO:FUME(소모:퓸)》 즉, SOMO (소모) + FUME (Perfume의 퓸)의 뜻은 JAY B가 자신의 모든 생각, 감정, 에너지 등을 소모해서 만들어낸 결과물인 앨범들을 여러분들이 많이 이용하고 사용해줘서, JAY B의 감성이 여러분 곁에 향수처럼 은은하게 묻어서 남아있었으면 좋겠다는 바람을 담았고, 부제의 'Style Of My Own:FUME'은 '나의 자연스러운 모습을 보여주겠다.'라는 뜻으로 JAY B가 평소 일상 사진들을 SNS에 올려 많이 공유했던 것도 꾸미지 않은, 편안하고 자연스러운 모습 그대로를 많이 보여주고 싶었던 이유와 맞닿아 있다. - 앨범 내용 - JAY B의 맑고 청량한 보이스톤이 돋보이는 업 비트의 밝은 Urban R&B곡부터 섹시하고 시크한 음색의 몽환적인 곡들까지 다채롭게 구성했다. - 솔로 아티스트 JAY B로서 새로운 행보를 계속 이어나갈 JAY B의 바람을 담은 앨범명(SOMO:FUME, Style Of My Own:FUME)의 뜻과는 달리 앨범 내용은 사랑에 대한 이야기로, 향기로 표현하자면 꽃밭에 있으면 꽃의 다양한 종류마다 각각의 다른 향기가 있듯 첫 번째 트랙부터 여섯 번째 트랙까지 아침부터 하루가 지나가는 시간대별로 데이트를 하는 흐름으로(아침, 점심, 저녁, 새벽에 듣기 좋은 순서로 배치) 트랙 리스트의 순서를 만들었고, 마지막 일곱 번째 트랙은 완전 다른 주제라서 CD Only로 발매한 다양한 향기를 가지고 있는 앨범이다. - JAY B의 첫 EP 《SOMO:FUME》은 본래 JAY B가 가지고 있는 다양한 음악적 모습을 표현한 다채로운 구성의 앨범으로 솔로 아티스트로서 한 단계 업그레이드 된 JAY B의 음악성과 앞으로의 다양한 음악 활동 방향성이 담겨져 있는 앨범이다. JAY B는 그룹으로 데뷔한 GOT7과, 유닛 그룹 JJ Project, Jus2 음반에서 힙합과 R&B를 베이스로 팝적이고 다양한 장르의 음악을 해왔다. 그리고 2017년부터는 솔로 아티스트 Def.로서, Def.만의 감성이 담긴 R&B, Soul 기반의 믹스테이프를 발매하고 2019년부터는 Def.로서 음악 크루 õffshore의 소속으로 음반을 발매하고 있다. 따라서 JAY B가 본래 가지고 있는 팝적인 음악적 모습과, 앞으로 H1GHR MUSIC에서 새롭게 펼쳐나갈 R&B, 힙합 모두 JAY B를 표현하는 음악이다. 이처럼 JAY B의 《SOMO:FUME》은 JAY B가 원래 가지고 있던 몇 개를 넣고, 힙합, R&B 음악 장르의 전문성과 레이블만의 고유한 색깔이 있는 H1GHR MUSIC에서 하고 싶었던 몇 개를 넣어 앨범 전체를 융합해 자연스럽게 JAY B를 표현하고, 또한 JAY B가 쓰고 싶은 내용의 곡과, 곡의 배치, 앨범 전체의 흐름까지도 JAY B를 표현한 《SOMO:FUME》 앨범 전체가 JAY B 다웠다고 말할 수 있는 앨범이다. - 앨범 소개란의 짧은 글귀 (명언) - JAY B는 가끔 삶의 지혜와 통찰이 담긴 명언을 찾아보며 공감과 위로를 받고 에너지를 얻기도 한다. JAY B의 앨범 소개란에 적힌 글귀는 JAY B가 직접 골라 차용한 명언으로 JAY B가 솔로 아티스트로서의 고민과 첫 시작에 대한 여러 가지 고민, 하고 싶은 방향성과 다가가고 싶은 방향성의 조화, 앨범 전체의 구상, 각 수록곡별 완성도 등을 치열하게 고민하며 JAY B가 그동안 자신의 모든 생각, 감정, 에너지 등을 '소모함으로써' 드디어 앨범을 발매하는 JAY B의 심정과 다짐, 바람을 담아 차용했다. 또한 어쩌면, JAY B가 힘들었을 때 큰 위로를 받았던 명언을 함께 나눠서 만약 JAY B와 같은 고민으로 힘들어하는 분들이 있다면 위로가 되길 바라는 마음도 있지 않았을까. - JAY B가 전하는 앨범 감상 포인트 - "앨범 트랙의 순서대로 천천히 들어보시면 좀 더 재밌고 풍부한 앨범 감상이 되지 않을까 추천하고, JAY B의 감성과, 다짐, 바람을 앨범에 담았지만, 여러분께 어떤 메시지를 전달해주고 싶다기보다는 그저 느껴지는 그대로 편하신 대로 마음대로 해석하고, 힐링이 되거나, 다양한 감정들을 얻으면 좋겠습니다." |               |               |               |               |
| 2021 | 2021.08.26 | 아티스트로서 그리고 한 사람으로서 (첫 앨범 발매 소감) | - 추구하고 나아가고 싶은 음악과 인생 - JAY B는 바다와 물을 좋아한다. JAY B는 바다의 파도를 보면 인생의 높낮이를 그리는 파형을 느끼고, 잔잔하게 흐르는 물에선 자유로운 흐름을 느낀다. JAY B는 인생 모토가 '물처럼 잔잔하게 흐르면서 살자'일 정도로 물이 가진 속성의 자유로움을 좋아한다. 물은 어느 그릇에 담기느냐에 따라 모양이 바뀌고, 어디 한 군데에 고여 국한되지도 않고, 자유로운 흐름 속에 흐르면서 나아간다. JAY B도 물처럼 자유로운 흐름 속에서 잔잔히 흐르며 꾸준하게 음악을 하는 사람이 되고 싶다. - JAY B는 이번 첫 솔로 EP 앨범을 준비하는 것과 나이를 먹어가는 것이 뭔가 복합적으로 되면서 JAY B 스스로 자신은 음악을 하고 예술을 하는 직업을 가진 한 사람일뿐 아티스트로서, 혹은 한 사람으로서 좀 더 겸손해야 되겠다고 다시 한번 생각했다. - 목표 - JAY B의 수장이기도 했던 JAY B가 굉장히 리스펙 하는 박진영과 박재범 같은 아티스트가 되는 게 목표라고 한다. 박진영 (J.Y. Park "The Asiansoul)과 박재범 (Jay Park)처럼 꾸준하게 활동하면서 자신이 좋아하고 자신에게 맞는 자신의 감성을 지켜나가는 아티스트가 되고 싶다고 한다. |               |               |               |               |
| 2021 | 2021.08.26 | 수록곡                                                | 〈B.T.W (Feat. 박재범) (Prod. Cha Cha Malone)〉 - 'By the way (그런데)'를 뜻하는 타이틀곡 〈B.T.W〉는 '데이트를 할 때 너한테 좋은 곳도 데려가고 싶고, 좋은 것만 구경시켜 주고 싶은데, 그런데(By the way) 있잖아, 나는 너를 좋아해.' 라는 조금은 장난스러운 재치가 있는 살랑살랑 설레이는 달콤한 산들바람 같은 노래. - 〈B.T.W〉는 JAY B가 걷기 좋은 한강이나 연희동 또는 연남동을 걷는 연인을 상상하면서 쓴 곡으로 가사의 '우연을 가장하고 널 터치해 조심스레 다가가 네 옆에'는 낮 시간에 남녀 둘이 대화하며 팔을 자연스럽게 움직여 걷는 상황에서 살짝 터치돼서 손끝이 스치는 느낌을 생각해서 쓴 JAY B가 좋아하는 가사. - 타격감 있는 드럼, 베이스 사운드 위 그루비하고 중독성 있는 멜로디가 매력적인 Urban R&B 곡이다. JAY B와 박재범의 감미로운 음색은 사랑하는 이와 여행을 떠나는 느낌을 물씬 느끼게 한다. - 박재범의 의견으로 JAY B와 박재범이 함께하는 비보잉 퍼포먼스를 넣었다. |               |               |               |               |
| 2021 | 2021.08.26 | 수록곡                                                | 〈AM PM (Feat. 휘인) (Prod. GRAY)〉 - 빈티지한 질감의 드럼과 EP 사운드 비트 위 달콤하지만 혼란스러운 애타는 감정을 담담하게 노래하는 JAY B의 보컬과, 여성스럽고 아찔한 매력의 '휘인 (마마무)'의 보컬로 달콤하지만 치명적인 사랑의 쓸쓸한 분위기를 극대화했다. |               |               |               |               |
| 2021 | 2021.08.26 | 수록곡                                                | 〈FAME (Feat. JUNNY) (Prod. GroovyRoom)〉 - 더블 타이틀곡으로 사랑하는 너와 내가 같이 있다면 '태양빛 Like spotlight 그 아래 우린 더욱 빛날 거야 주인공같이 너와 함께 있다면 다 가능해 We got the fame 주변 사람 모두 우릴 보며 Capturing the frame You got me Got it 우린 우리만의 길을 걸어가 We got the fame' 라는 노래. - 팝 무드의 트랙으로 리드미컬한 베이스라인과 가벼운 EP 사운드, JAY B의 살랑이는 하이톤 보컬과 JUNNY의 산뜻한 랩이 〈FAME〉의 리듬과 함께 청자들의 고개를 끄덕이게 한다. |               |               |               |               |
| 2021 | 2021.08.26 | 수록곡                                                | 〈In To You (Feat. g1nger) (Prod. WOOGIE)〉 - JAY B가 사랑을 숙성되는 와인에 빗대어 쓴 곡으로 남산타워가 보이는 분위기 좋은 바(bar)에서 사랑하는 연인과 느긋하게 와인잔을 기울이며 서로의 와인잔을 부딪칠 때 청아한 소리를 내며 달콤하게 부딪치는 둘의 감정을 느끼며 와인을 마시는 분위기를 상상하며 쓴 곡이다. - 세련된 기타와 브라스 사운드의 끈적하고 몽환적인 분위기가 있는 트랙으로 JAY B의 감미롭고 섹시한 보컬과 단아하고 담백한 보컬 속에 고혹적인 매력이 있는 'g1nger'의 보컬로 끈적하고 달콤한 몽환적인 분위기를 배가시켰다. |               |               |               |               |
| 2021 | 2021.08.26 | 수록곡                                                | 〈Switch It Up (Feat. sokodomo) (Prod. Cha Cha Malone)〉 - 〈Switch It Up〉 은 GOT7의 JB(제이비)에서 풀 네임 스펠링 JAY B(제이비)로, 솔로 아티스트 JAY B로서 본격적으로 '바뀌었다'는 뜻을 담은 솔로 가수 JAY B(제이비)로서의 결이 다른 음악 행보의 첫 시작을 알리는 곡이다. 전체적인 노래 내용은 사랑에 관한 이야기로 풀어내면서 한편으로는 곡 제목과 가사 안에서 솔로 아티스트 JAY B로서 인생이 '바뀐다'는 의미를 담아 'I wanna switch it up' , 'Let me switch it up' , '파도(인생)', 'MY WAY' 라는 가사로 솔로 아티스트 JAY B로서 바뀌는 변화를 표현했다. JAY B의 청량하면서도 끈적한 음색과 'sokodomo'의 감칠맛 나는 감각적인 래핑이 더해져 곡의 몰입도를 끌어올렸다. 묵직한 808 베이스가 매력적인 Urban R&B 비트가 함께 어우러져 몽환적이고 칠(chill)한 섹시한 느낌을 한층 더 돋보이게 하는 노래. |               |               |               |               |
| 2021 | 2021.08.26 | 수록곡                                                | 〈Count On Me (Prod. GroovyRoom)〉 - 새벽에 사랑하는 사람에게 감미롭지만 감정에 치우치지 않고, 진지하고 자신있게 남자로서 '나를 믿어(Count On Me)' 라고 말하는 가사 내용의 무게감 넘치는 기타와 드럼 사운드 트랙의 리드미컬한 리듬의 곡. - 또한, 앞으로 본격적으로 솔로 앨범을 내고, 새로운 행보를 계속 이어나갈 JAY B(Def.)가 팬분들에게 '앞으로 제가 더 열심히 하고 제가 더 증명해서 보여줄 테니까 너무 걱정하지 말고 제가 앞으로 어떤 행보를 하던 의미가 있을 테니까 저를 믿어도 된다.' 라는 포부와 바람을 담은 곡이기도 하다. 실제 한 사람의 JAY B(Def.)에게서 느껴지는 진중하고 순박한 면이 느껴지는 곡. |               |               |               |               |
| 2021 | 2021.08.26 | 수록곡                                                | 〈Paranoia (Prod. GroovyRoom) (CD Only)〉 - 누구나 걱정거리가 하나 생기면 자기 전에 누워서 그 걱정 때문에 끝도 없는 망상과 불안으로 잠을 못 이루고 뒤척이게 되는데 그런 끝 없는 망상과 불안을 얘기하며 이겨내려고 하는 내용의 곡이다. 몽환적인 플럭 사운드, 귀를 사로잡는 JAY B의 차분한 음색이 인상적인 PBR&B 장르의 곡. 앨범에서 완전 다른 주제를 가진 곡이기에 CD Only로 발매했다. |               |               |               |               |
| 2021 | 2021.08.26 | Album Teaser Album Preview Music Video                | JAY B 《SOMO:FUME》 (Album Teaser) |               |               |               |               |
| 2021 | 2021.08.26 | Album Teaser Album Preview Music Video                | JAY B 《SOMO:FUME》 (Album Preview) |               |               |               |               |
| 2021 | 2021.08.26 | Album Teaser Album Preview Music Video                | JAY B 〈B.T.W (Feat. 박재범) (Prod. Cha Cha Malone)〉 (Official Video) |               |               |               |               |
| 2021 | 2021.08.26 | Album Teaser Album Preview Music Video                | JAY B 〈AM PM (Feat. 휘인) (Prod. GRAY)〉 (Visualizer) |               |               |               |               |
| 2021 | 2021.08.26 | Album Teaser Album Preview Music Video                | JAY B 〈FAME (Feat. JUNNY) (Prod. GroovyRoom)〉 (Official Video) |               |               |               |               |
| 2021 | 2021.08.26 | Album Teaser Album Preview Music Video                | - JAY B의 《SOMO:FUME, Style Of My Own:FUME》 : 나가야 할 길과 현재 내가 걷는 길이 맞닿을 때가 있을 것이다. - 이번 앨범은 오직 JAY B를 담았습니다. 지금의 앞으로의. 우리의 소중한 이야기와 가치를 담습니다. 우린 순간순간 사용되지만 또 평생 가져야 할 소중한 가치가 되는 것이지요. 많이 담고 적고 이야기 하고 훗날 보고 JAY B의 가치를 같이 공유하고 같이 추억 했으면 합니다. - 일루민(ILLUMIN) 감독 코멘터리 - |               |               |               |               |
| 2021 | 2021.08.26 | 뮤직 비디오 내용                                      | - JAY B, 메인 타이틀곡 'B.T.W' MV 티저 공개..박재범 피처링+출연 (헤럴드POP) - JAY B(제이비), ‘B.T.W (Feat. 박재범)’ 퍼포먼스 비디오 깜짝 공개 (스포츠경향) - JAY B(제이비), 'FAME (Feat. JUNNY)' M/V 깜짝 공개…단편 영화 같은 영상미 (비즈엔터) - JAY B(제이비) 첫 솔로 EP 수록곡 ‘AM PM (Feat. 휘인)’ 비주얼라이저 영상 공개 (스포츠경향) |               |               |               |               |
| 2021 | 2021.08.26 | Thanks to (Best Friends)                              | - Dear Fans, This is my voice, my words and my style. Thank you for waiting. - From. JB |               |               |               |               |
| 2021 | 2021.08.26 | 앨범을 발매하며                                       | - “There is nothing noble in being superior to your fellow man; true nobility is being superior to your former self.” - Ernest Hemingway |               |               |               |               |
| 2021 | 2021.08.26 | 화보 인터뷰                                           | - '박재범과 제이비(JAY B)라는 장르' (인터뷰 中) JAY B가 말하는 '소모퓸' 뜻 (Esquire Korea 제공) - '박재범과 제이비(JAY B)의 힙한 만남' (인터뷰) (Esquire Korea 제공) |               |               |               |               |
| 2021 | 2021.08.26 | 인터뷰 영상                                           | - JAY B (제이비) : "진짜 제가 좋아했던 음악들을 자유롭게 하고 싶어요" (HIPHOPPLAYA 인터뷰) - 앨범 인터뷰 영상 모음 |               |               |               |               |
| 2021 | 2021.08.26 | 기사                                                  | - JAY B, 'SOMO:FUME' 컴백 카운트다운 시작..의미심장한 문구 '궁금증 UP' (공식-OSEN) - 제이비(JAY B) "첫 솔로앨범 '소모:퓸', 제가 소모해서 나온 결과물이 향수처럼 은은하게 묻어나길" (정희-MBC연예) |               |               |               |               |

##### 《Switch It Up》 (2021)
| 2021 | 2021.05.14 | Artist          | JAY B |                  |                  |                  |                  |
| 2021 | 2021.05.14 | 앨범명          | 《Switch It Up》 | 《Switch It Up》 | 《Switch It Up》 | 《Switch It Up》 | 《Switch It Up》 |
| 2021 | 2021.05.14 | 앨범 내용       | 본격적으로 솔로 가수로서 홀로서는 결이 다른 JAY B의 첫 시작. - 〈Switch It Up〉 은 GOT7의 JB(제이비)에서 풀 네임 스펠링 JAY B(제이비)로, 솔로 아티스트 JAY B로서 본격적으로 '바뀌었다'는 뜻을 담은 솔로 가수 JAY B(제이비)로서의 결이 다른 음악 행보의 첫 시작을 알리는 곡이다. - 곡 제목을 〈Switch It Up〉로 해서 솔로 아티스트 JAY B로서 '인생이 바뀐다'는 의미를 담았고, 전체적인 노래 내용은 사랑에 관한 이야기로 풀어냈다. JAY B의 청량하면서도 끈적한 음색과 'sokodomo'의 감칠맛 나는 감각적인 래핑이 더해져 곡의 몰입도를 끌어올렸다. 묵직한 808 베이스가 매력적인 Urban R&B 비트가 함께 어우러져 몽환적이고 칠(chill)한 섹시한 느낌을 한층 더 돋보이게 하는 노래 |                  |                  |                  |                  |
| 2021 | 2021.05.14 | 타이틀곡        | - 〈Switch It Up (Feat. sokodomo) (Prod. Cha Cha Malone)〉 |                  |                  |                  |                  |
| 2021 | 2021.05.14 | 앨범을 발매하며 | - “The shortest answer is doing the thing.” - Ernest Hemingway |                  |                  |                  |                  |
| 2021 | 2021.05.14 | 인터뷰          | - 하이어뮤직에서 새 챕터를 여는 'JAY B' (빌보드코리아) 보관됨 2021-10-26 - 웨이백 머신 |                  |                  |                  |                  |

#### JJ Project

##### 《Verse 2》 (2017)
| 2020 | Artist                     | JJ Project | JJ Project | JJ Project | JJ Project | JJ Project | | | |
| 2020 | 앨범 내용                  | 《Verse 2》 | 《Verse 2》 | 《Verse 2》 | 《Verse 2》 | 《Verse 2》 | | | |
| 2020 | 발매일                     | 2017.07.31 | 2017.07.31 | 2017.07.31 | 2017.07.31 | 2017.07.31 | | | |
| 2020 | 앨범 내용                  | - 앨범명 《Verse 2》 : 2절이라는 의미 - 1절 : JJ Project 데뷔 싱글, GOT7 활동, JAY B와 진영의 10대 시절 등 - Verse 2 : 2절이라는 의미로 여러 가지 의미의 Verse 2의 시작이란 뜻 - GOT7 유닛 JJ Project, 새 앨범 전곡 작사, 작곡 참여 ‘새로운 음악과 섬세한 감수성’ - JJ Project가 새 앨범 《Verse 2》를 발매하고 5년 만에 전격 컴백한 앨범. - JAY B와 진영으로 구성된 JJ Project는 지난 2012년 5월 데뷔 싱글 앨범 〈BOUNCE〉을 발표하고 가요계에 첫 발을 내딛었다. 두 사람은 GOT7 데뷔 전부터 JJ Project를 결성, 자유분방하고 에너지 넘치는 퍼포먼스로 무대를 달궜다. 이후 그룹 GOT7을 통해 국내는 물론 해외까지 인기 영역을 넓히며 글로벌 대세 아이돌로 입지를 다진 이들이 2017년 하반기 JJ Project로 돌아왔다. JJ Project의 시작인 2012년 당시 19살이었던 두 멤버는 경쾌하고 유쾌한 10대의 에너지를 뿜어냈다. 어느덧 20대가 되고 그룹 GOT7을 통해 톱 아이돌 반열에 올라 성실하게 성장을 기록하고 있는 JAY B와 진영이 《Verse 2》로 깊이 느끼고 생각한 청춘의 시간들을 노래한다. - JJ Project의 새 앨범 《Verse 2》는 타이틀 곡 〈내일, 오늘〉을 포함한 총 8트랙의 미니 앨범. 두 멤버가 신보 전곡의 작사, 작곡 작업에 참여해 새로운 음악적 색깔과 섬세한 감수성을 담아냈다. 새 앨범 《Verse 2》에는 팝, 힙합, 발라드, 얼반 팝, 트로피컬 팝, 소프트 록 등 다채로운 장르의 음악과 함께, CD 음반에 한해 두 멤버의 솔로 곡이 히든 트랙으로 자리했다. JAY B와 진영은 각자 솔로 곡 ‘Fade Away’와 ‘그날’로 한층 풍부한 감성을 전한다. | - 앨범명 《Verse 2》 : 2절이라는 의미 - 1절 : JJ Project 데뷔 싱글, GOT7 활동, JAY B와 진영의 10대 시절 등 - Verse 2 : 2절이라는 의미로 여러 가지 의미의 Verse 2의 시작이란 뜻 - GOT7 유닛 JJ Project, 새 앨범 전곡 작사, 작곡 참여 ‘새로운 음악과 섬세한 감수성’ - JJ Project가 새 앨범 《Verse 2》를 발매하고 5년 만에 전격 컴백한 앨범. - JAY B와 진영으로 구성된 JJ Project는 지난 2012년 5월 데뷔 싱글 앨범 〈BOUNCE〉을 발표하고 가요계에 첫 발을 내딛었다. 두 사람은 GOT7 데뷔 전부터 JJ Project를 결성, 자유분방하고 에너지 넘치는 퍼포먼스로 무대를 달궜다. 이후 그룹 GOT7을 통해 국내는 물론 해외까지 인기 영역을 넓히며 글로벌 대세 아이돌로 입지를 다진 이들이 2017년 하반기 JJ Project로 돌아왔다. JJ Project의 시작인 2012년 당시 19살이었던 두 멤버는 경쾌하고 유쾌한 10대의 에너지를 뿜어냈다. 어느덧 20대가 되고 그룹 GOT7을 통해 톱 아이돌 반열에 올라 성실하게 성장을 기록하고 있는 JAY B와 진영이 《Verse 2》로 깊이 느끼고 생각한 청춘의 시간들을 노래한다. - JJ Project의 새 앨범 《Verse 2》는 타이틀 곡 〈내일, 오늘〉을 포함한 총 8트랙의 미니 앨범. 두 멤버가 신보 전곡의 작사, 작곡 작업에 참여해 새로운 음악적 색깔과 섬세한 감수성을 담아냈다. 새 앨범 《Verse 2》에는 팝, 힙합, 발라드, 얼반 팝, 트로피컬 팝, 소프트 록 등 다채로운 장르의 음악과 함께, CD 음반에 한해 두 멤버의 솔로 곡이 히든 트랙으로 자리했다. JAY B와 진영은 각자 솔로 곡 ‘Fade Away’와 ‘그날’로 한층 풍부한 감성을 전한다. | - 앨범명 《Verse 2》 : 2절이라는 의미 - 1절 : JJ Project 데뷔 싱글, GOT7 활동, JAY B와 진영의 10대 시절 등 - Verse 2 : 2절이라는 의미로 여러 가지 의미의 Verse 2의 시작이란 뜻 - GOT7 유닛 JJ Project, 새 앨범 전곡 작사, 작곡 참여 ‘새로운 음악과 섬세한 감수성’ - JJ Project가 새 앨범 《Verse 2》를 발매하고 5년 만에 전격 컴백한 앨범. - JAY B와 진영으로 구성된 JJ Project는 지난 2012년 5월 데뷔 싱글 앨범 〈BOUNCE〉을 발표하고 가요계에 첫 발을 내딛었다. 두 사람은 GOT7 데뷔 전부터 JJ Project를 결성, 자유분방하고 에너지 넘치는 퍼포먼스로 무대를 달궜다. 이후 그룹 GOT7을 통해 국내는 물론 해외까지 인기 영역을 넓히며 글로벌 대세 아이돌로 입지를 다진 이들이 2017년 하반기 JJ Project로 돌아왔다. JJ Project의 시작인 2012년 당시 19살이었던 두 멤버는 경쾌하고 유쾌한 10대의 에너지를 뿜어냈다. 어느덧 20대가 되고 그룹 GOT7을 통해 톱 아이돌 반열에 올라 성실하게 성장을 기록하고 있는 JAY B와 진영이 《Verse 2》로 깊이 느끼고 생각한 청춘의 시간들을 노래한다. - JJ Project의 새 앨범 《Verse 2》는 타이틀 곡 〈내일, 오늘〉을 포함한 총 8트랙의 미니 앨범. 두 멤버가 신보 전곡의 작사, 작곡 작업에 참여해 새로운 음악적 색깔과 섬세한 감수성을 담아냈다. 새 앨범 《Verse 2》에는 팝, 힙합, 발라드, 얼반 팝, 트로피컬 팝, 소프트 록 등 다채로운 장르의 음악과 함께, CD 음반에 한해 두 멤버의 솔로 곡이 히든 트랙으로 자리했다. JAY B와 진영은 각자 솔로 곡 ‘Fade Away’와 ‘그날’로 한층 풍부한 감성을 전한다. | - 앨범명 《Verse 2》 : 2절이라는 의미 - 1절 : JJ Project 데뷔 싱글, GOT7 활동, JAY B와 진영의 10대 시절 등 - Verse 2 : 2절이라는 의미로 여러 가지 의미의 Verse 2의 시작이란 뜻 - GOT7 유닛 JJ Project, 새 앨범 전곡 작사, 작곡 참여 ‘새로운 음악과 섬세한 감수성’ - JJ Project가 새 앨범 《Verse 2》를 발매하고 5년 만에 전격 컴백한 앨범. - JAY B와 진영으로 구성된 JJ Project는 지난 2012년 5월 데뷔 싱글 앨범 〈BOUNCE〉을 발표하고 가요계에 첫 발을 내딛었다. 두 사람은 GOT7 데뷔 전부터 JJ Project를 결성, 자유분방하고 에너지 넘치는 퍼포먼스로 무대를 달궜다. 이후 그룹 GOT7을 통해 국내는 물론 해외까지 인기 영역을 넓히며 글로벌 대세 아이돌로 입지를 다진 이들이 2017년 하반기 JJ Project로 돌아왔다. JJ Project의 시작인 2012년 당시 19살이었던 두 멤버는 경쾌하고 유쾌한 10대의 에너지를 뿜어냈다. 어느덧 20대가 되고 그룹 GOT7을 통해 톱 아이돌 반열에 올라 성실하게 성장을 기록하고 있는 JAY B와 진영이 《Verse 2》로 깊이 느끼고 생각한 청춘의 시간들을 노래한다. - JJ Project의 새 앨범 《Verse 2》는 타이틀 곡 〈내일, 오늘〉을 포함한 총 8트랙의 미니 앨범. 두 멤버가 신보 전곡의 작사, 작곡 작업에 참여해 새로운 음악적 색깔과 섬세한 감수성을 담아냈다. 새 앨범 《Verse 2》에는 팝, 힙합, 발라드, 얼반 팝, 트로피컬 팝, 소프트 록 등 다채로운 장르의 음악과 함께, CD 음반에 한해 두 멤버의 솔로 곡이 히든 트랙으로 자리했다. JAY B와 진영은 각자 솔로 곡 ‘Fade Away’와 ‘그날’로 한층 풍부한 감성을 전한다. | - 앨범명 《Verse 2》 : 2절이라는 의미 - 1절 : JJ Project 데뷔 싱글, GOT7 활동, JAY B와 진영의 10대 시절 등 - Verse 2 : 2절이라는 의미로 여러 가지 의미의 Verse 2의 시작이란 뜻 - GOT7 유닛 JJ Project, 새 앨범 전곡 작사, 작곡 참여 ‘새로운 음악과 섬세한 감수성’ - JJ Project가 새 앨범 《Verse 2》를 발매하고 5년 만에 전격 컴백한 앨범. - JAY B와 진영으로 구성된 JJ Project는 지난 2012년 5월 데뷔 싱글 앨범 〈BOUNCE〉을 발표하고 가요계에 첫 발을 내딛었다. 두 사람은 GOT7 데뷔 전부터 JJ Project를 결성, 자유분방하고 에너지 넘치는 퍼포먼스로 무대를 달궜다. 이후 그룹 GOT7을 통해 국내는 물론 해외까지 인기 영역을 넓히며 글로벌 대세 아이돌로 입지를 다진 이들이 2017년 하반기 JJ Project로 돌아왔다. JJ Project의 시작인 2012년 당시 19살이었던 두 멤버는 경쾌하고 유쾌한 10대의 에너지를 뿜어냈다. 어느덧 20대가 되고 그룹 GOT7을 통해 톱 아이돌 반열에 올라 성실하게 성장을 기록하고 있는 JAY B와 진영이 《Verse 2》로 깊이 느끼고 생각한 청춘의 시간들을 노래한다. - JJ Project의 새 앨범 《Verse 2》는 타이틀 곡 〈내일, 오늘〉을 포함한 총 8트랙의 미니 앨범. 두 멤버가 신보 전곡의 작사, 작곡 작업에 참여해 새로운 음악적 색깔과 섬세한 감수성을 담아냈다. 새 앨범 《Verse 2》에는 팝, 힙합, 발라드, 얼반 팝, 트로피컬 팝, 소프트 록 등 다채로운 장르의 음악과 함께, CD 음반에 한해 두 멤버의 솔로 곡이 히든 트랙으로 자리했다. JAY B와 진영은 각자 솔로 곡 ‘Fade Away’와 ‘그날’로 한층 풍부한 감성을 전한다. | | | |
| 2020 | 〈내일, 오늘〉 퍼포먼스    | - 서로의 얼굴을 마주보고 추는 거울춤 | - 서로의 얼굴을 마주보고 추는 거울춤 | - 서로의 얼굴을 마주보고 추는 거울춤 | - 서로의 얼굴을 마주보고 추는 거울춤 | - 서로의 얼굴을 마주보고 추는 거울춤 | | | |
| 2020 | 〈내일, 오늘〉             | 〈내일, 오늘〉 | 〈내일, 오늘〉 | 〈내일, 오늘〉 | 〈내일, 오늘〉 | - JYP 수장 박진영과 JJ Project의 JAY B, 진영이 함께 작사한 곡으로 팝, 얼터너티브 록, 힙합 요소가 결합되어 서정적이면서도 밝은 감성을 자아낸다. 무한한 가능성을 지니면서도 동시에 한없이 유약한 청춘들이 삶을 마주하다 겪는 시간과 선택에 대한 고민, 가보지 않은 두 갈래 길 중에 한 곳을 택해야 한다는 고민들을 가사에 실었다. | - JYP 수장 박진영과 JJ Project의 JAY B, 진영이 함께 작사한 곡으로 팝, 얼터너티브 록, 힙합 요소가 결합되어 서정적이면서도 밝은 감성을 자아낸다. 무한한 가능성을 지니면서도 동시에 한없이 유약한 청춘들이 삶을 마주하다 겪는 시간과 선택에 대한 고민, 가보지 않은 두 갈래 길 중에 한 곳을 택해야 한다는 고민들을 가사에 실었다. | - JYP 수장 박진영과 JJ Project의 JAY B, 진영이 함께 작사한 곡으로 팝, 얼터너티브 록, 힙합 요소가 결합되어 서정적이면서도 밝은 감성을 자아낸다. 무한한 가능성을 지니면서도 동시에 한없이 유약한 청춘들이 삶을 마주하다 겪는 시간과 선택에 대한 고민, 가보지 않은 두 갈래 길 중에 한 곳을 택해야 한다는 고민들을 가사에 실었다. | - JYP 수장 박진영과 JJ Project의 JAY B, 진영이 함께 작사한 곡으로 팝, 얼터너티브 록, 힙합 요소가 결합되어 서정적이면서도 밝은 감성을 자아낸다. 무한한 가능성을 지니면서도 동시에 한없이 유약한 청춘들이 삶을 마주하다 겪는 시간과 선택에 대한 고민, 가보지 않은 두 갈래 길 중에 한 곳을 택해야 한다는 고민들을 가사에 실었다. |
| 2020 | 〈On&On〉                  | 〈On&On〉 | 〈On&On〉 | 〈On&On〉 | 〈On&On〉 | - '저 빛은 나를 자꾸 비추고 어두운 나의 모습 들추고 슬픈데 안 슬픈 척 해 아픈데 안 아픈 척 해' JAY B와 진영이 작사, 작곡에 참여한 ‘인생이란 무엇인가’라는 고민에서부터 시작된 곡. 처음엔 선글라스를 주제로 시작된 곡으로 일반적으로 긍적적인 이미지인 빛을 다른 시선으로 생각해 보고 싶었다. 계속 빛만 따라가다 보면 힘들고, 계속 바라보고 있으면 눈이 아프듯이. 어둠도 나쁘다기보다는 어두운 것도 익숙해지면 앞이 보이는 것처럼. '사회에서 긍정적으로 인식하는 틀과 규칙'을 '빛'으로 빗대어 생각했을 때 '빛이 꼭 좋은 것만은 아니고, 어둠도 꼭 나쁜 것만은 아니다.'라는 표현. - 우리가 살고 있는 사회는 눈에 보이지 않는 틀과 규칙들에서 조금이라도 벗어나면 잘못 살고 있는 것처럼 비춰지는 인식을 ‘빛’에 빗대어 표현했다. 그런 ‘빛’이 무조건 좋은 것만은 아니라는 메시지와 함께, 이 생각에 동의 한다면 'Put your glasses on'이라는 비유적인 가사를 담아냈다. 이러한 메시지와 Tropical 사운드, 그루브 있는 일렉 기타의 연주가 한데 어우러져 시원한 여름에 듣기 좋은 곡으로 탄생했다. | - '저 빛은 나를 자꾸 비추고 어두운 나의 모습 들추고 슬픈데 안 슬픈 척 해 아픈데 안 아픈 척 해' JAY B와 진영이 작사, 작곡에 참여한 ‘인생이란 무엇인가’라는 고민에서부터 시작된 곡. 처음엔 선글라스를 주제로 시작된 곡으로 일반적으로 긍적적인 이미지인 빛을 다른 시선으로 생각해 보고 싶었다. 계속 빛만 따라가다 보면 힘들고, 계속 바라보고 있으면 눈이 아프듯이. 어둠도 나쁘다기보다는 어두운 것도 익숙해지면 앞이 보이는 것처럼. '사회에서 긍정적으로 인식하는 틀과 규칙'을 '빛'으로 빗대어 생각했을 때 '빛이 꼭 좋은 것만은 아니고, 어둠도 꼭 나쁜 것만은 아니다.'라는 표현. - 우리가 살고 있는 사회는 눈에 보이지 않는 틀과 규칙들에서 조금이라도 벗어나면 잘못 살고 있는 것처럼 비춰지는 인식을 ‘빛’에 빗대어 표현했다. 그런 ‘빛’이 무조건 좋은 것만은 아니라는 메시지와 함께, 이 생각에 동의 한다면 'Put your glasses on'이라는 비유적인 가사를 담아냈다. 이러한 메시지와 Tropical 사운드, 그루브 있는 일렉 기타의 연주가 한데 어우러져 시원한 여름에 듣기 좋은 곡으로 탄생했다. | - '저 빛은 나를 자꾸 비추고 어두운 나의 모습 들추고 슬픈데 안 슬픈 척 해 아픈데 안 아픈 척 해' JAY B와 진영이 작사, 작곡에 참여한 ‘인생이란 무엇인가’라는 고민에서부터 시작된 곡. 처음엔 선글라스를 주제로 시작된 곡으로 일반적으로 긍적적인 이미지인 빛을 다른 시선으로 생각해 보고 싶었다. 계속 빛만 따라가다 보면 힘들고, 계속 바라보고 있으면 눈이 아프듯이. 어둠도 나쁘다기보다는 어두운 것도 익숙해지면 앞이 보이는 것처럼. '사회에서 긍정적으로 인식하는 틀과 규칙'을 '빛'으로 빗대어 생각했을 때 '빛이 꼭 좋은 것만은 아니고, 어둠도 꼭 나쁜 것만은 아니다.'라는 표현. - 우리가 살고 있는 사회는 눈에 보이지 않는 틀과 규칙들에서 조금이라도 벗어나면 잘못 살고 있는 것처럼 비춰지는 인식을 ‘빛’에 빗대어 표현했다. 그런 ‘빛’이 무조건 좋은 것만은 아니라는 메시지와 함께, 이 생각에 동의 한다면 'Put your glasses on'이라는 비유적인 가사를 담아냈다. 이러한 메시지와 Tropical 사운드, 그루브 있는 일렉 기타의 연주가 한데 어우러져 시원한 여름에 듣기 좋은 곡으로 탄생했다. | - '저 빛은 나를 자꾸 비추고 어두운 나의 모습 들추고 슬픈데 안 슬픈 척 해 아픈데 안 아픈 척 해' JAY B와 진영이 작사, 작곡에 참여한 ‘인생이란 무엇인가’라는 고민에서부터 시작된 곡. 처음엔 선글라스를 주제로 시작된 곡으로 일반적으로 긍적적인 이미지인 빛을 다른 시선으로 생각해 보고 싶었다. 계속 빛만 따라가다 보면 힘들고, 계속 바라보고 있으면 눈이 아프듯이. 어둠도 나쁘다기보다는 어두운 것도 익숙해지면 앞이 보이는 것처럼. '사회에서 긍정적으로 인식하는 틀과 규칙'을 '빛'으로 빗대어 생각했을 때 '빛이 꼭 좋은 것만은 아니고, 어둠도 꼭 나쁜 것만은 아니다.'라는 표현. - 우리가 살고 있는 사회는 눈에 보이지 않는 틀과 규칙들에서 조금이라도 벗어나면 잘못 살고 있는 것처럼 비춰지는 인식을 ‘빛’에 빗대어 표현했다. 그런 ‘빛’이 무조건 좋은 것만은 아니라는 메시지와 함께, 이 생각에 동의 한다면 'Put your glasses on'이라는 비유적인 가사를 담아냈다. 이러한 메시지와 Tropical 사운드, 그루브 있는 일렉 기타의 연주가 한데 어우러져 시원한 여름에 듣기 좋은 곡으로 탄생했다. |
| 2020 | 〈Icarus〉                 | 〈Icarus〉 | 〈Icarus〉 | 〈Icarus〉 | 〈Icarus〉 | - JAY B가 작사, 작곡에 참여한 곡. JAY B가 처음 트랙을 들을 때 신기하게 눈을 감고 들었고, 한 번에 그림이 떠올랐던 곡. 처음 트랙을 들을 때 눈을 감고 들었는데 처음 도입 부분부터 뭔가 JAY B가 '구름을 헤쳐나가면서 날아가는 듯한 느낌을 크게 받고 모든 시련들을 잘 헤쳐나가자'라는 주제로 쓰려고 많은 소재들을 찾다가 이카루스 신화를 찾아 쓴 곡. 꿈이라는 말이 공허하고 위선으로 여겨지는 세상에서 순수한 꿈 자체의 의미를 믿는 한 남자의 날갯짓을 극적으로 표현한 곡. | - JAY B가 작사, 작곡에 참여한 곡. JAY B가 처음 트랙을 들을 때 신기하게 눈을 감고 들었고, 한 번에 그림이 떠올랐던 곡. 처음 트랙을 들을 때 눈을 감고 들었는데 처음 도입 부분부터 뭔가 JAY B가 '구름을 헤쳐나가면서 날아가는 듯한 느낌을 크게 받고 모든 시련들을 잘 헤쳐나가자'라는 주제로 쓰려고 많은 소재들을 찾다가 이카루스 신화를 찾아 쓴 곡. 꿈이라는 말이 공허하고 위선으로 여겨지는 세상에서 순수한 꿈 자체의 의미를 믿는 한 남자의 날갯짓을 극적으로 표현한 곡. | - JAY B가 작사, 작곡에 참여한 곡. JAY B가 처음 트랙을 들을 때 신기하게 눈을 감고 들었고, 한 번에 그림이 떠올랐던 곡. 처음 트랙을 들을 때 눈을 감고 들었는데 처음 도입 부분부터 뭔가 JAY B가 '구름을 헤쳐나가면서 날아가는 듯한 느낌을 크게 받고 모든 시련들을 잘 헤쳐나가자'라는 주제로 쓰려고 많은 소재들을 찾다가 이카루스 신화를 찾아 쓴 곡. 꿈이라는 말이 공허하고 위선으로 여겨지는 세상에서 순수한 꿈 자체의 의미를 믿는 한 남자의 날갯짓을 극적으로 표현한 곡. | - JAY B가 작사, 작곡에 참여한 곡. JAY B가 처음 트랙을 들을 때 신기하게 눈을 감고 들었고, 한 번에 그림이 떠올랐던 곡. 처음 트랙을 들을 때 눈을 감고 들었는데 처음 도입 부분부터 뭔가 JAY B가 '구름을 헤쳐나가면서 날아가는 듯한 느낌을 크게 받고 모든 시련들을 잘 헤쳐나가자'라는 주제로 쓰려고 많은 소재들을 찾다가 이카루스 신화를 찾아 쓴 곡. 꿈이라는 말이 공허하고 위선으로 여겨지는 세상에서 순수한 꿈 자체의 의미를 믿는 한 남자의 날갯짓을 극적으로 표현한 곡. |
| 2020 | 〈Don't Wanna Know〉       | 〈Don't Wanna Know〉 | 〈Don't Wanna Know〉 | 〈Don't Wanna Know〉 | 〈Don't Wanna Know〉 | - JAY B와 진영이 작사에 참여한 곡. 감성적인 R&B 장르로 인트로의 아련한 피아노 테마를 시작으로, 후렴에는 따뜻한 질감의 Synth Pad가 곡을 아우르며 서정적인 흐름과 함께 전반적으로 트렌디함을 잘 녹여냈다. 가사에는 사랑하는 사람이 떠나갔다는 걸 믿을 수가 없다는 한 남자가 자신이 다시 용기와 자신감이 생길 때 사랑하는 사람을 되찾겠다는 이야기가 담겨있다. JAY B와 진영이 듣는 분들에게 공감되길 바라는 마음으로 절절한 사랑 노래일 수도 있고, 청춘에 대한 그리움에 대한 노래일 수도 있게 가사를 쓴 곡. | - JAY B와 진영이 작사에 참여한 곡. 감성적인 R&B 장르로 인트로의 아련한 피아노 테마를 시작으로, 후렴에는 따뜻한 질감의 Synth Pad가 곡을 아우르며 서정적인 흐름과 함께 전반적으로 트렌디함을 잘 녹여냈다. 가사에는 사랑하는 사람이 떠나갔다는 걸 믿을 수가 없다는 한 남자가 자신이 다시 용기와 자신감이 생길 때 사랑하는 사람을 되찾겠다는 이야기가 담겨있다. JAY B와 진영이 듣는 분들에게 공감되길 바라는 마음으로 절절한 사랑 노래일 수도 있고, 청춘에 대한 그리움에 대한 노래일 수도 있게 가사를 쓴 곡. | - JAY B와 진영이 작사에 참여한 곡. 감성적인 R&B 장르로 인트로의 아련한 피아노 테마를 시작으로, 후렴에는 따뜻한 질감의 Synth Pad가 곡을 아우르며 서정적인 흐름과 함께 전반적으로 트렌디함을 잘 녹여냈다. 가사에는 사랑하는 사람이 떠나갔다는 걸 믿을 수가 없다는 한 남자가 자신이 다시 용기와 자신감이 생길 때 사랑하는 사람을 되찾겠다는 이야기가 담겨있다. JAY B와 진영이 듣는 분들에게 공감되길 바라는 마음으로 절절한 사랑 노래일 수도 있고, 청춘에 대한 그리움에 대한 노래일 수도 있게 가사를 쓴 곡. | - JAY B와 진영이 작사에 참여한 곡. 감성적인 R&B 장르로 인트로의 아련한 피아노 테마를 시작으로, 후렴에는 따뜻한 질감의 Synth Pad가 곡을 아우르며 서정적인 흐름과 함께 전반적으로 트렌디함을 잘 녹여냈다. 가사에는 사랑하는 사람이 떠나갔다는 걸 믿을 수가 없다는 한 남자가 자신이 다시 용기와 자신감이 생길 때 사랑하는 사람을 되찾겠다는 이야기가 담겨있다. JAY B와 진영이 듣는 분들에게 공감되길 바라는 마음으로 절절한 사랑 노래일 수도 있고, 청춘에 대한 그리움에 대한 노래일 수도 있게 가사를 쓴 곡. |
| 2020 | 〈Find You〉               | 〈Find You〉 | 〈Find You〉 | 〈Find You〉 | 〈Find You〉 | - JAY B가 작사, 작곡에 참여한 곡. 사랑에 있어 후회스러운 남자의 마음을 솔직하게 표현한 가사와 무겁지도 혹은 가볍지도 않은 미니멀한 비트의 어울림이 돋보이는 노래. 담담하게 자신의 감정을 이어가다 코러스 부분에서 감정이 고조되는 파트가 인상적이다. JAY B가 듣는 분들에게 공감되길 바라는 마음으로 사랑에 대한 얘기가 될 수도 있고, 떠나보낸 청춘 그 열정을 다시 되찾고 싶다는 노래일 수도 있게 가사를 쓴 곡. | - JAY B가 작사, 작곡에 참여한 곡. 사랑에 있어 후회스러운 남자의 마음을 솔직하게 표현한 가사와 무겁지도 혹은 가볍지도 않은 미니멀한 비트의 어울림이 돋보이는 노래. 담담하게 자신의 감정을 이어가다 코러스 부분에서 감정이 고조되는 파트가 인상적이다. JAY B가 듣는 분들에게 공감되길 바라는 마음으로 사랑에 대한 얘기가 될 수도 있고, 떠나보낸 청춘 그 열정을 다시 되찾고 싶다는 노래일 수도 있게 가사를 쓴 곡. | - JAY B가 작사, 작곡에 참여한 곡. 사랑에 있어 후회스러운 남자의 마음을 솔직하게 표현한 가사와 무겁지도 혹은 가볍지도 않은 미니멀한 비트의 어울림이 돋보이는 노래. 담담하게 자신의 감정을 이어가다 코러스 부분에서 감정이 고조되는 파트가 인상적이다. JAY B가 듣는 분들에게 공감되길 바라는 마음으로 사랑에 대한 얘기가 될 수도 있고, 떠나보낸 청춘 그 열정을 다시 되찾고 싶다는 노래일 수도 있게 가사를 쓴 곡. | - JAY B가 작사, 작곡에 참여한 곡. 사랑에 있어 후회스러운 남자의 마음을 솔직하게 표현한 가사와 무겁지도 혹은 가볍지도 않은 미니멀한 비트의 어울림이 돋보이는 노래. 담담하게 자신의 감정을 이어가다 코러스 부분에서 감정이 고조되는 파트가 인상적이다. JAY B가 듣는 분들에게 공감되길 바라는 마음으로 사랑에 대한 얘기가 될 수도 있고, 떠나보낸 청춘 그 열정을 다시 되찾고 싶다는 노래일 수도 있게 가사를 쓴 곡. |
| 2020 | 〈Fade Away〉 - JAY B Solo | 〈Fade Away〉 - JAY B Solo | 〈Fade Away〉 - JAY B Solo | 〈Fade Away〉 - JAY B Solo | 〈Fade Away〉 - JAY B Solo | - JAY B가 작사, 작곡에 참여한 JAY B 솔로곡. 마음 속에서 진정한 사랑의 의미를 혼란스러워 하며 괴로워하는 남자의 마음을 표현한 노래. 사랑에 대한 얘기일 수도 있지만, '항상 내 입을 막고 사랑이라 말해 거지같아 내가 어떤 사람인지 잃어버리게 해' 사랑이라는 이유로 이래라 저래라 가둘려고 하는 사람들에 대한 방항심과 슬픔을 표현한 곡이기도 하다. 감정적인 보컬 라인과 세련된 일렉 기타의 연주가 조화를 이뤘다. JAY B가 좋아하는 어두운 느낌의 R&B 곡. | - JAY B가 작사, 작곡에 참여한 JAY B 솔로곡. 마음 속에서 진정한 사랑의 의미를 혼란스러워 하며 괴로워하는 남자의 마음을 표현한 노래. 사랑에 대한 얘기일 수도 있지만, '항상 내 입을 막고 사랑이라 말해 거지같아 내가 어떤 사람인지 잃어버리게 해' 사랑이라는 이유로 이래라 저래라 가둘려고 하는 사람들에 대한 방항심과 슬픔을 표현한 곡이기도 하다. 감정적인 보컬 라인과 세련된 일렉 기타의 연주가 조화를 이뤘다. JAY B가 좋아하는 어두운 느낌의 R&B 곡. | - JAY B가 작사, 작곡에 참여한 JAY B 솔로곡. 마음 속에서 진정한 사랑의 의미를 혼란스러워 하며 괴로워하는 남자의 마음을 표현한 노래. 사랑에 대한 얘기일 수도 있지만, '항상 내 입을 막고 사랑이라 말해 거지같아 내가 어떤 사람인지 잃어버리게 해' 사랑이라는 이유로 이래라 저래라 가둘려고 하는 사람들에 대한 방항심과 슬픔을 표현한 곡이기도 하다. 감정적인 보컬 라인과 세련된 일렉 기타의 연주가 조화를 이뤘다. JAY B가 좋아하는 어두운 느낌의 R&B 곡. | - JAY B가 작사, 작곡에 참여한 JAY B 솔로곡. 마음 속에서 진정한 사랑의 의미를 혼란스러워 하며 괴로워하는 남자의 마음을 표현한 노래. 사랑에 대한 얘기일 수도 있지만, '항상 내 입을 막고 사랑이라 말해 거지같아 내가 어떤 사람인지 잃어버리게 해' 사랑이라는 이유로 이래라 저래라 가둘려고 하는 사람들에 대한 방항심과 슬픔을 표현한 곡이기도 하다. 감정적인 보컬 라인과 세련된 일렉 기타의 연주가 조화를 이뤘다. JAY B가 좋아하는 어두운 느낌의 R&B 곡. |

#### Jus2

##### 《FOCUS》 (2019)
| 2020 | Artist           | Jus2 (저스투) | Jus2 (저스투) | Jus2 (저스투) | Jus2 (저스투) | Jus2 (저스투) | | | | |
| 2020 | 앨범명           | 《FOCUS》 | 《FOCUS》 | 《FOCUS》 | 《FOCUS》 | 《FOCUS》 | | | | |
| 2020 | 발매일           | 2017.07.31 | 2017.07.31 | 2017.07.31 | 2017.07.31 | 2017.07.31 | | | | |
| 2020 | 그룹명 : Jus2    | Jus2 뜻 - Just + two - JAY B와 유겸이 노래와 퍼포먼스를 다 보여드리겠다는 의미 - 쿨한 표현의 우리가 그냥 다 보여주겠단 뜻 | Jus2 뜻 - Just + two - JAY B와 유겸이 노래와 퍼포먼스를 다 보여드리겠다는 의미 - 쿨한 표현의 우리가 그냥 다 보여주겠단 뜻 | Jus2 뜻 - Just + two - JAY B와 유겸이 노래와 퍼포먼스를 다 보여드리겠다는 의미 - 쿨한 표현의 우리가 그냥 다 보여주겠단 뜻 | Jus2 뜻 - Just + two - JAY B와 유겸이 노래와 퍼포먼스를 다 보여드리겠다는 의미 - 쿨한 표현의 우리가 그냥 다 보여주겠단 뜻 | Jus2 뜻 - Just + two - JAY B와 유겸이 노래와 퍼포먼스를 다 보여드리겠다는 의미 - 쿨한 표현의 우리가 그냥 다 보여주겠단 뜻 | | | | |
| 2020 | 앨범 내용        | 《FOCUS》 (2019) - 감각이라는 주제로 '여섯 트랙'의 다양한 감각과 감정을 담아낸 앨범 - 첫 번째 〈FOCUS ON ME〉 : 시각 - 두 번째 〈DRUNK ON YOU〉 : 후각 - 세 번째 〈TOUCH〉 : 촉각 - 네 번째 〈SENSES〉 : 새로운 여섯 번째 감각 - 다섯 번째 〈LOVE TALK〉 : 청각 - 여섯 번째 〈LONG BLACK〉 : 미각 | 《FOCUS》 (2019) - 감각이라는 주제로 '여섯 트랙'의 다양한 감각과 감정을 담아낸 앨범 - 첫 번째 〈FOCUS ON ME〉 : 시각 - 두 번째 〈DRUNK ON YOU〉 : 후각 - 세 번째 〈TOUCH〉 : 촉각 - 네 번째 〈SENSES〉 : 새로운 여섯 번째 감각 - 다섯 번째 〈LOVE TALK〉 : 청각 - 여섯 번째 〈LONG BLACK〉 : 미각 | 《FOCUS》 (2019) - 감각이라는 주제로 '여섯 트랙'의 다양한 감각과 감정을 담아낸 앨범 - 첫 번째 〈FOCUS ON ME〉 : 시각 - 두 번째 〈DRUNK ON YOU〉 : 후각 - 세 번째 〈TOUCH〉 : 촉각 - 네 번째 〈SENSES〉 : 새로운 여섯 번째 감각 - 다섯 번째 〈LOVE TALK〉 : 청각 - 여섯 번째 〈LONG BLACK〉 : 미각 | 《FOCUS》 (2019) - 감각이라는 주제로 '여섯 트랙'의 다양한 감각과 감정을 담아낸 앨범 - 첫 번째 〈FOCUS ON ME〉 : 시각 - 두 번째 〈DRUNK ON YOU〉 : 후각 - 세 번째 〈TOUCH〉 : 촉각 - 네 번째 〈SENSES〉 : 새로운 여섯 번째 감각 - 다섯 번째 〈LOVE TALK〉 : 청각 - 여섯 번째 〈LONG BLACK〉 : 미각 | 《FOCUS》 (2019) - 감각이라는 주제로 '여섯 트랙'의 다양한 감각과 감정을 담아낸 앨범 - 첫 번째 〈FOCUS ON ME〉 : 시각 - 두 번째 〈DRUNK ON YOU〉 : 후각 - 세 번째 〈TOUCH〉 : 촉각 - 네 번째 〈SENSES〉 : 새로운 여섯 번째 감각 - 다섯 번째 〈LOVE TALK〉 : 청각 - 여섯 번째 〈LONG BLACK〉 : 미각 | | | | |
| 2020 | 퍼포먼스         | 〈FOCUS ON ME〉 | 〈FOCUS ON ME〉 | 〈FOCUS ON ME〉 | 〈FOCUS ON ME〉 | 〈FOCUS ON ME〉 | | | | |
| 2020 | 퍼포먼스         | - 유겸과 안무가 김형웅 외 많은 안무가들과 함께 고심해서 만든 안무 - 묘한 긴장감 속 절제된 섹시 카리스마 | | | | | | | | |
| 2020 | 퍼포먼스         | 〈LONG BLACK〉 | | | | | | | | |
| 2020 | 퍼포먼스         | - 유겸과 안무가 김형웅 둘이서 만든 안무 - 포인트 안무는 훅 안무의 커피를 마시는 동작 | | | | | | | | |
| 2020 | 〈FOCUS ON ME〉  | 〈FOCUS ON ME〉 | 〈FOCUS ON ME〉 | 〈FOCUS ON ME〉 | 〈FOCUS ON ME〉 | - JAY B와 유겸이 작사, 작곡에 참여한 첫 번째 트랙이자, 타이틀곡으로 시각에 대한 감각과 감정을 표현한 곡. 다크한 R&B리듬에 JAY B와 유겸의 섹시한 매력을 녹여낸 것이 특징. "Just let me love you", "Now focus on me", "짜릿한 시선을 느낄 때 오묘해진 네 눈빛은 한없이 깊어져" 등의 가사를 통해 '너와 우리의 시간 안에서는 나한테 집중해주길 바란다'라는 상대방을 원하고 나아가 매료시키는 모습을 표현했다. 이 둘은 무대 위에서도 절제된 섹시 카리스마와 균형 잡힌 퍼포먼스를 선사하며 팬들의 눈과 귀를 만족시킨다. | - JAY B와 유겸이 작사, 작곡에 참여한 첫 번째 트랙이자, 타이틀곡으로 시각에 대한 감각과 감정을 표현한 곡. 다크한 R&B리듬에 JAY B와 유겸의 섹시한 매력을 녹여낸 것이 특징. "Just let me love you", "Now focus on me", "짜릿한 시선을 느낄 때 오묘해진 네 눈빛은 한없이 깊어져" 등의 가사를 통해 '너와 우리의 시간 안에서는 나한테 집중해주길 바란다'라는 상대방을 원하고 나아가 매료시키는 모습을 표현했다. 이 둘은 무대 위에서도 절제된 섹시 카리스마와 균형 잡힌 퍼포먼스를 선사하며 팬들의 눈과 귀를 만족시킨다. | - JAY B와 유겸이 작사, 작곡에 참여한 첫 번째 트랙이자, 타이틀곡으로 시각에 대한 감각과 감정을 표현한 곡. 다크한 R&B리듬에 JAY B와 유겸의 섹시한 매력을 녹여낸 것이 특징. "Just let me love you", "Now focus on me", "짜릿한 시선을 느낄 때 오묘해진 네 눈빛은 한없이 깊어져" 등의 가사를 통해 '너와 우리의 시간 안에서는 나한테 집중해주길 바란다'라는 상대방을 원하고 나아가 매료시키는 모습을 표현했다. 이 둘은 무대 위에서도 절제된 섹시 카리스마와 균형 잡힌 퍼포먼스를 선사하며 팬들의 눈과 귀를 만족시킨다. | - JAY B와 유겸이 작사, 작곡에 참여한 첫 번째 트랙이자, 타이틀곡으로 시각에 대한 감각과 감정을 표현한 곡. 다크한 R&B리듬에 JAY B와 유겸의 섹시한 매력을 녹여낸 것이 특징. "Just let me love you", "Now focus on me", "짜릿한 시선을 느낄 때 오묘해진 네 눈빛은 한없이 깊어져" 등의 가사를 통해 '너와 우리의 시간 안에서는 나한테 집중해주길 바란다'라는 상대방을 원하고 나아가 매료시키는 모습을 표현했다. 이 둘은 무대 위에서도 절제된 섹시 카리스마와 균형 잡힌 퍼포먼스를 선사하며 팬들의 눈과 귀를 만족시킨다. | - JAY B와 유겸이 작사, 작곡에 참여한 첫 번째 트랙이자, 타이틀곡으로 시각에 대한 감각과 감정을 표현한 곡. 다크한 R&B리듬에 JAY B와 유겸의 섹시한 매력을 녹여낸 것이 특징. "Just let me love you", "Now focus on me", "짜릿한 시선을 느낄 때 오묘해진 네 눈빛은 한없이 깊어져" 등의 가사를 통해 '너와 우리의 시간 안에서는 나한테 집중해주길 바란다'라는 상대방을 원하고 나아가 매료시키는 모습을 표현했다. 이 둘은 무대 위에서도 절제된 섹시 카리스마와 균형 잡힌 퍼포먼스를 선사하며 팬들의 눈과 귀를 만족시킨다. |
| 2020 | 〈DRUNK ON YOU〉 | 〈DRUNK ON YOU〉 | 〈DRUNK ON YOU〉 | 〈DRUNK ON YOU〉 | 〈DRUNK ON YOU〉 | - JAY B가 작사, 작곡에 참여한 곡으로 '너의 향기에 취한다' 후각에 대한 감각과 감정 표현한 곡. 기타 사운드 기반의 R&B Pop 곡으로, Urban 느낌을 살린 편곡과 감각적인 보컬이 탁월한 조화를 이뤘다. 심플하지만 달콤한 무드를 풍기는 멜로디와 함께 그루브를 즐길 수 있다. | - JAY B가 작사, 작곡에 참여한 곡으로 '너의 향기에 취한다' 후각에 대한 감각과 감정 표현한 곡. 기타 사운드 기반의 R&B Pop 곡으로, Urban 느낌을 살린 편곡과 감각적인 보컬이 탁월한 조화를 이뤘다. 심플하지만 달콤한 무드를 풍기는 멜로디와 함께 그루브를 즐길 수 있다. | - JAY B가 작사, 작곡에 참여한 곡으로 '너의 향기에 취한다' 후각에 대한 감각과 감정 표현한 곡. 기타 사운드 기반의 R&B Pop 곡으로, Urban 느낌을 살린 편곡과 감각적인 보컬이 탁월한 조화를 이뤘다. 심플하지만 달콤한 무드를 풍기는 멜로디와 함께 그루브를 즐길 수 있다. | - JAY B가 작사, 작곡에 참여한 곡으로 '너의 향기에 취한다' 후각에 대한 감각과 감정 표현한 곡. 기타 사운드 기반의 R&B Pop 곡으로, Urban 느낌을 살린 편곡과 감각적인 보컬이 탁월한 조화를 이뤘다. 심플하지만 달콤한 무드를 풍기는 멜로디와 함께 그루브를 즐길 수 있다. | |
| 2020 | 〈TOUCH〉        | 〈TOUCH〉 | 〈TOUCH〉 | 〈TOUCH〉 | 〈TOUCH〉 | - JAY B가 작사, 작곡에 참여한 곡. - '너와 내 손끝이 닿을 때마다 항상 널 느껴, 다른 세상 속에 내게 닿을 때 색채를 찾아 변하고 있어' 촉각에 대한 감각과 감정 표현한 곡. 몽환적인 플럭 사운드와 무게감 있는 리듬이 인상적인 Urban R&B 계열의 팝 곡. "넌 날 가지고 있어", "다른 세상 속에 내게 닿을 때 색채를 찾아 변하고 있어"라는 가사처럼 '너에게 닿을 때마다 새로운 세상을 느낀다'라는 이야기를 JAY B와 유겸이 짙은 감성의 보컬로 표현했다. JAY B는 'TOUCH'에 흡입력 강한 인스트와 보컬을 배치해 곡 분위기를 배가시켰다. - JAY B가 작사, 작곡에 참여한 〈TOUCH〉, 〈SENSES〉은 JAY B가 사랑에 대한 얘기보다는 '새로운 관점이 생긴다, 뭔가 새로운 세상, 뭔가 삶이 다르게 느껴진다'라는 감각을 표현하려 한 곡이다. 만화나 애니메이션 속에서 좋아하는 사람이 갑자기 터치하는 순간 꿈처럼 새로운 세상이 그려지는 이미지나, 어떤 물체에 갑자기 터치하는 순간 뭔가 깨달음을 얻었을 때 상상의 나래가 펼쳐지는 이미지에서 영감 받아 만든 곡으로 〈TOUCH〉는 '너에게 닿을 때마다 뭔가 새로운 세상으로 바라보게 된다.'는 내용을 담은 곡 | - JAY B가 작사, 작곡에 참여한 곡. - '너와 내 손끝이 닿을 때마다 항상 널 느껴, 다른 세상 속에 내게 닿을 때 색채를 찾아 변하고 있어' 촉각에 대한 감각과 감정 표현한 곡. 몽환적인 플럭 사운드와 무게감 있는 리듬이 인상적인 Urban R&B 계열의 팝 곡. "넌 날 가지고 있어", "다른 세상 속에 내게 닿을 때 색채를 찾아 변하고 있어"라는 가사처럼 '너에게 닿을 때마다 새로운 세상을 느낀다'라는 이야기를 JAY B와 유겸이 짙은 감성의 보컬로 표현했다. JAY B는 'TOUCH'에 흡입력 강한 인스트와 보컬을 배치해 곡 분위기를 배가시켰다. - JAY B가 작사, 작곡에 참여한 〈TOUCH〉, 〈SENSES〉은 JAY B가 사랑에 대한 얘기보다는 '새로운 관점이 생긴다, 뭔가 새로운 세상, 뭔가 삶이 다르게 느껴진다'라는 감각을 표현하려 한 곡이다. 만화나 애니메이션 속에서 좋아하는 사람이 갑자기 터치하는 순간 꿈처럼 새로운 세상이 그려지는 이미지나, 어떤 물체에 갑자기 터치하는 순간 뭔가 깨달음을 얻었을 때 상상의 나래가 펼쳐지는 이미지에서 영감 받아 만든 곡으로 〈TOUCH〉는 '너에게 닿을 때마다 뭔가 새로운 세상으로 바라보게 된다.'는 내용을 담은 곡 | - JAY B가 작사, 작곡에 참여한 곡. - '너와 내 손끝이 닿을 때마다 항상 널 느껴, 다른 세상 속에 내게 닿을 때 색채를 찾아 변하고 있어' 촉각에 대한 감각과 감정 표현한 곡. 몽환적인 플럭 사운드와 무게감 있는 리듬이 인상적인 Urban R&B 계열의 팝 곡. "넌 날 가지고 있어", "다른 세상 속에 내게 닿을 때 색채를 찾아 변하고 있어"라는 가사처럼 '너에게 닿을 때마다 새로운 세상을 느낀다'라는 이야기를 JAY B와 유겸이 짙은 감성의 보컬로 표현했다. JAY B는 'TOUCH'에 흡입력 강한 인스트와 보컬을 배치해 곡 분위기를 배가시켰다. - JAY B가 작사, 작곡에 참여한 〈TOUCH〉, 〈SENSES〉은 JAY B가 사랑에 대한 얘기보다는 '새로운 관점이 생긴다, 뭔가 새로운 세상, 뭔가 삶이 다르게 느껴진다'라는 감각을 표현하려 한 곡이다. 만화나 애니메이션 속에서 좋아하는 사람이 갑자기 터치하는 순간 꿈처럼 새로운 세상이 그려지는 이미지나, 어떤 물체에 갑자기 터치하는 순간 뭔가 깨달음을 얻었을 때 상상의 나래가 펼쳐지는 이미지에서 영감 받아 만든 곡으로 〈TOUCH〉는 '너에게 닿을 때마다 뭔가 새로운 세상으로 바라보게 된다.'는 내용을 담은 곡 | - JAY B가 작사, 작곡에 참여한 곡. - '너와 내 손끝이 닿을 때마다 항상 널 느껴, 다른 세상 속에 내게 닿을 때 색채를 찾아 변하고 있어' 촉각에 대한 감각과 감정 표현한 곡. 몽환적인 플럭 사운드와 무게감 있는 리듬이 인상적인 Urban R&B 계열의 팝 곡. "넌 날 가지고 있어", "다른 세상 속에 내게 닿을 때 색채를 찾아 변하고 있어"라는 가사처럼 '너에게 닿을 때마다 새로운 세상을 느낀다'라는 이야기를 JAY B와 유겸이 짙은 감성의 보컬로 표현했다. JAY B는 'TOUCH'에 흡입력 강한 인스트와 보컬을 배치해 곡 분위기를 배가시켰다. - JAY B가 작사, 작곡에 참여한 〈TOUCH〉, 〈SENSES〉은 JAY B가 사랑에 대한 얘기보다는 '새로운 관점이 생긴다, 뭔가 새로운 세상, 뭔가 삶이 다르게 느껴진다'라는 감각을 표현하려 한 곡이다. 만화나 애니메이션 속에서 좋아하는 사람이 갑자기 터치하는 순간 꿈처럼 새로운 세상이 그려지는 이미지나, 어떤 물체에 갑자기 터치하는 순간 뭔가 깨달음을 얻었을 때 상상의 나래가 펼쳐지는 이미지에서 영감 받아 만든 곡으로 〈TOUCH〉는 '너에게 닿을 때마다 뭔가 새로운 세상으로 바라보게 된다.'는 내용을 담은 곡 | |
| 2020 | 〈SENSES〉       | 〈SENSES〉 | 〈SENSES〉 | 〈SENSES〉 | 〈SENSES〉 | - JAY B가 작사, 작곡에 참여한 곡. - '우연히 만난 한 사람 또는, 무언가를 통한 새롭고 신비로운 감정을 만끽하겠다'라는 새로운 여섯 번째 감각에 대한 감정을 표현한 딥 하우스 장르의 곡이다. JAY B가 새로운 곡을 만들고 싶어서 많은 도전을 한 곡으로 JAY B와 유겸의 몽환적이고 섹시한 보이스가 특징. - JAY B가 작사, 작곡에 참여한 〈TOUCH〉, 〈SENSES〉은 JAY B가 사랑에 대한 얘기보다는 '새로운 관점이 생긴다, 뭔가 새로운 세상, 뭔가 삶이 다르게 느껴진다'라는 감각을 표현하려 한 곡이다. 만화나 애니메이션 속에서 좋아하는 사람이 갑자기 터치하는 순간 꿈처럼 새로운 세상이 그려지는 이미지나, 어떤 물체에 갑자기 터치하는 순간 뭔가 깨달음을 얻었을 때 상상의 나래가 펼쳐지는 이미지에서 영감 받아 만든 곡으로 〈SENSES〉는 '우연히 만난 한 사람 또는, 무언가를 통한 새롭고 신비로운 감정을 만끽하겠다'는 내용을 담은 곡 | - JAY B가 작사, 작곡에 참여한 곡. - '우연히 만난 한 사람 또는, 무언가를 통한 새롭고 신비로운 감정을 만끽하겠다'라는 새로운 여섯 번째 감각에 대한 감정을 표현한 딥 하우스 장르의 곡이다. JAY B가 새로운 곡을 만들고 싶어서 많은 도전을 한 곡으로 JAY B와 유겸의 몽환적이고 섹시한 보이스가 특징. - JAY B가 작사, 작곡에 참여한 〈TOUCH〉, 〈SENSES〉은 JAY B가 사랑에 대한 얘기보다는 '새로운 관점이 생긴다, 뭔가 새로운 세상, 뭔가 삶이 다르게 느껴진다'라는 감각을 표현하려 한 곡이다. 만화나 애니메이션 속에서 좋아하는 사람이 갑자기 터치하는 순간 꿈처럼 새로운 세상이 그려지는 이미지나, 어떤 물체에 갑자기 터치하는 순간 뭔가 깨달음을 얻었을 때 상상의 나래가 펼쳐지는 이미지에서 영감 받아 만든 곡으로 〈SENSES〉는 '우연히 만난 한 사람 또는, 무언가를 통한 새롭고 신비로운 감정을 만끽하겠다'는 내용을 담은 곡 | - JAY B가 작사, 작곡에 참여한 곡. - '우연히 만난 한 사람 또는, 무언가를 통한 새롭고 신비로운 감정을 만끽하겠다'라는 새로운 여섯 번째 감각에 대한 감정을 표현한 딥 하우스 장르의 곡이다. JAY B가 새로운 곡을 만들고 싶어서 많은 도전을 한 곡으로 JAY B와 유겸의 몽환적이고 섹시한 보이스가 특징. - JAY B가 작사, 작곡에 참여한 〈TOUCH〉, 〈SENSES〉은 JAY B가 사랑에 대한 얘기보다는 '새로운 관점이 생긴다, 뭔가 새로운 세상, 뭔가 삶이 다르게 느껴진다'라는 감각을 표현하려 한 곡이다. 만화나 애니메이션 속에서 좋아하는 사람이 갑자기 터치하는 순간 꿈처럼 새로운 세상이 그려지는 이미지나, 어떤 물체에 갑자기 터치하는 순간 뭔가 깨달음을 얻었을 때 상상의 나래가 펼쳐지는 이미지에서 영감 받아 만든 곡으로 〈SENSES〉는 '우연히 만난 한 사람 또는, 무언가를 통한 새롭고 신비로운 감정을 만끽하겠다'는 내용을 담은 곡 | - JAY B가 작사, 작곡에 참여한 곡. - '우연히 만난 한 사람 또는, 무언가를 통한 새롭고 신비로운 감정을 만끽하겠다'라는 새로운 여섯 번째 감각에 대한 감정을 표현한 딥 하우스 장르의 곡이다. JAY B가 새로운 곡을 만들고 싶어서 많은 도전을 한 곡으로 JAY B와 유겸의 몽환적이고 섹시한 보이스가 특징. - JAY B가 작사, 작곡에 참여한 〈TOUCH〉, 〈SENSES〉은 JAY B가 사랑에 대한 얘기보다는 '새로운 관점이 생긴다, 뭔가 새로운 세상, 뭔가 삶이 다르게 느껴진다'라는 감각을 표현하려 한 곡이다. 만화나 애니메이션 속에서 좋아하는 사람이 갑자기 터치하는 순간 꿈처럼 새로운 세상이 그려지는 이미지나, 어떤 물체에 갑자기 터치하는 순간 뭔가 깨달음을 얻었을 때 상상의 나래가 펼쳐지는 이미지에서 영감 받아 만든 곡으로 〈SENSES〉는 '우연히 만난 한 사람 또는, 무언가를 통한 새롭고 신비로운 감정을 만끽하겠다'는 내용을 담은 곡 | |

#### GOT7

##### 한국
| 2022 | Artist                                             | GOT7                                               | GOT7                                               | GOT7                                               | GOT7                                               | GOT7 | | | |
| 2022 | 앨범 내용                                          | 《GOT7》                                           | 《GOT7》                                           | 《GOT7》                                           | 《GOT7》                                           | 《GOT7》 | | | |
| 2022 | 발매일                                             | 2022.05.23                                         | 2022.05.23                                         | 2022.05.23                                         | 2022.05.23                                         | 2022.05.23 | | | |
| 2022 | 〈NANANA〉                                         | 〈NANANA〉                                         | 〈NANANA〉                                         | 〈NANANA〉                                         | 〈NANANA〉                                         | - GOT7(갓세븐)만의 밝고 Chill한 느낌을 살려주는 팝적인 사운드와 기타 루프가 특징인 타이틀 곡. - GOT7 완전체를 오랫동안 기다려 준 I GOT7(아가새𓅪)과 대중들에게 '웃음을 줄 수 있는 곡을 선물하고 싶다는 'GOT7의 마음'이 담겨있다. (JAY B) | - GOT7(갓세븐)만의 밝고 Chill한 느낌을 살려주는 팝적인 사운드와 기타 루프가 특징인 타이틀 곡. - GOT7 완전체를 오랫동안 기다려 준 I GOT7(아가새𓅪)과 대중들에게 '웃음을 줄 수 있는 곡을 선물하고 싶다는 'GOT7의 마음'이 담겨있다. (JAY B) | - GOT7(갓세븐)만의 밝고 Chill한 느낌을 살려주는 팝적인 사운드와 기타 루프가 특징인 타이틀 곡. - GOT7 완전체를 오랫동안 기다려 준 I GOT7(아가새𓅪)과 대중들에게 '웃음을 줄 수 있는 곡을 선물하고 싶다는 'GOT7의 마음'이 담겨있다. (JAY B) | - GOT7(갓세븐)만의 밝고 Chill한 느낌을 살려주는 팝적인 사운드와 기타 루프가 특징인 타이틀 곡. - GOT7 완전체를 오랫동안 기다려 준 I GOT7(아가새𓅪)과 대중들에게 '웃음을 줄 수 있는 곡을 선물하고 싶다는 'GOT7의 마음'이 담겨있다. (JAY B) |
| 2022 | 〈TRUTH〉                                          | 〈TRUTH〉                                          | 〈TRUTH〉                                          | 〈TRUTH〉                                          | 〈TRUTH〉                                          | - 팝 기반의 트랙으로 장난스럽게 또는 능청스럽게 서로의 마음을 알아가는 연애의 단계를 재치있는 가사로 담아낸 곡입니다. 가사 뿐 아니라 후렴구 중간에 들어가는 트랙 포인트가 매력적인 곡입니다. (JAY B) | - 팝 기반의 트랙으로 장난스럽게 또는 능청스럽게 서로의 마음을 알아가는 연애의 단계를 재치있는 가사로 담아낸 곡입니다. 가사 뿐 아니라 후렴구 중간에 들어가는 트랙 포인트가 매력적인 곡입니다. (JAY B) | - 팝 기반의 트랙으로 장난스럽게 또는 능청스럽게 서로의 마음을 알아가는 연애의 단계를 재치있는 가사로 담아낸 곡입니다. 가사 뿐 아니라 후렴구 중간에 들어가는 트랙 포인트가 매력적인 곡입니다. (JAY B) | - 팝 기반의 트랙으로 장난스럽게 또는 능청스럽게 서로의 마음을 알아가는 연애의 단계를 재치있는 가사로 담아낸 곡입니다. 가사 뿐 아니라 후렴구 중간에 들어가는 트랙 포인트가 매력적인 곡입니다. (JAY B) |
| 2022 | 〈Don’t Leave Me Alone〉                           | 〈Don’t Leave Me Alone〉                           | 〈Don’t Leave Me Alone〉                           | 〈Don’t Leave Me Alone〉                           | 〈Don’t Leave Me Alone〉                           | - 서정적인 기타와 따듯한 느낌의 드럼사운드로 애절하면서 강렬한 멜로디가 귀를 사로잡는 팝 R&B 트랙의 곡. GOT7(갓세븐)활동이 잠시 휴식기에 들어가더라도 GOT7을 잊지 말아달라는 마음이 담겨 있는 곡이다. (JAY B) | - 서정적인 기타와 따듯한 느낌의 드럼사운드로 애절하면서 강렬한 멜로디가 귀를 사로잡는 팝 R&B 트랙의 곡. GOT7(갓세븐)활동이 잠시 휴식기에 들어가더라도 GOT7을 잊지 말아달라는 마음이 담겨 있는 곡이다. (JAY B) | - 서정적인 기타와 따듯한 느낌의 드럼사운드로 애절하면서 강렬한 멜로디가 귀를 사로잡는 팝 R&B 트랙의 곡. GOT7(갓세븐)활동이 잠시 휴식기에 들어가더라도 GOT7을 잊지 말아달라는 마음이 담겨 있는 곡이다. (JAY B) | - 서정적인 기타와 따듯한 느낌의 드럼사운드로 애절하면서 강렬한 멜로디가 귀를 사로잡는 팝 R&B 트랙의 곡. GOT7(갓세븐)활동이 잠시 휴식기에 들어가더라도 GOT7을 잊지 말아달라는 마음이 담겨 있는 곡이다. (JAY B) |
| 2021 | Artist                                             | GOT7                                               | GOT7                                               | GOT7                                               | GOT7                                               | GOT7 | | | |
| 2021 | 앨범 내용                                          | 《Encore》                                         | 《Encore》                                         | 《Encore》                                         | 《Encore》                                         | 《Encore》 | | | |
| 2021 | 발매일                                             | 2021.02.20                                         | 2021.02.20                                         | 2021.02.20                                         | 2021.02.20                                         | 2021.02.20 | | | |
| 2021 | 〈앙코르 (Encore)〉                                | 〈앙코르 (Encore)〉                                | 〈앙코르 (Encore)〉                                | 〈앙코르 (Encore)〉                                | 〈앙코르 (Encore)〉                                | - 〈앙코르 (Encore)〉는 진영이 작사・작곡・보컬 디렉터까지 참여한 곡으로 GOT7이 항상 함께 해주는 팬들 I GOT7 (아가새)에게 전하고 싶은 메시지가 담긴 곡. 제목처럼 팬 분들을 위해 계속해서 노래하고 싶다는 의미를 가진 노래이다. | - 〈앙코르 (Encore)〉는 진영이 작사・작곡・보컬 디렉터까지 참여한 곡으로 GOT7이 항상 함께 해주는 팬들 I GOT7 (아가새)에게 전하고 싶은 메시지가 담긴 곡. 제목처럼 팬 분들을 위해 계속해서 노래하고 싶다는 의미를 가진 노래이다. | - 〈앙코르 (Encore)〉는 진영이 작사・작곡・보컬 디렉터까지 참여한 곡으로 GOT7이 항상 함께 해주는 팬들 I GOT7 (아가새)에게 전하고 싶은 메시지가 담긴 곡. 제목처럼 팬 분들을 위해 계속해서 노래하고 싶다는 의미를 가진 노래이다. | - 〈앙코르 (Encore)〉는 진영이 작사・작곡・보컬 디렉터까지 참여한 곡으로 GOT7이 항상 함께 해주는 팬들 I GOT7 (아가새)에게 전하고 싶은 메시지가 담긴 곡. 제목처럼 팬 분들을 위해 계속해서 노래하고 싶다는 의미를 가진 노래이다. |
| 2021 | 〈앙코르 (Encore)〉                                | 〈앙코르 (Encore)〉                                | 〈앙코르 (Encore)〉                                | 〈앙코르 (Encore)〉                                | 〈앙코르 (Encore)〉                                | - 〈앙코르 (Encore)〉의 뮤직 비디오는 GOT7 일곱 명이 모여 앨범 녹음 레코딩과 함께 즐거운 시간을 보내면서 I GOT7 (아가새)을 위한 Encore을 계속해 나가겠다는 내용 - 〈앙코르 (Encore)〉 뮤직 비디오 참여진 - Executive Producer (총괄 프로듀서) : 마크 투안 (Mark Tuan) - Creative Director : @willgyc - Directed/Edited By : @mamesjao - Produced By : @core.a.creative - Cover by yours truly - 〈앙코르 (Encore)〉 녹음・레코딩 - 잭슨 (Jackson Wang)의 작업실 - 〈앙코르 (Encore)〉 발매 - 〈앙코르 (Encore)〉는 GOT7이 JYP 엔터테인먼트와의 전속계약 종료 후, 재계약 체결 없이 발매한 디지털 싱글로 JAY B가 총대를 메고 새로운 음반사와 전 과정에 직접 다 참여해 여러 가지 서류를 정리해서 발매했다. JAY B는 싱글 발매에 필요한 여러 가지 서류와 그 외의 실무적인 것들을 공부해가며 정리하면서 원래 그전부터 '나라는 사람과 GOT7이라는 팀의 이미지가 만들어 지는 게 우리의 힘도 있지만, 온전하게 우리의 힘만은 아니고 부수적으로 우리를 더 도와주는 분들 덕분에 우리가 더 뒷받침이 돼서 만들어지는 거다.'라고 인지하고 있었지만 막상 JYP 엔터테인먼트에서 나와 그 역할을 JAY B가 직접 하게 되면서 그동안 JAY B와 GOT7을 도와준 JYP 엔터테인먼트 분들한테 더욱더 감사함을 느꼈고 또한, 지금의 H1GHR MUSIC 분들한테도 언제나 고맙다고 생각하고 사람들한테 잘해야 되겠다고 생각하게 되면서 체력적으로는 힘들었지만, 많이 배울 수 있는 기회였다고 한다. | | | |
| 2020 | Artist                                             | GOT7                                               | GOT7                                               | GOT7                                               | GOT7                                               | GOT7 | | | |
| 2020 | 앨범 내용                                          | 《Breath of Love : Last Piece》                    | 《Breath of Love : Last Piece》                    | 《Breath of Love : Last Piece》                    | 《Breath of Love : Last Piece》                    | 《Breath of Love : Last Piece》 | | | |
| 2020 | 발매일                                             | 2020.11.30                                         | 2020.11.30                                         | 2020.11.30                                         | 2020.11.30                                         | 2020.11.30 | | | |
| 2020 | 〈LAST PIECE〉                                     | 〈LAST PIECE〉                                     | 〈LAST PIECE〉                                     | 〈LAST PIECE〉                                     | 〈LAST PIECE〉                                     | - JAY B가 작사, 작곡한 곡으로 "어떠한 대상을 하나의 조각이다 라고 생각하고 나의 인생에 딱 맞춰지는 완벽한 퍼즐의 한 조각이다."라는 로맨틱한 메세지의 곡. 또한, "너라는 마지막 조각이 있어야 비로소 우리가 완성된다." GOT7의 존재의 이유이자 전부인 I GOT7 (아가새)에 대한 진심을 노래해 더욱 성숙해진 매력을 전한다. - 2019년 GOT7 EP 《Call My Name》 (타이틀곡 : 니가 부르는 나의 이름) 앨범을 위해 썼던 곡 | - JAY B가 작사, 작곡한 곡으로 "어떠한 대상을 하나의 조각이다 라고 생각하고 나의 인생에 딱 맞춰지는 완벽한 퍼즐의 한 조각이다."라는 로맨틱한 메세지의 곡. 또한, "너라는 마지막 조각이 있어야 비로소 우리가 완성된다." GOT7의 존재의 이유이자 전부인 I GOT7 (아가새)에 대한 진심을 노래해 더욱 성숙해진 매력을 전한다. - 2019년 GOT7 EP 《Call My Name》 (타이틀곡 : 니가 부르는 나의 이름) 앨범을 위해 썼던 곡 | - JAY B가 작사, 작곡한 곡으로 "어떠한 대상을 하나의 조각이다 라고 생각하고 나의 인생에 딱 맞춰지는 완벽한 퍼즐의 한 조각이다."라는 로맨틱한 메세지의 곡. 또한, "너라는 마지막 조각이 있어야 비로소 우리가 완성된다." GOT7의 존재의 이유이자 전부인 I GOT7 (아가새)에 대한 진심을 노래해 더욱 성숙해진 매력을 전한다. - 2019년 GOT7 EP 《Call My Name》 (타이틀곡 : 니가 부르는 나의 이름) 앨범을 위해 썼던 곡 | - JAY B가 작사, 작곡한 곡으로 "어떠한 대상을 하나의 조각이다 라고 생각하고 나의 인생에 딱 맞춰지는 완벽한 퍼즐의 한 조각이다."라는 로맨틱한 메세지의 곡. 또한, "너라는 마지막 조각이 있어야 비로소 우리가 완성된다." GOT7의 존재의 이유이자 전부인 I GOT7 (아가새)에 대한 진심을 노래해 더욱 성숙해진 매력을 전한다. - 2019년 GOT7 EP 《Call My Name》 (타이틀곡 : 니가 부르는 나의 이름) 앨범을 위해 썼던 곡 |
| 2020 | Artist                                             | GOT7                                               | GOT7                                               | GOT7                                               | GOT7                                               | GOT7 | | | |
| 2020 | 앨범 내용                                          | 《DYE》                                            | 《DYE》                                            | 《DYE》                                            | 《DYE》                                            | 《DYE》 | | | |
| 2020 | 발매일                                             | 2020.04.20                                         | 2020.04.20                                         | 2020.04.20                                         | 2020.04.20                                         | 2020.04.20 | | | |
| 2020 | 〈CRAZY〉                                          | 〈CRAZY〉                                          | 〈CRAZY〉                                          | 〈CRAZY〉                                          | 〈CRAZY〉                                          | - JAY B가 작사, 작곡에 참여한 곡으로 퓨처 베이스를 기반으로 한 중독성 강한 멜로디가 인상적. 치명적인 이끌림을 직설적인 표현으로 순수한 마음을 담았고 사랑에 빠진 순간을 떠올리게 만든다. | - JAY B가 작사, 작곡에 참여한 곡으로 퓨처 베이스를 기반으로 한 중독성 강한 멜로디가 인상적. 치명적인 이끌림을 직설적인 표현으로 순수한 마음을 담았고 사랑에 빠진 순간을 떠올리게 만든다. | - JAY B가 작사, 작곡에 참여한 곡으로 퓨처 베이스를 기반으로 한 중독성 강한 멜로디가 인상적. 치명적인 이끌림을 직설적인 표현으로 순수한 마음을 담았고 사랑에 빠진 순간을 떠올리게 만든다. | - JAY B가 작사, 작곡에 참여한 곡으로 퓨처 베이스를 기반으로 한 중독성 강한 멜로디가 인상적. 치명적인 이끌림을 직설적인 표현으로 순수한 마음을 담았고 사랑에 빠진 순간을 떠올리게 만든다. |
| 2020 | 〈RIDE (CD Only)〉 - JAY B Solo                    | 〈RIDE (CD Only)〉 - JAY B Solo                    | 〈RIDE (CD Only)〉 - JAY B Solo                    | 〈RIDE (CD Only)〉 - JAY B Solo                    | 〈RIDE (CD Only)〉 - JAY B Solo                    | - JAY B가 작사, 작곡에 참여한 JAY B 솔로 곡으로 해안도로를 타고 질주하는 걸 그리면서 만든 곡 | - JAY B가 작사, 작곡에 참여한 JAY B 솔로 곡으로 해안도로를 타고 질주하는 걸 그리면서 만든 곡 | - JAY B가 작사, 작곡에 참여한 JAY B 솔로 곡으로 해안도로를 타고 질주하는 걸 그리면서 만든 곡 | - JAY B가 작사, 작곡에 참여한 JAY B 솔로 곡으로 해안도로를 타고 질주하는 걸 그리면서 만든 곡 |
| 2019 | Artist                                             | GOT7                                               | GOT7                                               | GOT7                                               | GOT7                                               | GOT7 | | | |
| 2019 | 앨범 내용                                          | 《Call My Name》                                   | 《Call My Name》                                   | 《Call My Name》                                   | 《Call My Name》                                   | 《Call My Name》 | | | |
| 2019 | 발매일                                             | 2019.11.04                                         | 2019.11.04                                         | 2019.11.04                                         | 2019.11.04                                         | 2019.11.04 | | | |
| 2019 | 〈니가 부르는 나의 이름〉                          | 〈니가 부르는 나의 이름〉                          | 〈니가 부르는 나의 이름〉                          | 〈니가 부르는 나의 이름〉                          | 〈니가 부르는 나의 이름〉                          | - 《Call My Name》 앨범명과 연장선에 있는 타이틀곡 〈니가 부르는 나의 이름〉 - 한자 이름 명(名)의 어원에서 출발한 《Call My Name》 - 이름 명(名) : 저녁 석(夕) 아래에 입구(口)가 받쳐진 글자로 '어두운 밤에는 사람을 볼 수 없어서 입으로 이름을 불러야 알 수 있다. 어둠 속에서 서로를 찾을 수 있는 방법은 이름을 부르는 것뿐이다'라는 뜻 - 이름 명(名) 의 어원 갑골문자 'D+ㅂ' : 갑골문자는 한자의 어원으로 '이름 명(名)'의 갑골문자는 반달과 같은 'D(반달)'의 형태가 점점 길어지면서 '저녁 석(夕)'으로 바뀌었고, 'ㅂ'과 같은 형태가 '입구(口)'로 바뀐 것으로 《Call My Name》 앨범 자켓과 타이틀곡 〈니가 부르는 나의 이름〉의 뮤직비디오에 중요한 포인트로 표현했다. - 타이틀곡 〈니가 부르는 나의 이름〉 : JYP 수장 박진영과 리더 JAY B가 작사에 참여한 다크하고 엣지한 느낌의 팝 장르의 미니멀한 사운드가 인상적인 곡. - 가사 내용 - 슬픈 마음속 가득한 그리움의 처연한 가사이지만, 소중한 만큼 잃고 싶지 않은 마음을 담아 GOT7의 이름을 많이 불러주시고, 환호해주시는 팬분들인 I GOT7 (아가새)에 대한 감사한 마음을 가사와 노래에 녹여냈다. - 손을 뻗는 것조차 두려운 칠흑 같은 어둠 속, 그 안에 갇힌 불완전한 존재. 그리고 어디선가 들려오는 목소리. 어둠에 갇힌 나의 이름을 불러준 너의 목소리는 한 줄기 빛이고 존재의 이유가 됐다. 지치고 힘들어 아래로 아래로 가라앉는 순간에도, 그들의 이름을 불러주는 팬이 있기에 GOT7은 비상할 수 있다. GOT7은 존재의 의미인 팬들에 대한 감사함과 마음속에 담아뒀던 소중한 감정을 표현했다. 노래를 들어주는 사람이 있을 때 비로소 가수라는 이름으로 불리듯, 팬들이 바라봐 주고 불러주는 순간 본연의 존재가 된다고 생각하는 GOT7. 수없이 곱씹었던 고민과 어둠 속에서 자신들의 이름을 불러주는 팬들에 대한 진심 어린 마음을 노래한다. - '설렜던 그 날의 빛도 영원을 말한 약속도 아직 내 안에 있어', '니가 부르는 나의 이름이 듣고 싶어 너의 그 목소리 몰랐어 얼마나 그리워할지 돌아와줘' 등의 가사로 마음속 가득한 그리움. - '선명해진 기억 느끼고 있어 난 너라는 기적 니가 내 이름 부른 순간 이제서야 나는 의미를 찾았어 내 마음 밝혀주는 너의 Flashlight 밤하늘 별빛 수놓았던 Your eyes 내 귀를 타고 전해지는 목소리와 나를 숨 쉬게 한 것 모두 너인 걸', '같은 꿈 같은 추억들 닮아간 많은 습관들 모든 의미가 너야' - 의미 - "어둠 속에서 들리는 너의 목소리, 비로소 완성되는 나의 이름", "어두운 곳에서 네가 이름을 불러주면 우리는 밝게 빛난다." 노래를 들어주는 사람이 있을 때 비로소 가수라는 이름으로 불리듯이 GOT7의 이름을 불러주는 팬분들이 있기에 GOT7은 계속 비상을 할 수 있다는 뜻으로 팬들이 불러주는 GOT7의 이름에 대한 의미를 담았고 "어둠에 갇힌 나의 이름을 불러준 네가 내 존재의 이유"라는 메시지를 담아 GOT7의 이름을 불러줌으로써 GOT7의 이유가 되어준 팬분들인 I GOT7 (아가새)에게 바치는 GOT7의 헌정곡이다. | - 《Call My Name》 앨범명과 연장선에 있는 타이틀곡 〈니가 부르는 나의 이름〉 - 한자 이름 명(名)의 어원에서 출발한 《Call My Name》 - 이름 명(名) : 저녁 석(夕) 아래에 입구(口)가 받쳐진 글자로 '어두운 밤에는 사람을 볼 수 없어서 입으로 이름을 불러야 알 수 있다. 어둠 속에서 서로를 찾을 수 있는 방법은 이름을 부르는 것뿐이다'라는 뜻 - 이름 명(名) 의 어원 갑골문자 'D+ㅂ' : 갑골문자는 한자의 어원으로 '이름 명(名)'의 갑골문자는 반달과 같은 'D(반달)'의 형태가 점점 길어지면서 '저녁 석(夕)'으로 바뀌었고, 'ㅂ'과 같은 형태가 '입구(口)'로 바뀐 것으로 《Call My Name》 앨범 자켓과 타이틀곡 〈니가 부르는 나의 이름〉의 뮤직비디오에 중요한 포인트로 표현했다. - 타이틀곡 〈니가 부르는 나의 이름〉 : JYP 수장 박진영과 리더 JAY B가 작사에 참여한 다크하고 엣지한 느낌의 팝 장르의 미니멀한 사운드가 인상적인 곡. - 가사 내용 - 슬픈 마음속 가득한 그리움의 처연한 가사이지만, 소중한 만큼 잃고 싶지 않은 마음을 담아 GOT7의 이름을 많이 불러주시고, 환호해주시는 팬분들인 I GOT7 (아가새)에 대한 감사한 마음을 가사와 노래에 녹여냈다. - 손을 뻗는 것조차 두려운 칠흑 같은 어둠 속, 그 안에 갇힌 불완전한 존재. 그리고 어디선가 들려오는 목소리. 어둠에 갇힌 나의 이름을 불러준 너의 목소리는 한 줄기 빛이고 존재의 이유가 됐다. 지치고 힘들어 아래로 아래로 가라앉는 순간에도, 그들의 이름을 불러주는 팬이 있기에 GOT7은 비상할 수 있다. GOT7은 존재의 의미인 팬들에 대한 감사함과 마음속에 담아뒀던 소중한 감정을 표현했다. 노래를 들어주는 사람이 있을 때 비로소 가수라는 이름으로 불리듯, 팬들이 바라봐 주고 불러주는 순간 본연의 존재가 된다고 생각하는 GOT7. 수없이 곱씹었던 고민과 어둠 속에서 자신들의 이름을 불러주는 팬들에 대한 진심 어린 마음을 노래한다. - '설렜던 그 날의 빛도 영원을 말한 약속도 아직 내 안에 있어', '니가 부르는 나의 이름이 듣고 싶어 너의 그 목소리 몰랐어 얼마나 그리워할지 돌아와줘' 등의 가사로 마음속 가득한 그리움. - '선명해진 기억 느끼고 있어 난 너라는 기적 니가 내 이름 부른 순간 이제서야 나는 의미를 찾았어 내 마음 밝혀주는 너의 Flashlight 밤하늘 별빛 수놓았던 Your eyes 내 귀를 타고 전해지는 목소리와 나를 숨 쉬게 한 것 모두 너인 걸', '같은 꿈 같은 추억들 닮아간 많은 습관들 모든 의미가 너야' - 의미 - "어둠 속에서 들리는 너의 목소리, 비로소 완성되는 나의 이름", "어두운 곳에서 네가 이름을 불러주면 우리는 밝게 빛난다." 노래를 들어주는 사람이 있을 때 비로소 가수라는 이름으로 불리듯이 GOT7의 이름을 불러주는 팬분들이 있기에 GOT7은 계속 비상을 할 수 있다는 뜻으로 팬들이 불러주는 GOT7의 이름에 대한 의미를 담았고 "어둠에 갇힌 나의 이름을 불러준 네가 내 존재의 이유"라는 메시지를 담아 GOT7의 이름을 불러줌으로써 GOT7의 이유가 되어준 팬분들인 I GOT7 (아가새)에게 바치는 GOT7의 헌정곡이다. | - 《Call My Name》 앨범명과 연장선에 있는 타이틀곡 〈니가 부르는 나의 이름〉 - 한자 이름 명(名)의 어원에서 출발한 《Call My Name》 - 이름 명(名) : 저녁 석(夕) 아래에 입구(口)가 받쳐진 글자로 '어두운 밤에는 사람을 볼 수 없어서 입으로 이름을 불러야 알 수 있다. 어둠 속에서 서로를 찾을 수 있는 방법은 이름을 부르는 것뿐이다'라는 뜻 - 이름 명(名) 의 어원 갑골문자 'D+ㅂ' : 갑골문자는 한자의 어원으로 '이름 명(名)'의 갑골문자는 반달과 같은 'D(반달)'의 형태가 점점 길어지면서 '저녁 석(夕)'으로 바뀌었고, 'ㅂ'과 같은 형태가 '입구(口)'로 바뀐 것으로 《Call My Name》 앨범 자켓과 타이틀곡 〈니가 부르는 나의 이름〉의 뮤직비디오에 중요한 포인트로 표현했다. - 타이틀곡 〈니가 부르는 나의 이름〉 : JYP 수장 박진영과 리더 JAY B가 작사에 참여한 다크하고 엣지한 느낌의 팝 장르의 미니멀한 사운드가 인상적인 곡. - 가사 내용 - 슬픈 마음속 가득한 그리움의 처연한 가사이지만, 소중한 만큼 잃고 싶지 않은 마음을 담아 GOT7의 이름을 많이 불러주시고, 환호해주시는 팬분들인 I GOT7 (아가새)에 대한 감사한 마음을 가사와 노래에 녹여냈다. - 손을 뻗는 것조차 두려운 칠흑 같은 어둠 속, 그 안에 갇힌 불완전한 존재. 그리고 어디선가 들려오는 목소리. 어둠에 갇힌 나의 이름을 불러준 너의 목소리는 한 줄기 빛이고 존재의 이유가 됐다. 지치고 힘들어 아래로 아래로 가라앉는 순간에도, 그들의 이름을 불러주는 팬이 있기에 GOT7은 비상할 수 있다. GOT7은 존재의 의미인 팬들에 대한 감사함과 마음속에 담아뒀던 소중한 감정을 표현했다. 노래를 들어주는 사람이 있을 때 비로소 가수라는 이름으로 불리듯, 팬들이 바라봐 주고 불러주는 순간 본연의 존재가 된다고 생각하는 GOT7. 수없이 곱씹었던 고민과 어둠 속에서 자신들의 이름을 불러주는 팬들에 대한 진심 어린 마음을 노래한다. - '설렜던 그 날의 빛도 영원을 말한 약속도 아직 내 안에 있어', '니가 부르는 나의 이름이 듣고 싶어 너의 그 목소리 몰랐어 얼마나 그리워할지 돌아와줘' 등의 가사로 마음속 가득한 그리움. - '선명해진 기억 느끼고 있어 난 너라는 기적 니가 내 이름 부른 순간 이제서야 나는 의미를 찾았어 내 마음 밝혀주는 너의 Flashlight 밤하늘 별빛 수놓았던 Your eyes 내 귀를 타고 전해지는 목소리와 나를 숨 쉬게 한 것 모두 너인 걸', '같은 꿈 같은 추억들 닮아간 많은 습관들 모든 의미가 너야' - 의미 - "어둠 속에서 들리는 너의 목소리, 비로소 완성되는 나의 이름", "어두운 곳에서 네가 이름을 불러주면 우리는 밝게 빛난다." 노래를 들어주는 사람이 있을 때 비로소 가수라는 이름으로 불리듯이 GOT7의 이름을 불러주는 팬분들이 있기에 GOT7은 계속 비상을 할 수 있다는 뜻으로 팬들이 불러주는 GOT7의 이름에 대한 의미를 담았고 "어둠에 갇힌 나의 이름을 불러준 네가 내 존재의 이유"라는 메시지를 담아 GOT7의 이름을 불러줌으로써 GOT7의 이유가 되어준 팬분들인 I GOT7 (아가새)에게 바치는 GOT7의 헌정곡이다. | - 《Call My Name》 앨범명과 연장선에 있는 타이틀곡 〈니가 부르는 나의 이름〉 - 한자 이름 명(名)의 어원에서 출발한 《Call My Name》 - 이름 명(名) : 저녁 석(夕) 아래에 입구(口)가 받쳐진 글자로 '어두운 밤에는 사람을 볼 수 없어서 입으로 이름을 불러야 알 수 있다. 어둠 속에서 서로를 찾을 수 있는 방법은 이름을 부르는 것뿐이다'라는 뜻 - 이름 명(名) 의 어원 갑골문자 'D+ㅂ' : 갑골문자는 한자의 어원으로 '이름 명(名)'의 갑골문자는 반달과 같은 'D(반달)'의 형태가 점점 길어지면서 '저녁 석(夕)'으로 바뀌었고, 'ㅂ'과 같은 형태가 '입구(口)'로 바뀐 것으로 《Call My Name》 앨범 자켓과 타이틀곡 〈니가 부르는 나의 이름〉의 뮤직비디오에 중요한 포인트로 표현했다. - 타이틀곡 〈니가 부르는 나의 이름〉 : JYP 수장 박진영과 리더 JAY B가 작사에 참여한 다크하고 엣지한 느낌의 팝 장르의 미니멀한 사운드가 인상적인 곡. - 가사 내용 - 슬픈 마음속 가득한 그리움의 처연한 가사이지만, 소중한 만큼 잃고 싶지 않은 마음을 담아 GOT7의 이름을 많이 불러주시고, 환호해주시는 팬분들인 I GOT7 (아가새)에 대한 감사한 마음을 가사와 노래에 녹여냈다. - 손을 뻗는 것조차 두려운 칠흑 같은 어둠 속, 그 안에 갇힌 불완전한 존재. 그리고 어디선가 들려오는 목소리. 어둠에 갇힌 나의 이름을 불러준 너의 목소리는 한 줄기 빛이고 존재의 이유가 됐다. 지치고 힘들어 아래로 아래로 가라앉는 순간에도, 그들의 이름을 불러주는 팬이 있기에 GOT7은 비상할 수 있다. GOT7은 존재의 의미인 팬들에 대한 감사함과 마음속에 담아뒀던 소중한 감정을 표현했다. 노래를 들어주는 사람이 있을 때 비로소 가수라는 이름으로 불리듯, 팬들이 바라봐 주고 불러주는 순간 본연의 존재가 된다고 생각하는 GOT7. 수없이 곱씹었던 고민과 어둠 속에서 자신들의 이름을 불러주는 팬들에 대한 진심 어린 마음을 노래한다. - '설렜던 그 날의 빛도 영원을 말한 약속도 아직 내 안에 있어', '니가 부르는 나의 이름이 듣고 싶어 너의 그 목소리 몰랐어 얼마나 그리워할지 돌아와줘' 등의 가사로 마음속 가득한 그리움. - '선명해진 기억 느끼고 있어 난 너라는 기적 니가 내 이름 부른 순간 이제서야 나는 의미를 찾았어 내 마음 밝혀주는 너의 Flashlight 밤하늘 별빛 수놓았던 Your eyes 내 귀를 타고 전해지는 목소리와 나를 숨 쉬게 한 것 모두 너인 걸', '같은 꿈 같은 추억들 닮아간 많은 습관들 모든 의미가 너야' - 의미 - "어둠 속에서 들리는 너의 목소리, 비로소 완성되는 나의 이름", "어두운 곳에서 네가 이름을 불러주면 우리는 밝게 빛난다." 노래를 들어주는 사람이 있을 때 비로소 가수라는 이름으로 불리듯이 GOT7의 이름을 불러주는 팬분들이 있기에 GOT7은 계속 비상을 할 수 있다는 뜻으로 팬들이 불러주는 GOT7의 이름에 대한 의미를 담았고 "어둠에 갇힌 나의 이름을 불러준 네가 내 존재의 이유"라는 메시지를 담아 GOT7의 이름을 불러줌으로써 GOT7의 이유가 되어준 팬분들인 I GOT7 (아가새)에게 바치는 GOT7의 헌정곡이다. |
| 2019 | 〈PRAY〉                                           | 〈PRAY〉                                           | 〈PRAY〉                                           | 〈PRAY〉                                           | 〈PRAY〉                                           | - JAY B가 작사, 작곡에 참여한 퓨처 베이스 기반의 곡으로 상대방에 대한 큰 의미와 간절함을 노래했다. 또한, GOT7을 응원해주는 많은 분들이 중요한 존재 이상의 의미라는 것과 항상 기도하고 있고 바라봐달라는 이야기를 담은 곡 | - JAY B가 작사, 작곡에 참여한 퓨처 베이스 기반의 곡으로 상대방에 대한 큰 의미와 간절함을 노래했다. 또한, GOT7을 응원해주는 많은 분들이 중요한 존재 이상의 의미라는 것과 항상 기도하고 있고 바라봐달라는 이야기를 담은 곡 | - JAY B가 작사, 작곡에 참여한 퓨처 베이스 기반의 곡으로 상대방에 대한 큰 의미와 간절함을 노래했다. 또한, GOT7을 응원해주는 많은 분들이 중요한 존재 이상의 의미라는 것과 항상 기도하고 있고 바라봐달라는 이야기를 담은 곡 | - JAY B가 작사, 작곡에 참여한 퓨처 베이스 기반의 곡으로 상대방에 대한 큰 의미와 간절함을 노래했다. 또한, GOT7을 응원해주는 많은 분들이 중요한 존재 이상의 의미라는 것과 항상 기도하고 있고 바라봐달라는 이야기를 담은 곡 |
| 2019 | 〈THURSDAY〉                                       | 〈THURSDAY〉                                       | 〈THURSDAY〉                                       | 〈THURSDAY〉                                       | 〈THURSDAY〉                                       | - JAY B가 작사, 작곡에 참여한 곡으로 독특하게 평일과 주말의 경계선에 있는 목요일을 소재로 했다. 우리는 주말도, 평일도 아닌 애매한 목요일 같은 관계니까 휴일 쪽에 같이 함께 있어서 한 달의 달력 안에 빨간 날을 빨리 너와 함께 만들어서 항상 같이 있었으면 좋겠다라는 모든 날이 연인과 함께하는 주말처럼 행복하길 소망하는 마음을 담았다. | - JAY B가 작사, 작곡에 참여한 곡으로 독특하게 평일과 주말의 경계선에 있는 목요일을 소재로 했다. 우리는 주말도, 평일도 아닌 애매한 목요일 같은 관계니까 휴일 쪽에 같이 함께 있어서 한 달의 달력 안에 빨간 날을 빨리 너와 함께 만들어서 항상 같이 있었으면 좋겠다라는 모든 날이 연인과 함께하는 주말처럼 행복하길 소망하는 마음을 담았다. | - JAY B가 작사, 작곡에 참여한 곡으로 독특하게 평일과 주말의 경계선에 있는 목요일을 소재로 했다. 우리는 주말도, 평일도 아닌 애매한 목요일 같은 관계니까 휴일 쪽에 같이 함께 있어서 한 달의 달력 안에 빨간 날을 빨리 너와 함께 만들어서 항상 같이 있었으면 좋겠다라는 모든 날이 연인과 함께하는 주말처럼 행복하길 소망하는 마음을 담았다. | - JAY B가 작사, 작곡에 참여한 곡으로 독특하게 평일과 주말의 경계선에 있는 목요일을 소재로 했다. 우리는 주말도, 평일도 아닌 애매한 목요일 같은 관계니까 휴일 쪽에 같이 함께 있어서 한 달의 달력 안에 빨간 날을 빨리 너와 함께 만들어서 항상 같이 있었으면 좋겠다라는 모든 날이 연인과 함께하는 주말처럼 행복하길 소망하는 마음을 담았다. |
| 2019 | Artist                                             | GOT7                                               | GOT7                                               | GOT7                                               | GOT7                                               | GOT7 | | | |
| 2019 | 앨범 내용                                          | 《SPINNING TOP : BETWEEN SECURITY & INSECURITY》   | 《SPINNING TOP : BETWEEN SECURITY & INSECURITY》   | 《SPINNING TOP : BETWEEN SECURITY & INSECURITY》   | 《SPINNING TOP : BETWEEN SECURITY & INSECURITY》   | 《SPINNING TOP : BETWEEN SECURITY & INSECURITY》 | | | |
| 2019 | 발매일                                             | 2019.05.20                                         | 2019.05.20                                         | 2019.05.20                                         | 2019.05.20                                         | 2019.05.20 | | | |
| 2019 | 〈ECLIPSE〉                                        | 〈ECLIPSE〉                                        | 〈ECLIPSE〉                                        | 〈ECLIPSE〉                                        | 〈ECLIPSE〉                                        | - 《SPINNING TOP : BETWEEN SECURITY & INSECURITY》 & 〈ECLIPSE〉 - GOT7은 그동안 소중한 존재에 대한 사랑에 관한 내용의 곡과 팬분들에 대한 감사함, 지켜주고 싶다는 내용의 노래가 많았다. 그래서 지금까지의 사랑에 관한 것과 감사함에 대한 얘기를 정리하는 차원에서 사랑을 온전히 지켜낼 수 있을지, 과분한 사랑을 받을 자격이 있는지 이런 불안함을 표현하고 싶었다. - 불안이라는 키워드를 가지고 GOT7이 앨범 얘기를 하고 있을 무렵 JAY B는 어느 날 문득 자신이 살고 있는 모습이 불안정과 안정 사이에서 계속 순환이 되는 것 같다는 생각이 들었다. 예전에 썼던 일기장을 보니 시간이 지났는데도 불구하고 예전에 했던 고민들을 똑같이 하고 있는 것을 보면서 지금까지 변해오면서 살아왔다고 생각했는데 그게 아니라 제자리 걸음을 계속 하고 있었던 건 아닌지를 생각하게 됐고 마치 인생이 제자리를 도는 팽이 같다는 생각이 들어서 JAY B의 "뱅글뱅글 돌아가는 팽이가 마치 나의 모습처럼 느껴졌다"는 한마디에서 《SPINNING TOP : BETWEEN SECURITY & INSECURITY》 앨범이 시작됐다. - 하지만 불안을 한편으로는 자심감 있게 표현하고 싶었고 불안하지만 지켜내기 위해서 자신감이 생기기 시작하고 그러다가 점점 불안해지고 다시 또 자신감이 생기고 이런 순환을 제자리에서 안정과 불안정 사이를 도는 팽이로 표현했다. - 곡 제목을 〈ECLIPSE〉로 한 이유 - 팽이와 빛과 어둠 : 앨범의 시작이었던 팽이가 안정적으로 잘 돌고 있을 때를 빛(자신감)을 받고 있는 것으로 표현하고, 팽이가 1°라도 틀어지면 어둠(불안)이 밀려오는 연관성 - 팽이(안정감과 불안) & 개기일식(빛과 어둠의 공존) : 팽이가 빛(자신감)을 받고 인정적으로 잘 돌다가 팽이가 1°라도 틀어지면 어둠(불안)이 밀려오면서 안정적이었던 팽이가 흔들리는 모습을 개기일식이 시작될 때 어둠(불안)에 갇히다가 다시 빛(자신감)이 나오는 모습으로 표현하고 《SPINNING TOP : BETWEEN SECURITY & INSECURITY》 앨범의 시작이었던 '팽이'와 '타이틀곡 〈ECLIPSE〉의 개기일식'을 '빛(자신감)과 어둠(불안)'으로 연관지어 표현했다. - 〈ECLIPSE〉의 가사 내용 - JAY B가 작곡, JAY B와 JYP 수장 박진영이 작사에 참여한 곡으로 GOT7은 그동안 항상 곁에 있어주는 소중한 존재만을 사랑하고, 지켜낼 것과, 감사함에 대한 노래를 했다. 하지만 이번에는 과분한 사랑을 받을 자격이 있는지, 사랑을 온전히 지켜낼 수 있을지에 대한 깊은 고민을 음악으로 담았다. 정말 좋은 순간이 있거나 정말 사랑하는 사람이 있을 때 자신이 없는 건 아니지만 좋은 순간을 너무 지켜내고 싶고, 사랑하는 사람을 지켜주고 싶은데 온전하게 잘 지켜낼 수 있을까?라는 불안한 마음을 《SPINNING TOP : BETWEEN SECURITY & INSECURITY》 앨범의 시작이었던 '팽이'와 '개기일식'의 '빛(자신감)과 어둠(불안)'으로 연관지어 표현한 GOT7의 자전적 이야기가 담긴 깊은 고민의 곡으로 GOT7은 깊은 고민 속에서도 "중심을 잡아 너라는 빛을 끝까지 잡아 I’m gonna win this fight"라고 표현하면서 이겨내겠다고 자신감 있게 표현했다. '빛'을 받고 안정적으로 회전하는 팽이처럼 '자신들만의 중심'을 지키며 멋진 음악과 무대를 선사하겠다는 GOT7의 다짐이 담긴 곡. - 짜임새 있는 퍼포먼스까지 더해져 심도 있는 메시지 및 압도적인 GOT7의 비주얼 매력도 함께 느낄 수 있는 곡. | - 《SPINNING TOP : BETWEEN SECURITY & INSECURITY》 & 〈ECLIPSE〉 - GOT7은 그동안 소중한 존재에 대한 사랑에 관한 내용의 곡과 팬분들에 대한 감사함, 지켜주고 싶다는 내용의 노래가 많았다. 그래서 지금까지의 사랑에 관한 것과 감사함에 대한 얘기를 정리하는 차원에서 사랑을 온전히 지켜낼 수 있을지, 과분한 사랑을 받을 자격이 있는지 이런 불안함을 표현하고 싶었다. - 불안이라는 키워드를 가지고 GOT7이 앨범 얘기를 하고 있을 무렵 JAY B는 어느 날 문득 자신이 살고 있는 모습이 불안정과 안정 사이에서 계속 순환이 되는 것 같다는 생각이 들었다. 예전에 썼던 일기장을 보니 시간이 지났는데도 불구하고 예전에 했던 고민들을 똑같이 하고 있는 것을 보면서 지금까지 변해오면서 살아왔다고 생각했는데 그게 아니라 제자리 걸음을 계속 하고 있었던 건 아닌지를 생각하게 됐고 마치 인생이 제자리를 도는 팽이 같다는 생각이 들어서 JAY B의 "뱅글뱅글 돌아가는 팽이가 마치 나의 모습처럼 느껴졌다"는 한마디에서 《SPINNING TOP : BETWEEN SECURITY & INSECURITY》 앨범이 시작됐다. - 하지만 불안을 한편으로는 자심감 있게 표현하고 싶었고 불안하지만 지켜내기 위해서 자신감이 생기기 시작하고 그러다가 점점 불안해지고 다시 또 자신감이 생기고 이런 순환을 제자리에서 안정과 불안정 사이를 도는 팽이로 표현했다. - 곡 제목을 〈ECLIPSE〉로 한 이유 - 팽이와 빛과 어둠 : 앨범의 시작이었던 팽이가 안정적으로 잘 돌고 있을 때를 빛(자신감)을 받고 있는 것으로 표현하고, 팽이가 1°라도 틀어지면 어둠(불안)이 밀려오는 연관성 - 팽이(안정감과 불안) & 개기일식(빛과 어둠의 공존) : 팽이가 빛(자신감)을 받고 인정적으로 잘 돌다가 팽이가 1°라도 틀어지면 어둠(불안)이 밀려오면서 안정적이었던 팽이가 흔들리는 모습을 개기일식이 시작될 때 어둠(불안)에 갇히다가 다시 빛(자신감)이 나오는 모습으로 표현하고 《SPINNING TOP : BETWEEN SECURITY & INSECURITY》 앨범의 시작이었던 '팽이'와 '타이틀곡 〈ECLIPSE〉의 개기일식'을 '빛(자신감)과 어둠(불안)'으로 연관지어 표현했다. - 〈ECLIPSE〉의 가사 내용 - JAY B가 작곡, JAY B와 JYP 수장 박진영이 작사에 참여한 곡으로 GOT7은 그동안 항상 곁에 있어주는 소중한 존재만을 사랑하고, 지켜낼 것과, 감사함에 대한 노래를 했다. 하지만 이번에는 과분한 사랑을 받을 자격이 있는지, 사랑을 온전히 지켜낼 수 있을지에 대한 깊은 고민을 음악으로 담았다. 정말 좋은 순간이 있거나 정말 사랑하는 사람이 있을 때 자신이 없는 건 아니지만 좋은 순간을 너무 지켜내고 싶고, 사랑하는 사람을 지켜주고 싶은데 온전하게 잘 지켜낼 수 있을까?라는 불안한 마음을 《SPINNING TOP : BETWEEN SECURITY & INSECURITY》 앨범의 시작이었던 '팽이'와 '개기일식'의 '빛(자신감)과 어둠(불안)'으로 연관지어 표현한 GOT7의 자전적 이야기가 담긴 깊은 고민의 곡으로 GOT7은 깊은 고민 속에서도 "중심을 잡아 너라는 빛을 끝까지 잡아 I’m gonna win this fight"라고 표현하면서 이겨내겠다고 자신감 있게 표현했다. '빛'을 받고 안정적으로 회전하는 팽이처럼 '자신들만의 중심'을 지키며 멋진 음악과 무대를 선사하겠다는 GOT7의 다짐이 담긴 곡. - 짜임새 있는 퍼포먼스까지 더해져 심도 있는 메시지 및 압도적인 GOT7의 비주얼 매력도 함께 느낄 수 있는 곡. | - 《SPINNING TOP : BETWEEN SECURITY & INSECURITY》 & 〈ECLIPSE〉 - GOT7은 그동안 소중한 존재에 대한 사랑에 관한 내용의 곡과 팬분들에 대한 감사함, 지켜주고 싶다는 내용의 노래가 많았다. 그래서 지금까지의 사랑에 관한 것과 감사함에 대한 얘기를 정리하는 차원에서 사랑을 온전히 지켜낼 수 있을지, 과분한 사랑을 받을 자격이 있는지 이런 불안함을 표현하고 싶었다. - 불안이라는 키워드를 가지고 GOT7이 앨범 얘기를 하고 있을 무렵 JAY B는 어느 날 문득 자신이 살고 있는 모습이 불안정과 안정 사이에서 계속 순환이 되는 것 같다는 생각이 들었다. 예전에 썼던 일기장을 보니 시간이 지났는데도 불구하고 예전에 했던 고민들을 똑같이 하고 있는 것을 보면서 지금까지 변해오면서 살아왔다고 생각했는데 그게 아니라 제자리 걸음을 계속 하고 있었던 건 아닌지를 생각하게 됐고 마치 인생이 제자리를 도는 팽이 같다는 생각이 들어서 JAY B의 "뱅글뱅글 돌아가는 팽이가 마치 나의 모습처럼 느껴졌다"는 한마디에서 《SPINNING TOP : BETWEEN SECURITY & INSECURITY》 앨범이 시작됐다. - 하지만 불안을 한편으로는 자심감 있게 표현하고 싶었고 불안하지만 지켜내기 위해서 자신감이 생기기 시작하고 그러다가 점점 불안해지고 다시 또 자신감이 생기고 이런 순환을 제자리에서 안정과 불안정 사이를 도는 팽이로 표현했다. - 곡 제목을 〈ECLIPSE〉로 한 이유 - 팽이와 빛과 어둠 : 앨범의 시작이었던 팽이가 안정적으로 잘 돌고 있을 때를 빛(자신감)을 받고 있는 것으로 표현하고, 팽이가 1°라도 틀어지면 어둠(불안)이 밀려오는 연관성 - 팽이(안정감과 불안) & 개기일식(빛과 어둠의 공존) : 팽이가 빛(자신감)을 받고 인정적으로 잘 돌다가 팽이가 1°라도 틀어지면 어둠(불안)이 밀려오면서 안정적이었던 팽이가 흔들리는 모습을 개기일식이 시작될 때 어둠(불안)에 갇히다가 다시 빛(자신감)이 나오는 모습으로 표현하고 《SPINNING TOP : BETWEEN SECURITY & INSECURITY》 앨범의 시작이었던 '팽이'와 '타이틀곡 〈ECLIPSE〉의 개기일식'을 '빛(자신감)과 어둠(불안)'으로 연관지어 표현했다. - 〈ECLIPSE〉의 가사 내용 - JAY B가 작곡, JAY B와 JYP 수장 박진영이 작사에 참여한 곡으로 GOT7은 그동안 항상 곁에 있어주는 소중한 존재만을 사랑하고, 지켜낼 것과, 감사함에 대한 노래를 했다. 하지만 이번에는 과분한 사랑을 받을 자격이 있는지, 사랑을 온전히 지켜낼 수 있을지에 대한 깊은 고민을 음악으로 담았다. 정말 좋은 순간이 있거나 정말 사랑하는 사람이 있을 때 자신이 없는 건 아니지만 좋은 순간을 너무 지켜내고 싶고, 사랑하는 사람을 지켜주고 싶은데 온전하게 잘 지켜낼 수 있을까?라는 불안한 마음을 《SPINNING TOP : BETWEEN SECURITY & INSECURITY》 앨범의 시작이었던 '팽이'와 '개기일식'의 '빛(자신감)과 어둠(불안)'으로 연관지어 표현한 GOT7의 자전적 이야기가 담긴 깊은 고민의 곡으로 GOT7은 깊은 고민 속에서도 "중심을 잡아 너라는 빛을 끝까지 잡아 I’m gonna win this fight"라고 표현하면서 이겨내겠다고 자신감 있게 표현했다. '빛'을 받고 안정적으로 회전하는 팽이처럼 '자신들만의 중심'을 지키며 멋진 음악과 무대를 선사하겠다는 GOT7의 다짐이 담긴 곡. - 짜임새 있는 퍼포먼스까지 더해져 심도 있는 메시지 및 압도적인 GOT7의 비주얼 매력도 함께 느낄 수 있는 곡. | - 《SPINNING TOP : BETWEEN SECURITY & INSECURITY》 & 〈ECLIPSE〉 - GOT7은 그동안 소중한 존재에 대한 사랑에 관한 내용의 곡과 팬분들에 대한 감사함, 지켜주고 싶다는 내용의 노래가 많았다. 그래서 지금까지의 사랑에 관한 것과 감사함에 대한 얘기를 정리하는 차원에서 사랑을 온전히 지켜낼 수 있을지, 과분한 사랑을 받을 자격이 있는지 이런 불안함을 표현하고 싶었다. - 불안이라는 키워드를 가지고 GOT7이 앨범 얘기를 하고 있을 무렵 JAY B는 어느 날 문득 자신이 살고 있는 모습이 불안정과 안정 사이에서 계속 순환이 되는 것 같다는 생각이 들었다. 예전에 썼던 일기장을 보니 시간이 지났는데도 불구하고 예전에 했던 고민들을 똑같이 하고 있는 것을 보면서 지금까지 변해오면서 살아왔다고 생각했는데 그게 아니라 제자리 걸음을 계속 하고 있었던 건 아닌지를 생각하게 됐고 마치 인생이 제자리를 도는 팽이 같다는 생각이 들어서 JAY B의 "뱅글뱅글 돌아가는 팽이가 마치 나의 모습처럼 느껴졌다"는 한마디에서 《SPINNING TOP : BETWEEN SECURITY & INSECURITY》 앨범이 시작됐다. - 하지만 불안을 한편으로는 자심감 있게 표현하고 싶었고 불안하지만 지켜내기 위해서 자신감이 생기기 시작하고 그러다가 점점 불안해지고 다시 또 자신감이 생기고 이런 순환을 제자리에서 안정과 불안정 사이를 도는 팽이로 표현했다. - 곡 제목을 〈ECLIPSE〉로 한 이유 - 팽이와 빛과 어둠 : 앨범의 시작이었던 팽이가 안정적으로 잘 돌고 있을 때를 빛(자신감)을 받고 있는 것으로 표현하고, 팽이가 1°라도 틀어지면 어둠(불안)이 밀려오는 연관성 - 팽이(안정감과 불안) & 개기일식(빛과 어둠의 공존) : 팽이가 빛(자신감)을 받고 인정적으로 잘 돌다가 팽이가 1°라도 틀어지면 어둠(불안)이 밀려오면서 안정적이었던 팽이가 흔들리는 모습을 개기일식이 시작될 때 어둠(불안)에 갇히다가 다시 빛(자신감)이 나오는 모습으로 표현하고 《SPINNING TOP : BETWEEN SECURITY & INSECURITY》 앨범의 시작이었던 '팽이'와 '타이틀곡 〈ECLIPSE〉의 개기일식'을 '빛(자신감)과 어둠(불안)'으로 연관지어 표현했다. - 〈ECLIPSE〉의 가사 내용 - JAY B가 작곡, JAY B와 JYP 수장 박진영이 작사에 참여한 곡으로 GOT7은 그동안 항상 곁에 있어주는 소중한 존재만을 사랑하고, 지켜낼 것과, 감사함에 대한 노래를 했다. 하지만 이번에는 과분한 사랑을 받을 자격이 있는지, 사랑을 온전히 지켜낼 수 있을지에 대한 깊은 고민을 음악으로 담았다. 정말 좋은 순간이 있거나 정말 사랑하는 사람이 있을 때 자신이 없는 건 아니지만 좋은 순간을 너무 지켜내고 싶고, 사랑하는 사람을 지켜주고 싶은데 온전하게 잘 지켜낼 수 있을까?라는 불안한 마음을 《SPINNING TOP : BETWEEN SECURITY & INSECURITY》 앨범의 시작이었던 '팽이'와 '개기일식'의 '빛(자신감)과 어둠(불안)'으로 연관지어 표현한 GOT7의 자전적 이야기가 담긴 깊은 고민의 곡으로 GOT7은 깊은 고민 속에서도 "중심을 잡아 너라는 빛을 끝까지 잡아 I’m gonna win this fight"라고 표현하면서 이겨내겠다고 자신감 있게 표현했다. '빛'을 받고 안정적으로 회전하는 팽이처럼 '자신들만의 중심'을 지키며 멋진 음악과 무대를 선사하겠다는 GOT7의 다짐이 담긴 곡. - 짜임새 있는 퍼포먼스까지 더해져 심도 있는 메시지 및 압도적인 GOT7의 비주얼 매력도 함께 느낄 수 있는 곡. |
| 2019 | JJ Project 〈On&On〉 (2017)                        | JJ Project 〈On&On〉 (2017)                        | JJ Project 〈On&On〉 (2017)                        | JJ Project 〈On&On〉 (2017)                        | JJ Project 〈On&On〉 (2017)                        | - JJ Project 〈On&On〉 : '사회에서 긍정적으로 인식하는 틀과 규칙'을 '빛'으로 빗대어 생각했을 때 '빛이 꼭 좋은 것만은 아니고, 어둠도 꼭 나쁜 것만은 아니다.'라는 다른 시선으로 바라본 '빛과 어둠' (JAY B, 진영 작사, 작곡 참여) - '저 빛은 나를 자꾸 비추고 어두운 나의 모습 들추고 슬픈데 안 슬픈 척 해 아픈데 안 아픈 척 해' JAY B와 진영의 ‘인생이란 무엇인가’라는 고민에서부터 시작된 곡. 처음엔 선글라스를 주제로 시작된 곡으로 일반적으로 긍적적인 이미지인 빛을 다른 시선으로 생각해 보고 싶었다. 계속 빛만 따라가다 보면 힘들고, 계속 바라보고 있으면 눈이 아프듯이. 어둠도 나쁘다기보다는 어두운 것도 익숙해지면 앞이 보이는 것처럼. '사회에서 긍정적으로 인식하는 틀과 규칙'을 '빛'으로 빗대어 생각했을 때 '빛이 꼭 좋은 것만은 아니고, 어둠도 꼭 나쁜 것만은 아니다.'라고 표현하고 싶었다. 우리가 살고 있는 사회는 눈에 보이지 않는 틀과 규칙들에서 조금이라도 벗어나면 잘못 살고 있는 것처럼 비춰지는 인식을 ‘빛’에 빗대어 표현했다. 그런 ‘빛’이 무조건 좋은 것만은 아니라는 메시지와 함께, 이 생각에 동의 한다면 'Put your glasses on'이라는 비유적인 가사를 담아냈다. | - JJ Project 〈On&On〉 : '사회에서 긍정적으로 인식하는 틀과 규칙'을 '빛'으로 빗대어 생각했을 때 '빛이 꼭 좋은 것만은 아니고, 어둠도 꼭 나쁜 것만은 아니다.'라는 다른 시선으로 바라본 '빛과 어둠' (JAY B, 진영 작사, 작곡 참여) - '저 빛은 나를 자꾸 비추고 어두운 나의 모습 들추고 슬픈데 안 슬픈 척 해 아픈데 안 아픈 척 해' JAY B와 진영의 ‘인생이란 무엇인가’라는 고민에서부터 시작된 곡. 처음엔 선글라스를 주제로 시작된 곡으로 일반적으로 긍적적인 이미지인 빛을 다른 시선으로 생각해 보고 싶었다. 계속 빛만 따라가다 보면 힘들고, 계속 바라보고 있으면 눈이 아프듯이. 어둠도 나쁘다기보다는 어두운 것도 익숙해지면 앞이 보이는 것처럼. '사회에서 긍정적으로 인식하는 틀과 규칙'을 '빛'으로 빗대어 생각했을 때 '빛이 꼭 좋은 것만은 아니고, 어둠도 꼭 나쁜 것만은 아니다.'라고 표현하고 싶었다. 우리가 살고 있는 사회는 눈에 보이지 않는 틀과 규칙들에서 조금이라도 벗어나면 잘못 살고 있는 것처럼 비춰지는 인식을 ‘빛’에 빗대어 표현했다. 그런 ‘빛’이 무조건 좋은 것만은 아니라는 메시지와 함께, 이 생각에 동의 한다면 'Put your glasses on'이라는 비유적인 가사를 담아냈다. | - JJ Project 〈On&On〉 : '사회에서 긍정적으로 인식하는 틀과 규칙'을 '빛'으로 빗대어 생각했을 때 '빛이 꼭 좋은 것만은 아니고, 어둠도 꼭 나쁜 것만은 아니다.'라는 다른 시선으로 바라본 '빛과 어둠' (JAY B, 진영 작사, 작곡 참여) - '저 빛은 나를 자꾸 비추고 어두운 나의 모습 들추고 슬픈데 안 슬픈 척 해 아픈데 안 아픈 척 해' JAY B와 진영의 ‘인생이란 무엇인가’라는 고민에서부터 시작된 곡. 처음엔 선글라스를 주제로 시작된 곡으로 일반적으로 긍적적인 이미지인 빛을 다른 시선으로 생각해 보고 싶었다. 계속 빛만 따라가다 보면 힘들고, 계속 바라보고 있으면 눈이 아프듯이. 어둠도 나쁘다기보다는 어두운 것도 익숙해지면 앞이 보이는 것처럼. '사회에서 긍정적으로 인식하는 틀과 규칙'을 '빛'으로 빗대어 생각했을 때 '빛이 꼭 좋은 것만은 아니고, 어둠도 꼭 나쁜 것만은 아니다.'라고 표현하고 싶었다. 우리가 살고 있는 사회는 눈에 보이지 않는 틀과 규칙들에서 조금이라도 벗어나면 잘못 살고 있는 것처럼 비춰지는 인식을 ‘빛’에 빗대어 표현했다. 그런 ‘빛’이 무조건 좋은 것만은 아니라는 메시지와 함께, 이 생각에 동의 한다면 'Put your glasses on'이라는 비유적인 가사를 담아냈다. | - JJ Project 〈On&On〉 : '사회에서 긍정적으로 인식하는 틀과 규칙'을 '빛'으로 빗대어 생각했을 때 '빛이 꼭 좋은 것만은 아니고, 어둠도 꼭 나쁜 것만은 아니다.'라는 다른 시선으로 바라본 '빛과 어둠' (JAY B, 진영 작사, 작곡 참여) - '저 빛은 나를 자꾸 비추고 어두운 나의 모습 들추고 슬픈데 안 슬픈 척 해 아픈데 안 아픈 척 해' JAY B와 진영의 ‘인생이란 무엇인가’라는 고민에서부터 시작된 곡. 처음엔 선글라스를 주제로 시작된 곡으로 일반적으로 긍적적인 이미지인 빛을 다른 시선으로 생각해 보고 싶었다. 계속 빛만 따라가다 보면 힘들고, 계속 바라보고 있으면 눈이 아프듯이. 어둠도 나쁘다기보다는 어두운 것도 익숙해지면 앞이 보이는 것처럼. '사회에서 긍정적으로 인식하는 틀과 규칙'을 '빛'으로 빗대어 생각했을 때 '빛이 꼭 좋은 것만은 아니고, 어둠도 꼭 나쁜 것만은 아니다.'라고 표현하고 싶었다. 우리가 살고 있는 사회는 눈에 보이지 않는 틀과 규칙들에서 조금이라도 벗어나면 잘못 살고 있는 것처럼 비춰지는 인식을 ‘빛’에 빗대어 표현했다. 그런 ‘빛’이 무조건 좋은 것만은 아니라는 메시지와 함께, 이 생각에 동의 한다면 'Put your glasses on'이라는 비유적인 가사를 담아냈다. |
| 2019 | 〈PAGE〉                                           | 〈PAGE〉                                           | 〈PAGE〉                                           | 〈PAGE〉                                           | 〈PAGE〉                                           | - JAY B가 작사, 작곡에 참여한 곡. JAY B의 일기장에서 시작이 된 곡으로 JAY B가 2, 3년 전에 썼던 일기장을 보다가 그때 당시에 아꼈던, 사랑했던 사람들에 대해 일기를 써 놓은 걸 보고 앞으로도 계속 일기를 쓰면서 뭔가 사람들과 좋은 커뮤니케이션을 하고 좋은 일들을 만들면서 이런 것들을 계속 일기장에 적어내려가고 싶은 생각에서 쓴 곡으로 가사의 '이 조명 아래'는 일기 쓸 때의 '스탠드 불빛 아래'를 뜻한다. 일기를 쓰는 행위 자체를 사랑 이야기에 빗대어 소중한 순간을 일기장처럼 써 내려가고 싶다는 가사 내용. | - JAY B가 작사, 작곡에 참여한 곡. JAY B의 일기장에서 시작이 된 곡으로 JAY B가 2, 3년 전에 썼던 일기장을 보다가 그때 당시에 아꼈던, 사랑했던 사람들에 대해 일기를 써 놓은 걸 보고 앞으로도 계속 일기를 쓰면서 뭔가 사람들과 좋은 커뮤니케이션을 하고 좋은 일들을 만들면서 이런 것들을 계속 일기장에 적어내려가고 싶은 생각에서 쓴 곡으로 가사의 '이 조명 아래'는 일기 쓸 때의 '스탠드 불빛 아래'를 뜻한다. 일기를 쓰는 행위 자체를 사랑 이야기에 빗대어 소중한 순간을 일기장처럼 써 내려가고 싶다는 가사 내용. | - JAY B가 작사, 작곡에 참여한 곡. JAY B의 일기장에서 시작이 된 곡으로 JAY B가 2, 3년 전에 썼던 일기장을 보다가 그때 당시에 아꼈던, 사랑했던 사람들에 대해 일기를 써 놓은 걸 보고 앞으로도 계속 일기를 쓰면서 뭔가 사람들과 좋은 커뮤니케이션을 하고 좋은 일들을 만들면서 이런 것들을 계속 일기장에 적어내려가고 싶은 생각에서 쓴 곡으로 가사의 '이 조명 아래'는 일기 쓸 때의 '스탠드 불빛 아래'를 뜻한다. 일기를 쓰는 행위 자체를 사랑 이야기에 빗대어 소중한 순간을 일기장처럼 써 내려가고 싶다는 가사 내용. | - JAY B가 작사, 작곡에 참여한 곡. JAY B의 일기장에서 시작이 된 곡으로 JAY B가 2, 3년 전에 썼던 일기장을 보다가 그때 당시에 아꼈던, 사랑했던 사람들에 대해 일기를 써 놓은 걸 보고 앞으로도 계속 일기를 쓰면서 뭔가 사람들과 좋은 커뮤니케이션을 하고 좋은 일들을 만들면서 이런 것들을 계속 일기장에 적어내려가고 싶은 생각에서 쓴 곡으로 가사의 '이 조명 아래'는 일기 쓸 때의 '스탠드 불빛 아래'를 뜻한다. 일기를 쓰는 행위 자체를 사랑 이야기에 빗대어 소중한 순간을 일기장처럼 써 내려가고 싶다는 가사 내용. |
| 2018 | Artist                                             | GOT7                                               | GOT7                                               | GOT7                                               | GOT7                                               | GOT7 | | | |
| 2018 | 앨범 내용                                          | 《Present : YOU & ME Edition》                     | 《Present : YOU & ME Edition》                     | 《Present : YOU & ME Edition》                     | 《Present : YOU & ME Edition》                     | 《Present : YOU & ME Edition》 | | | |
| 2018 | 발매일                                             | 2018.12.03                                         | 2018.12.03                                         | 2018.12.03                                         | 2018.12.03                                         | 2018.12.03 | | | |
| 2018 | 〈안 보여〉                                        | 〈안 보여〉                                        | 〈안 보여〉                                        | 〈안 보여〉                                        | 〈안 보여〉                                        | - JAY B가 작사, 작곡에 참여한 곡으로 일렉트로닉 리드 기타 사운드와 808 베이스의 펀치감이 돋보이는 힙합곡이다. 가사 내용은 "자랑스러운 나의 사랑스러운 Girl”, “네 생각만으로도 벌써 매일이 Birthday"등을 통해 '너는 너무 좋은 여자라서 너와 항상 같이 있을 때마다 뭔가 새로운 기분을 느끼고, 너말고 다른 이성들은 보이지 않는다.'라는 'I GOT7 (아가새)'을 향한 GOT7의 순애보를 귀엽고 재치있게 표현했다. | - JAY B가 작사, 작곡에 참여한 곡으로 일렉트로닉 리드 기타 사운드와 808 베이스의 펀치감이 돋보이는 힙합곡이다. 가사 내용은 "자랑스러운 나의 사랑스러운 Girl”, “네 생각만으로도 벌써 매일이 Birthday"등을 통해 '너는 너무 좋은 여자라서 너와 항상 같이 있을 때마다 뭔가 새로운 기분을 느끼고, 너말고 다른 이성들은 보이지 않는다.'라는 'I GOT7 (아가새)'을 향한 GOT7의 순애보를 귀엽고 재치있게 표현했다. | - JAY B가 작사, 작곡에 참여한 곡으로 일렉트로닉 리드 기타 사운드와 808 베이스의 펀치감이 돋보이는 힙합곡이다. 가사 내용은 "자랑스러운 나의 사랑스러운 Girl”, “네 생각만으로도 벌써 매일이 Birthday"등을 통해 '너는 너무 좋은 여자라서 너와 항상 같이 있을 때마다 뭔가 새로운 기분을 느끼고, 너말고 다른 이성들은 보이지 않는다.'라는 'I GOT7 (아가새)'을 향한 GOT7의 순애보를 귀엽고 재치있게 표현했다. | - JAY B가 작사, 작곡에 참여한 곡으로 일렉트로닉 리드 기타 사운드와 808 베이스의 펀치감이 돋보이는 힙합곡이다. 가사 내용은 "자랑스러운 나의 사랑스러운 Girl”, “네 생각만으로도 벌써 매일이 Birthday"등을 통해 '너는 너무 좋은 여자라서 너와 항상 같이 있을 때마다 뭔가 새로운 기분을 느끼고, 너말고 다른 이성들은 보이지 않는다.'라는 'I GOT7 (아가새)'을 향한 GOT7의 순애보를 귀엽고 재치있게 표현했다. |
| 2018 | 〈1:31AM (잘 지내야해)〉 - JAY B, 영재             | 〈1:31AM (잘 지내야해)〉 - JAY B, 영재             | 〈1:31AM (잘 지내야해)〉 - JAY B, 영재             | 〈1:31AM (잘 지내야해)〉 - JAY B, 영재             | 〈1:31AM (잘 지내야해)〉 - JAY B, 영재             | - JAY B와 영재가 작사, 작곡에 참여한 유닛곡. 발라드 곡으로 1시 31분부터 노래를 만들기 시작해서 노래 제목이 ‘1:31AM’로 지어졌다. | - JAY B와 영재가 작사, 작곡에 참여한 유닛곡. 발라드 곡으로 1시 31분부터 노래를 만들기 시작해서 노래 제목이 ‘1:31AM’로 지어졌다. | - JAY B와 영재가 작사, 작곡에 참여한 유닛곡. 발라드 곡으로 1시 31분부터 노래를 만들기 시작해서 노래 제목이 ‘1:31AM’로 지어졌다. | - JAY B와 영재가 작사, 작곡에 참여한 유닛곡. 발라드 곡으로 1시 31분부터 노래를 만들기 시작해서 노래 제목이 ‘1:31AM’로 지어졌다. |
| 2018 | 〈Think About It〉 - JAY B, 마크 (Mark Tuan), 영재 | 〈Think About It〉 - JAY B, 마크 (Mark Tuan), 영재 | 〈Think About It〉 - JAY B, 마크 (Mark Tuan), 영재 | 〈Think About It〉 - JAY B, 마크 (Mark Tuan), 영재 | 〈Think About It〉 - JAY B, 마크 (Mark Tuan), 영재 | - JAY B, 마크 (Mark Tuan), 영재가 작사, 작곡에 참여한 유닛곡. - 영재가 유닛곡 주제를 몽환적이고, 어두운 분위기로 아이디어 낸 곡으로 '네가 했던 행동을 생각하고 돌이켜봐. 서로 배려하지 못해서 깨져버렸다. 이제 널 잊고싶어 나도 나답게 살래'라는 힘들고 어려운 상황을 이겨내겠다는 의지를 담은 JAY B, 마크 (Mark Tuan), 영재의 유닛곡. | - JAY B, 마크 (Mark Tuan), 영재가 작사, 작곡에 참여한 유닛곡. - 영재가 유닛곡 주제를 몽환적이고, 어두운 분위기로 아이디어 낸 곡으로 '네가 했던 행동을 생각하고 돌이켜봐. 서로 배려하지 못해서 깨져버렸다. 이제 널 잊고싶어 나도 나답게 살래'라는 힘들고 어려운 상황을 이겨내겠다는 의지를 담은 JAY B, 마크 (Mark Tuan), 영재의 유닛곡. | - JAY B, 마크 (Mark Tuan), 영재가 작사, 작곡에 참여한 유닛곡. - 영재가 유닛곡 주제를 몽환적이고, 어두운 분위기로 아이디어 낸 곡으로 '네가 했던 행동을 생각하고 돌이켜봐. 서로 배려하지 못해서 깨져버렸다. 이제 널 잊고싶어 나도 나답게 살래'라는 힘들고 어려운 상황을 이겨내겠다는 의지를 담은 JAY B, 마크 (Mark Tuan), 영재의 유닛곡. | - JAY B, 마크 (Mark Tuan), 영재가 작사, 작곡에 참여한 유닛곡. - 영재가 유닛곡 주제를 몽환적이고, 어두운 분위기로 아이디어 낸 곡으로 '네가 했던 행동을 생각하고 돌이켜봐. 서로 배려하지 못해서 깨져버렸다. 이제 널 잊고싶어 나도 나답게 살래'라는 힘들고 어려운 상황을 이겨내겠다는 의지를 담은 JAY B, 마크 (Mark Tuan), 영재의 유닛곡. |
| 2018 | Artist                                             | GOT7                                               | GOT7                                               | GOT7                                               | GOT7                                               | GOT7 | | | |
| 2018 | 앨범 내용                                          | 《Present : YOU》                                  | 《Present : YOU》                                  | 《Present : YOU》                                  | 《Present : YOU》                                  | 《Present : YOU》 | | | |
| 2018 | 발매일                                             | 2018.09.17                                         | 2018.09.17                                         | 2018.09.17                                         | 2018.09.17                                         | 2018.09.17 | | | |
| 2018 | 〈Enough〉                                         | 〈Enough〉                                         | 〈Enough〉                                         | 〈Enough〉                                         | 〈Enough〉                                         | - JAY B가 작사, 작곡에 참여한 곡. JAY B가 책을 읽다가 본 '사랑 그거면 충분하다'라는 한 구절 보고 만든 곡. 퓨처 베이스 사운드의 곡으로 후렴에 나오는 강한 기타 사운드와 보코더를 섞는 새로운 시도를 한 트랙이다. | - JAY B가 작사, 작곡에 참여한 곡. JAY B가 책을 읽다가 본 '사랑 그거면 충분하다'라는 한 구절 보고 만든 곡. 퓨처 베이스 사운드의 곡으로 후렴에 나오는 강한 기타 사운드와 보코더를 섞는 새로운 시도를 한 트랙이다. | - JAY B가 작사, 작곡에 참여한 곡. JAY B가 책을 읽다가 본 '사랑 그거면 충분하다'라는 한 구절 보고 만든 곡. 퓨처 베이스 사운드의 곡으로 후렴에 나오는 강한 기타 사운드와 보코더를 섞는 새로운 시도를 한 트랙이다. | - JAY B가 작사, 작곡에 참여한 곡. JAY B가 책을 읽다가 본 '사랑 그거면 충분하다'라는 한 구절 보고 만든 곡. 퓨처 베이스 사운드의 곡으로 후렴에 나오는 강한 기타 사운드와 보코더를 섞는 새로운 시도를 한 트랙이다. |
| 2018 | 〈지켜줄게〉                                       | 〈지켜줄게〉                                       | 〈지켜줄게〉                                       | 〈지켜줄게〉                                       | 〈지켜줄게〉                                       | - JAY B가 작사, 작곡에 참여한 곡. JAY B가 어떤 한 팬의 권유로 만든 뉴 잭 스윙 장르 곡으로, '지친 그대에게 힘이 되어주고 지켜주겠다'는 힘찬 메시지를 펑키한 사운드로 표현했다. | - JAY B가 작사, 작곡에 참여한 곡. JAY B가 어떤 한 팬의 권유로 만든 뉴 잭 스윙 장르 곡으로, '지친 그대에게 힘이 되어주고 지켜주겠다'는 힘찬 메시지를 펑키한 사운드로 표현했다. | - JAY B가 작사, 작곡에 참여한 곡. JAY B가 어떤 한 팬의 권유로 만든 뉴 잭 스윙 장르 곡으로, '지친 그대에게 힘이 되어주고 지켜주겠다'는 힘찬 메시지를 펑키한 사운드로 표현했다. | - JAY B가 작사, 작곡에 참여한 곡. JAY B가 어떤 한 팬의 권유로 만든 뉴 잭 스윙 장르 곡으로, '지친 그대에게 힘이 되어주고 지켜주겠다'는 힘찬 메시지를 펑키한 사운드로 표현했다. |
| 2018 | 〈Sunrise〉 - JAY B Solo                           | 〈Sunrise〉 - JAY B Solo                           | 〈Sunrise〉 - JAY B Solo                           | 〈Sunrise〉 - JAY B Solo                           | 〈Sunrise〉 - JAY B Solo                           | - JAY B가 작사, 작곡에 참여한 JAY B 솔로곡. JAY B가 고등학교 친구들과 같이 만든 곡으로 소중한 존재를 'Sunrise'로 표현한 R&B 장르의 곡. 사랑할 때 우주를 들여다보는 듯한 느낌으로 소중한 사람과 함께할 때 깊어지는 감정을 표현. EP사운드와 앰비언스 효과, 담백하고 물흐르듯이 조용하게 들을 수 있는 음악이 JAY B의 잔잔한 보컬과 어우러져 몽환적인 느낌을 자아낸다. | - JAY B가 작사, 작곡에 참여한 JAY B 솔로곡. JAY B가 고등학교 친구들과 같이 만든 곡으로 소중한 존재를 'Sunrise'로 표현한 R&B 장르의 곡. 사랑할 때 우주를 들여다보는 듯한 느낌으로 소중한 사람과 함께할 때 깊어지는 감정을 표현. EP사운드와 앰비언스 효과, 담백하고 물흐르듯이 조용하게 들을 수 있는 음악이 JAY B의 잔잔한 보컬과 어우러져 몽환적인 느낌을 자아낸다. | - JAY B가 작사, 작곡에 참여한 JAY B 솔로곡. JAY B가 고등학교 친구들과 같이 만든 곡으로 소중한 존재를 'Sunrise'로 표현한 R&B 장르의 곡. 사랑할 때 우주를 들여다보는 듯한 느낌으로 소중한 사람과 함께할 때 깊어지는 감정을 표현. EP사운드와 앰비언스 효과, 담백하고 물흐르듯이 조용하게 들을 수 있는 음악이 JAY B의 잔잔한 보컬과 어우러져 몽환적인 느낌을 자아낸다. | - JAY B가 작사, 작곡에 참여한 JAY B 솔로곡. JAY B가 고등학교 친구들과 같이 만든 곡으로 소중한 존재를 'Sunrise'로 표현한 R&B 장르의 곡. 사랑할 때 우주를 들여다보는 듯한 느낌으로 소중한 사람과 함께할 때 깊어지는 감정을 표현. EP사운드와 앰비언스 효과, 담백하고 물흐르듯이 조용하게 들을 수 있는 음악이 JAY B의 잔잔한 보컬과 어우러져 몽환적인 느낌을 자아낸다. |
| 2018 | Artist                                             | GOT7                                               | GOT7                                               | GOT7                                               | GOT7                                               | GOT7 | | | |
| 2018 | 앨범 내용                                          | 《Eyes On You》                                    | 《Eyes On You》                                    | 《Eyes On You》                                    | 《Eyes On You》                                    | 《Eyes On You》 | | | |
| 2018 | 발매일                                             | 2018.03.12                                         | 2018.03.12                                         | 2018.03.12                                         | 2018.03.12                                         | 2018.03.12 | | | |
| 2018 | 〈Look〉                                           | 〈Look〉                                           | 〈Look〉                                           | 〈Look〉                                           | 〈Look〉                                           | - 〈Look〉 은 GOT7 멤버 7인의 음색에 맞추어 다채로운 편곡적 변화를 시도한 팝 사운드 기반의 하우스 트랙이다. '흔들리는 그대를 사랑이 가득 찬 눈빛으로 위로한다'는 가사의 순정적 감성에 GOT7의 매력을 녹여낸 것이 특징이다. 특히 GOT7의 ‘Look’은 힘찬 퍼포먼스 흐름에 밝은 사운드가 조화를 이뤄 음악의 듣는 재미와 보는 재미를 한꺼번에 충족시킨다. - 리더 JAY B(Def.)는 앨범 《7 for 7》의 타이틀곡 〈You Are〉를 작사, 작곡해 남다른 음악적 역량을 과시했는데 이번 타이틀곡 〈Look〉 의 작사, 작곡을 맡아 기세를 이어가며 싱어송라이터의 입지를 더욱 확고히 했다. - JAY B(Def.)는 항상 곡 작업하면서 GOT7한테 어울리는 곡이 뭘까?라는 고민을 해왔었다. 그래서 항상 앨범 준비할 때마다 GOT7한테 어울릴 만한 데모 곡들을 하나씩 끼워서 같이 보냈었는데 이전 앨범 《7 for 7》의 커플링 곡 〈Teenager〉를 하면서 멤버들이 곡과 안무도 너무 잘 나와서 시너지가 너무 좋았던 곡 〈Teenager〉 콘셉트로 가자는 의견이 많았고 GOT7이 회사에 전적으로 표현을 많이 해서 타이틀곡 〈LOOK〉이 나오게 됐다. GOT7이 최근 앨범들에서는 분위기 있거나 강한 노래들을 많이 했었는데 팝 기반의 하우스 음악을 하는 것도 조금 새로운 도전이었고 노래에서도 트렌디한 멜로디들을 섞어서 더 쓴 신나는 곡으로 갓세븐스럽다는 곡을 하는 게 오랜만인 것 같아서 그것조차도 새롭다고 생각한 신나는 곡. | - 〈Look〉 은 GOT7 멤버 7인의 음색에 맞추어 다채로운 편곡적 변화를 시도한 팝 사운드 기반의 하우스 트랙이다. '흔들리는 그대를 사랑이 가득 찬 눈빛으로 위로한다'는 가사의 순정적 감성에 GOT7의 매력을 녹여낸 것이 특징이다. 특히 GOT7의 ‘Look’은 힘찬 퍼포먼스 흐름에 밝은 사운드가 조화를 이뤄 음악의 듣는 재미와 보는 재미를 한꺼번에 충족시킨다. - 리더 JAY B(Def.)는 앨범 《7 for 7》의 타이틀곡 〈You Are〉를 작사, 작곡해 남다른 음악적 역량을 과시했는데 이번 타이틀곡 〈Look〉 의 작사, 작곡을 맡아 기세를 이어가며 싱어송라이터의 입지를 더욱 확고히 했다. - JAY B(Def.)는 항상 곡 작업하면서 GOT7한테 어울리는 곡이 뭘까?라는 고민을 해왔었다. 그래서 항상 앨범 준비할 때마다 GOT7한테 어울릴 만한 데모 곡들을 하나씩 끼워서 같이 보냈었는데 이전 앨범 《7 for 7》의 커플링 곡 〈Teenager〉를 하면서 멤버들이 곡과 안무도 너무 잘 나와서 시너지가 너무 좋았던 곡 〈Teenager〉 콘셉트로 가자는 의견이 많았고 GOT7이 회사에 전적으로 표현을 많이 해서 타이틀곡 〈LOOK〉이 나오게 됐다. GOT7이 최근 앨범들에서는 분위기 있거나 강한 노래들을 많이 했었는데 팝 기반의 하우스 음악을 하는 것도 조금 새로운 도전이었고 노래에서도 트렌디한 멜로디들을 섞어서 더 쓴 신나는 곡으로 갓세븐스럽다는 곡을 하는 게 오랜만인 것 같아서 그것조차도 새롭다고 생각한 신나는 곡. | - 〈Look〉 은 GOT7 멤버 7인의 음색에 맞추어 다채로운 편곡적 변화를 시도한 팝 사운드 기반의 하우스 트랙이다. '흔들리는 그대를 사랑이 가득 찬 눈빛으로 위로한다'는 가사의 순정적 감성에 GOT7의 매력을 녹여낸 것이 특징이다. 특히 GOT7의 ‘Look’은 힘찬 퍼포먼스 흐름에 밝은 사운드가 조화를 이뤄 음악의 듣는 재미와 보는 재미를 한꺼번에 충족시킨다. - 리더 JAY B(Def.)는 앨범 《7 for 7》의 타이틀곡 〈You Are〉를 작사, 작곡해 남다른 음악적 역량을 과시했는데 이번 타이틀곡 〈Look〉 의 작사, 작곡을 맡아 기세를 이어가며 싱어송라이터의 입지를 더욱 확고히 했다. - JAY B(Def.)는 항상 곡 작업하면서 GOT7한테 어울리는 곡이 뭘까?라는 고민을 해왔었다. 그래서 항상 앨범 준비할 때마다 GOT7한테 어울릴 만한 데모 곡들을 하나씩 끼워서 같이 보냈었는데 이전 앨범 《7 for 7》의 커플링 곡 〈Teenager〉를 하면서 멤버들이 곡과 안무도 너무 잘 나와서 시너지가 너무 좋았던 곡 〈Teenager〉 콘셉트로 가자는 의견이 많았고 GOT7이 회사에 전적으로 표현을 많이 해서 타이틀곡 〈LOOK〉이 나오게 됐다. GOT7이 최근 앨범들에서는 분위기 있거나 강한 노래들을 많이 했었는데 팝 기반의 하우스 음악을 하는 것도 조금 새로운 도전이었고 노래에서도 트렌디한 멜로디들을 섞어서 더 쓴 신나는 곡으로 갓세븐스럽다는 곡을 하는 게 오랜만인 것 같아서 그것조차도 새롭다고 생각한 신나는 곡. | - 〈Look〉 은 GOT7 멤버 7인의 음색에 맞추어 다채로운 편곡적 변화를 시도한 팝 사운드 기반의 하우스 트랙이다. '흔들리는 그대를 사랑이 가득 찬 눈빛으로 위로한다'는 가사의 순정적 감성에 GOT7의 매력을 녹여낸 것이 특징이다. 특히 GOT7의 ‘Look’은 힘찬 퍼포먼스 흐름에 밝은 사운드가 조화를 이뤄 음악의 듣는 재미와 보는 재미를 한꺼번에 충족시킨다. - 리더 JAY B(Def.)는 앨범 《7 for 7》의 타이틀곡 〈You Are〉를 작사, 작곡해 남다른 음악적 역량을 과시했는데 이번 타이틀곡 〈Look〉 의 작사, 작곡을 맡아 기세를 이어가며 싱어송라이터의 입지를 더욱 확고히 했다. - JAY B(Def.)는 항상 곡 작업하면서 GOT7한테 어울리는 곡이 뭘까?라는 고민을 해왔었다. 그래서 항상 앨범 준비할 때마다 GOT7한테 어울릴 만한 데모 곡들을 하나씩 끼워서 같이 보냈었는데 이전 앨범 《7 for 7》의 커플링 곡 〈Teenager〉를 하면서 멤버들이 곡과 안무도 너무 잘 나와서 시너지가 너무 좋았던 곡 〈Teenager〉 콘셉트로 가자는 의견이 많았고 GOT7이 회사에 전적으로 표현을 많이 해서 타이틀곡 〈LOOK〉이 나오게 됐다. GOT7이 최근 앨범들에서는 분위기 있거나 강한 노래들을 많이 했었는데 팝 기반의 하우스 음악을 하는 것도 조금 새로운 도전이었고 노래에서도 트렌디한 멜로디들을 섞어서 더 쓴 신나는 곡으로 갓세븐스럽다는 곡을 하는 게 오랜만인 것 같아서 그것조차도 새롭다고 생각한 신나는 곡. |
| 2018 | 〈너 하나만 (Feat. 효린)〉                         | 〈너 하나만 (Feat. 효린)〉                         | 〈너 하나만 (Feat. 효린)〉                         | 〈너 하나만 (Feat. 효린)〉                         | 〈너 하나만 (Feat. 효린)〉                         | - JAY B가 작사한 곡. 효린이 피처링에 참여했다. 다른 건 모두 필요 없고 오직 한 사람만을 바란다는 간절한 마음을 표현한 가사와 R&B POP 사운드가 만나 세련된 분위기를 자아낸다. JAY B는 곡을 듣자마자 '너 하나만'으로 해야겠다는 생각이 들었다. '너 하나만'이라는 말도 여러 가지가 있는데 '너 하나만 있었으면 좋겠어' 라든지, '너 하나만 돌아와줘' 이런 내용도 있겠지만 '너 하나만'이라는 주제로 심심하지 않게 표현하고 싶었고 JAY B가 느낀 노래 분위기는 헌신적인 표현이 들어가야 될 것 같았다. 그래서 남자가 여자에게 '모든 걸 다 주고 싶어'라는 엄청 표현을 하게끔 쓰고, 여자는 '괜찮다. 어차피 나도 너 하나만 있으면 돼. 나도 너랑 같은 생각이야.' 이런 느낌의 가사를 쓰려고 노력했다. 이 곡 가사 킬링 파트는 '특별한 선물 그런 것들 다 필요 없어' 특별한 선물 그런 것들 다 필요없이 난 오직 너 하나만 있으면 된다는 부분. 간절한 마음이 많이 드러나는 가사 | - JAY B가 작사한 곡. 효린이 피처링에 참여했다. 다른 건 모두 필요 없고 오직 한 사람만을 바란다는 간절한 마음을 표현한 가사와 R&B POP 사운드가 만나 세련된 분위기를 자아낸다. JAY B는 곡을 듣자마자 '너 하나만'으로 해야겠다는 생각이 들었다. '너 하나만'이라는 말도 여러 가지가 있는데 '너 하나만 있었으면 좋겠어' 라든지, '너 하나만 돌아와줘' 이런 내용도 있겠지만 '너 하나만'이라는 주제로 심심하지 않게 표현하고 싶었고 JAY B가 느낀 노래 분위기는 헌신적인 표현이 들어가야 될 것 같았다. 그래서 남자가 여자에게 '모든 걸 다 주고 싶어'라는 엄청 표현을 하게끔 쓰고, 여자는 '괜찮다. 어차피 나도 너 하나만 있으면 돼. 나도 너랑 같은 생각이야.' 이런 느낌의 가사를 쓰려고 노력했다. 이 곡 가사 킬링 파트는 '특별한 선물 그런 것들 다 필요 없어' 특별한 선물 그런 것들 다 필요없이 난 오직 너 하나만 있으면 된다는 부분. 간절한 마음이 많이 드러나는 가사 | - JAY B가 작사한 곡. 효린이 피처링에 참여했다. 다른 건 모두 필요 없고 오직 한 사람만을 바란다는 간절한 마음을 표현한 가사와 R&B POP 사운드가 만나 세련된 분위기를 자아낸다. JAY B는 곡을 듣자마자 '너 하나만'으로 해야겠다는 생각이 들었다. '너 하나만'이라는 말도 여러 가지가 있는데 '너 하나만 있었으면 좋겠어' 라든지, '너 하나만 돌아와줘' 이런 내용도 있겠지만 '너 하나만'이라는 주제로 심심하지 않게 표현하고 싶었고 JAY B가 느낀 노래 분위기는 헌신적인 표현이 들어가야 될 것 같았다. 그래서 남자가 여자에게 '모든 걸 다 주고 싶어'라는 엄청 표현을 하게끔 쓰고, 여자는 '괜찮다. 어차피 나도 너 하나만 있으면 돼. 나도 너랑 같은 생각이야.' 이런 느낌의 가사를 쓰려고 노력했다. 이 곡 가사 킬링 파트는 '특별한 선물 그런 것들 다 필요 없어' 특별한 선물 그런 것들 다 필요없이 난 오직 너 하나만 있으면 된다는 부분. 간절한 마음이 많이 드러나는 가사 | - JAY B가 작사한 곡. 효린이 피처링에 참여했다. 다른 건 모두 필요 없고 오직 한 사람만을 바란다는 간절한 마음을 표현한 가사와 R&B POP 사운드가 만나 세련된 분위기를 자아낸다. JAY B는 곡을 듣자마자 '너 하나만'으로 해야겠다는 생각이 들었다. '너 하나만'이라는 말도 여러 가지가 있는데 '너 하나만 있었으면 좋겠어' 라든지, '너 하나만 돌아와줘' 이런 내용도 있겠지만 '너 하나만'이라는 주제로 심심하지 않게 표현하고 싶었고 JAY B가 느낀 노래 분위기는 헌신적인 표현이 들어가야 될 것 같았다. 그래서 남자가 여자에게 '모든 걸 다 주고 싶어'라는 엄청 표현을 하게끔 쓰고, 여자는 '괜찮다. 어차피 나도 너 하나만 있으면 돼. 나도 너랑 같은 생각이야.' 이런 느낌의 가사를 쓰려고 노력했다. 이 곡 가사 킬링 파트는 '특별한 선물 그런 것들 다 필요 없어' 특별한 선물 그런 것들 다 필요없이 난 오직 너 하나만 있으면 된다는 부분. 간절한 마음이 많이 드러나는 가사 |
| 2017 | Artist                                             | GOT7                                               | GOT7                                               | GOT7                                               | GOT7                                               | GOT7 | | | |
| 2017 | 앨범 내용                                          | 《7 for 7》                                        | 《7 for 7》                                        | 《7 for 7》                                        | 《7 for 7》                                        | 《7 for 7》 | | | |
| 2017 | 발매일                                             | 2017.10.10                                         | 2017.10.10                                         | 2017.10.10                                         | 2017.10.10                                         | 2017.10.10 | | | |
| 2017 | 〈You Are〉                                        | 〈You Are〉                                        | 〈You Are〉                                        | 〈You Are〉                                        | 〈You Are〉                                        | - JAY B가 작사, 작곡에 참여한 곡. 퓨처 사운드가 가미된 컨템포러리 팝 곡으로, 힘들고 지칠 때 바라본 하늘처럼 너라는 존재가 나의 길이 되어주길 바란다는 희망찬 의미를 담았다. 'You Are'의 'You'는 듣는 이에 따라 그 대상을 폭넓게 포용하는 단어로 곡의 의미를 더욱 풍부하게 한다. - JAY B가 GOT7을 생각했을 때 청량한 게 어울릴 것 같았고 청량하면서도 갓세븐답게 멋지게 청량하고 싶어서 갓세븐을 위해서 열심히 쓴 곡 - 가사에 '하늘'이 많이 나오는데 JAY B가 가사를 쓸 때쯤 예쁜 하늘이 많이 나오는 애니메이션 영화 《너의 이름은.》을 보고 영감을 받았다. 그래서 처음 곡 제목은 'Beautiful Sky'였다. 가사 스토리에 영향을 받은 것 보단 예쁜 하늘과 그 하늘을 바라보는 사람이 주는 느낌이 좋았다. - 가사 내용은 JAY B가 GOT7을 챙겨주고 GOT7에게 힘을 주시는 분들한테 감사의 말씀을 전하고자 쓴 내용으로 '소중한 분들이 있어 내가 존재하는 이유'를 그 대상을 폭넓게 GOT7과 팬분들의 사이가 될 수도 있고, 부모님이 될 수도 있고, 연인이 될 수도 있고 폭 넓고 다양하게 공감되었으면 하는 바람으로 가사를 썼다. | - JAY B가 작사, 작곡에 참여한 곡. 퓨처 사운드가 가미된 컨템포러리 팝 곡으로, 힘들고 지칠 때 바라본 하늘처럼 너라는 존재가 나의 길이 되어주길 바란다는 희망찬 의미를 담았다. 'You Are'의 'You'는 듣는 이에 따라 그 대상을 폭넓게 포용하는 단어로 곡의 의미를 더욱 풍부하게 한다. - JAY B가 GOT7을 생각했을 때 청량한 게 어울릴 것 같았고 청량하면서도 갓세븐답게 멋지게 청량하고 싶어서 갓세븐을 위해서 열심히 쓴 곡 - 가사에 '하늘'이 많이 나오는데 JAY B가 가사를 쓸 때쯤 예쁜 하늘이 많이 나오는 애니메이션 영화 《너의 이름은.》을 보고 영감을 받았다. 그래서 처음 곡 제목은 'Beautiful Sky'였다. 가사 스토리에 영향을 받은 것 보단 예쁜 하늘과 그 하늘을 바라보는 사람이 주는 느낌이 좋았다. - 가사 내용은 JAY B가 GOT7을 챙겨주고 GOT7에게 힘을 주시는 분들한테 감사의 말씀을 전하고자 쓴 내용으로 '소중한 분들이 있어 내가 존재하는 이유'를 그 대상을 폭넓게 GOT7과 팬분들의 사이가 될 수도 있고, 부모님이 될 수도 있고, 연인이 될 수도 있고 폭 넓고 다양하게 공감되었으면 하는 바람으로 가사를 썼다. | - JAY B가 작사, 작곡에 참여한 곡. 퓨처 사운드가 가미된 컨템포러리 팝 곡으로, 힘들고 지칠 때 바라본 하늘처럼 너라는 존재가 나의 길이 되어주길 바란다는 희망찬 의미를 담았다. 'You Are'의 'You'는 듣는 이에 따라 그 대상을 폭넓게 포용하는 단어로 곡의 의미를 더욱 풍부하게 한다. - JAY B가 GOT7을 생각했을 때 청량한 게 어울릴 것 같았고 청량하면서도 갓세븐답게 멋지게 청량하고 싶어서 갓세븐을 위해서 열심히 쓴 곡 - 가사에 '하늘'이 많이 나오는데 JAY B가 가사를 쓸 때쯤 예쁜 하늘이 많이 나오는 애니메이션 영화 《너의 이름은.》을 보고 영감을 받았다. 그래서 처음 곡 제목은 'Beautiful Sky'였다. 가사 스토리에 영향을 받은 것 보단 예쁜 하늘과 그 하늘을 바라보는 사람이 주는 느낌이 좋았다. - 가사 내용은 JAY B가 GOT7을 챙겨주고 GOT7에게 힘을 주시는 분들한테 감사의 말씀을 전하고자 쓴 내용으로 '소중한 분들이 있어 내가 존재하는 이유'를 그 대상을 폭넓게 GOT7과 팬분들의 사이가 될 수도 있고, 부모님이 될 수도 있고, 연인이 될 수도 있고 폭 넓고 다양하게 공감되었으면 하는 바람으로 가사를 썼다. | - JAY B가 작사, 작곡에 참여한 곡. 퓨처 사운드가 가미된 컨템포러리 팝 곡으로, 힘들고 지칠 때 바라본 하늘처럼 너라는 존재가 나의 길이 되어주길 바란다는 희망찬 의미를 담았다. 'You Are'의 'You'는 듣는 이에 따라 그 대상을 폭넓게 포용하는 단어로 곡의 의미를 더욱 풍부하게 한다. - JAY B가 GOT7을 생각했을 때 청량한 게 어울릴 것 같았고 청량하면서도 갓세븐답게 멋지게 청량하고 싶어서 갓세븐을 위해서 열심히 쓴 곡 - 가사에 '하늘'이 많이 나오는데 JAY B가 가사를 쓸 때쯤 예쁜 하늘이 많이 나오는 애니메이션 영화 《너의 이름은.》을 보고 영감을 받았다. 그래서 처음 곡 제목은 'Beautiful Sky'였다. 가사 스토리에 영향을 받은 것 보단 예쁜 하늘과 그 하늘을 바라보는 사람이 주는 느낌이 좋았다. - 가사 내용은 JAY B가 GOT7을 챙겨주고 GOT7에게 힘을 주시는 분들한테 감사의 말씀을 전하고자 쓴 내용으로 '소중한 분들이 있어 내가 존재하는 이유'를 그 대상을 폭넓게 GOT7과 팬분들의 사이가 될 수도 있고, 부모님이 될 수도 있고, 연인이 될 수도 있고 폭 넓고 다양하게 공감되었으면 하는 바람으로 가사를 썼다. |
| 2017 | 〈Teenager〉                                       | 〈Teenager〉                                       | 〈Teenager〉                                       | 〈Teenager〉                                       | 〈Teenager〉                                       | - JAY B가 작사, 작곡에 참여한 곡. 청춘과 상관없이 처음 사람을 좋아하거나 누군가에게 호감을 가졌을 때 떨리는 이런 감정이 10대 같다는 생각이 들어서 그런 얘기로 쓴 곡. JAY B가 색다른 분위기의 곡을 만들고 싶어서 후렴 부분에 래퍼들이 랩을 하면 더 멋질 것 다고 생각해서 그렇게 곡을 만들었다. 안무도 너무 잘 나와서 시너지가 너무 좋았던 곡. 신스 패드와 플러크 중심의 퓨처 베이스 스타일의 곡. | - JAY B가 작사, 작곡에 참여한 곡. 청춘과 상관없이 처음 사람을 좋아하거나 누군가에게 호감을 가졌을 때 떨리는 이런 감정이 10대 같다는 생각이 들어서 그런 얘기로 쓴 곡. JAY B가 색다른 분위기의 곡을 만들고 싶어서 후렴 부분에 래퍼들이 랩을 하면 더 멋질 것 다고 생각해서 그렇게 곡을 만들었다. 안무도 너무 잘 나와서 시너지가 너무 좋았던 곡. 신스 패드와 플러크 중심의 퓨처 베이스 스타일의 곡. | - JAY B가 작사, 작곡에 참여한 곡. 청춘과 상관없이 처음 사람을 좋아하거나 누군가에게 호감을 가졌을 때 떨리는 이런 감정이 10대 같다는 생각이 들어서 그런 얘기로 쓴 곡. JAY B가 색다른 분위기의 곡을 만들고 싶어서 후렴 부분에 래퍼들이 랩을 하면 더 멋질 것 다고 생각해서 그렇게 곡을 만들었다. 안무도 너무 잘 나와서 시너지가 너무 좋았던 곡. 신스 패드와 플러크 중심의 퓨처 베이스 스타일의 곡. | - JAY B가 작사, 작곡에 참여한 곡. 청춘과 상관없이 처음 사람을 좋아하거나 누군가에게 호감을 가졌을 때 떨리는 이런 감정이 10대 같다는 생각이 들어서 그런 얘기로 쓴 곡. JAY B가 색다른 분위기의 곡을 만들고 싶어서 후렴 부분에 래퍼들이 랩을 하면 더 멋질 것 다고 생각해서 그렇게 곡을 만들었다. 안무도 너무 잘 나와서 시너지가 너무 좋았던 곡. 신스 패드와 플러크 중심의 퓨처 베이스 스타일의 곡. |
| 2017 | Artist                                             | GOT7                                               | GOT7                                               | GOT7                                               | GOT7                                               | GOT7 | | | |
| 2017 | 앨범 내용                                          | 《FLIGHT LOG : ARRIVAL》                           | 《FLIGHT LOG : ARRIVAL》                           | 《FLIGHT LOG : ARRIVAL》                           | 《FLIGHT LOG : ARRIVAL》                           | 《FLIGHT LOG : ARRIVAL》 | | | |
| 2017 | 발매일                                             | 2017.03.13                                         | 2017.03.13                                         | 2017.03.13                                         | 2017.03.13                                         | 2017.03.13 | | | |
| 2017 | 〈Shopping Mall〉                                  | 〈Shopping Mall〉                                  | 〈Shopping Mall〉                                  | 〈Shopping Mall〉                                  | 〈Shopping Mall〉                                  | - 잭슨이 작곡 / 잭슨・JAY B・마크 (Mark Tuan)・뱀뱀이 작사에 참여한 곡. 사랑하는 사람을 떠올리면 마치 쇼핑몰에 입장할 때처럼 설렘이 느껴진다는 위트있는 가사가 인상적인 노래. 어반 스타일이 가미된 일렉트로 힙합 장르의 곡으로, 청량한 멜로디 라인과 세련된 그루브가 어깨를 들썩이게 만든다. | - 잭슨이 작곡 / 잭슨・JAY B・마크 (Mark Tuan)・뱀뱀이 작사에 참여한 곡. 사랑하는 사람을 떠올리면 마치 쇼핑몰에 입장할 때처럼 설렘이 느껴진다는 위트있는 가사가 인상적인 노래. 어반 스타일이 가미된 일렉트로 힙합 장르의 곡으로, 청량한 멜로디 라인과 세련된 그루브가 어깨를 들썩이게 만든다. | - 잭슨이 작곡 / 잭슨・JAY B・마크 (Mark Tuan)・뱀뱀이 작사에 참여한 곡. 사랑하는 사람을 떠올리면 마치 쇼핑몰에 입장할 때처럼 설렘이 느껴진다는 위트있는 가사가 인상적인 노래. 어반 스타일이 가미된 일렉트로 힙합 장르의 곡으로, 청량한 멜로디 라인과 세련된 그루브가 어깨를 들썩이게 만든다. | - 잭슨이 작곡 / 잭슨・JAY B・마크 (Mark Tuan)・뱀뱀이 작사에 참여한 곡. 사랑하는 사람을 떠올리면 마치 쇼핑몰에 입장할 때처럼 설렘이 느껴진다는 위트있는 가사가 인상적인 노래. 어반 스타일이 가미된 일렉트로 힙합 장르의 곡으로, 청량한 멜로디 라인과 세련된 그루브가 어깨를 들썩이게 만든다. |
| 2017 | 〈Go Higher〉                                      | 〈Go Higher〉                                      | 〈Go Higher〉                                      | 〈Go Higher〉                                      | 〈Go Higher〉                                      | - JAY B・마크 (Mark Tuan)・뱀뱀・잭슨 작사, JAY B가 작곡에 참여한 곡. 트랩 힙합(Trap Hiphop)을 기반으로 하는 일렉트로닉 사운드가 흥을 돋운다. 마지막 땀 한 방울까지 털어 조금 더 높은 곳으로 올라가고자 하는 열망과 에너지를 느낄 수 있다. 무대에서 폭발하는 'GOT7'의 에너지를 고스란히 담고 있는 노래다. | - JAY B・마크 (Mark Tuan)・뱀뱀・잭슨 작사, JAY B가 작곡에 참여한 곡. 트랩 힙합(Trap Hiphop)을 기반으로 하는 일렉트로닉 사운드가 흥을 돋운다. 마지막 땀 한 방울까지 털어 조금 더 높은 곳으로 올라가고자 하는 열망과 에너지를 느낄 수 있다. 무대에서 폭발하는 'GOT7'의 에너지를 고스란히 담고 있는 노래다. | - JAY B・마크 (Mark Tuan)・뱀뱀・잭슨 작사, JAY B가 작곡에 참여한 곡. 트랩 힙합(Trap Hiphop)을 기반으로 하는 일렉트로닉 사운드가 흥을 돋운다. 마지막 땀 한 방울까지 털어 조금 더 높은 곳으로 올라가고자 하는 열망과 에너지를 느낄 수 있다. 무대에서 폭발하는 'GOT7'의 에너지를 고스란히 담고 있는 노래다. | - JAY B・마크 (Mark Tuan)・뱀뱀・잭슨 작사, JAY B가 작곡에 참여한 곡. 트랩 힙합(Trap Hiphop)을 기반으로 하는 일렉트로닉 사운드가 흥을 돋운다. 마지막 땀 한 방울까지 털어 조금 더 높은 곳으로 올라가고자 하는 열망과 에너지를 느낄 수 있다. 무대에서 폭발하는 'GOT7'의 에너지를 고스란히 담고 있는 노래다. |
| 2017 | 〈Q〉                                              | 〈Q〉                                              | 〈Q〉                                              | 〈Q〉                                              | 〈Q〉                                              | - JAY B가 작사, 작곡에 참여한 곡. 'Q'는 JAY B가 아껴왔던 제목과, 소재로 JAY B가 그동안 만들었던 곡들과는 다르게 가사를 먼저 쓰고 곡을 만들었다. 사랑에 빠진 남자의 애타는 마음을 노랫말에 담았다. 사랑을 시작해도 될지 'Q사인'을 보내달라는 귀여우면서도 재치있는 가사가 돋보인다. 미디엄 템포의 달콤한 R&B 곡 | - JAY B가 작사, 작곡에 참여한 곡. 'Q'는 JAY B가 아껴왔던 제목과, 소재로 JAY B가 그동안 만들었던 곡들과는 다르게 가사를 먼저 쓰고 곡을 만들었다. 사랑에 빠진 남자의 애타는 마음을 노랫말에 담았다. 사랑을 시작해도 될지 'Q사인'을 보내달라는 귀여우면서도 재치있는 가사가 돋보인다. 미디엄 템포의 달콤한 R&B 곡 | - JAY B가 작사, 작곡에 참여한 곡. 'Q'는 JAY B가 아껴왔던 제목과, 소재로 JAY B가 그동안 만들었던 곡들과는 다르게 가사를 먼저 쓰고 곡을 만들었다. 사랑에 빠진 남자의 애타는 마음을 노랫말에 담았다. 사랑을 시작해도 될지 'Q사인'을 보내달라는 귀여우면서도 재치있는 가사가 돋보인다. 미디엄 템포의 달콤한 R&B 곡 | - JAY B가 작사, 작곡에 참여한 곡. 'Q'는 JAY B가 아껴왔던 제목과, 소재로 JAY B가 그동안 만들었던 곡들과는 다르게 가사를 먼저 쓰고 곡을 만들었다. 사랑에 빠진 남자의 애타는 마음을 노랫말에 담았다. 사랑을 시작해도 될지 'Q사인'을 보내달라는 귀여우면서도 재치있는 가사가 돋보인다. 미디엄 템포의 달콤한 R&B 곡 |
| 2016 | Artist                                             | GOT7                                               | GOT7                                               | GOT7                                               | GOT7                                               | GOT7 | | | |
| 2016 | 앨범 내용                                          | 《FLIGHT LOG : TURBULENCE》                        | 《FLIGHT LOG : TURBULENCE》                        | 《FLIGHT LOG : TURBULENCE》                        | 《FLIGHT LOG : TURBULENCE》                        | 《FLIGHT LOG : TURBULENCE》 | | | |
| 2016 | 발매일                                             | 2016.09.27                                         | 2016.09.27                                         | 2016.09.27                                         | 2016.09.27                                         | 2016.09.27 | | | |
| 2016 | 〈skyway〉                                         | 〈skyway〉                                         | 〈skyway〉                                         | 〈skyway〉                                         | 〈skyway〉                                         | - JAY B가 작사, 작곡에 참여한 곡. 사랑 고백을 skyway에 비유한 것이 인상적으로, 사랑하는 여자를 위해서 모든걸 바쳐서라도 끝까지 가겠다는 남자의 패기를 느낄 수 있다. 중독성 있고 신나는 EDM 힙합 곡. 원래 다음 앨범 《FLIGHT LOG : ARRIVAL》의 타이틀곡이 될 뻔 했던 곡이다. | - JAY B가 작사, 작곡에 참여한 곡. 사랑 고백을 skyway에 비유한 것이 인상적으로, 사랑하는 여자를 위해서 모든걸 바쳐서라도 끝까지 가겠다는 남자의 패기를 느낄 수 있다. 중독성 있고 신나는 EDM 힙합 곡. 원래 다음 앨범 《FLIGHT LOG : ARRIVAL》의 타이틀곡이 될 뻔 했던 곡이다. | - JAY B가 작사, 작곡에 참여한 곡. 사랑 고백을 skyway에 비유한 것이 인상적으로, 사랑하는 여자를 위해서 모든걸 바쳐서라도 끝까지 가겠다는 남자의 패기를 느낄 수 있다. 중독성 있고 신나는 EDM 힙합 곡. 원래 다음 앨범 《FLIGHT LOG : ARRIVAL》의 타이틀곡이 될 뻔 했던 곡이다. | - JAY B가 작사, 작곡에 참여한 곡. 사랑 고백을 skyway에 비유한 것이 인상적으로, 사랑하는 여자를 위해서 모든걸 바쳐서라도 끝까지 가겠다는 남자의 패기를 느낄 수 있다. 중독성 있고 신나는 EDM 힙합 곡. 원래 다음 앨범 《FLIGHT LOG : ARRIVAL》의 타이틀곡이 될 뻔 했던 곡이다. |
| 2016 | 〈Prove It〉                                       | 〈Prove It〉                                       | 〈Prove It〉                                       | 〈Prove It〉                                       | 〈Prove It〉                                       | - JAY B가 작사, 작곡에 참여한 곡. 관심 있는 이성과 가까워지고 싶은 마음, 서로를 좀 더 알아갔으면 하는 바람을 담았다. 몽환적이고 딥한 느낌의 R&B곡 | - JAY B가 작사, 작곡에 참여한 곡. 관심 있는 이성과 가까워지고 싶은 마음, 서로를 좀 더 알아갔으면 하는 바람을 담았다. 몽환적이고 딥한 느낌의 R&B곡 | - JAY B가 작사, 작곡에 참여한 곡. 관심 있는 이성과 가까워지고 싶은 마음, 서로를 좀 더 알아갔으면 하는 바람을 담았다. 몽환적이고 딥한 느낌의 R&B곡 | - JAY B가 작사, 작곡에 참여한 곡. 관심 있는 이성과 가까워지고 싶은 마음, 서로를 좀 더 알아갔으면 하는 바람을 담았다. 몽환적이고 딥한 느낌의 R&B곡 |
| 2016 | 〈니꿈꿔〉                                         | 〈니꿈꿔〉                                         | 〈니꿈꿔〉                                         | 〈니꿈꿔〉                                         | 〈니꿈꿔〉                                         | - JAY B・뱀뱀이 작사, JAY B가 작곡에 참여한 곡. 미디엄 템포의 힙합 넘버. 바쁜 일상 속에 지친 채 집에 들어와 잠이 드는 순간에도 연인의 꿈을 꾸고 사랑하는 사람을 항상 생각한다는 내용의 달콤한 곡이다. | - JAY B・뱀뱀이 작사, JAY B가 작곡에 참여한 곡. 미디엄 템포의 힙합 넘버. 바쁜 일상 속에 지친 채 집에 들어와 잠이 드는 순간에도 연인의 꿈을 꾸고 사랑하는 사람을 항상 생각한다는 내용의 달콤한 곡이다. | - JAY B・뱀뱀이 작사, JAY B가 작곡에 참여한 곡. 미디엄 템포의 힙합 넘버. 바쁜 일상 속에 지친 채 집에 들어와 잠이 드는 순간에도 연인의 꿈을 꾸고 사랑하는 사람을 항상 생각한다는 내용의 달콤한 곡이다. | - JAY B・뱀뱀이 작사, JAY B가 작곡에 참여한 곡. 미디엄 템포의 힙합 넘버. 바쁜 일상 속에 지친 채 집에 들어와 잠이 드는 순간에도 연인의 꿈을 꾸고 사랑하는 사람을 항상 생각한다는 내용의 달콤한 곡이다. |
| 2016 | Artist                                             | GOT7                                               | GOT7                                               | GOT7                                               | GOT7                                               | GOT7 | | | |
| 2016 | 앨범 내용                                          | 《FLIGHT LOG : DEPARTURE》                         | 《FLIGHT LOG : DEPARTURE》                         | 《FLIGHT LOG : DEPARTURE》                         | 《FLIGHT LOG : DEPARTURE》                         | 《FLIGHT LOG : DEPARTURE》 | | | |
| 2016 | 발매일                                             | 2016.03.21                                         | 2016.03.21                                         | 2016.03.21                                         | 2016.03.21                                         | 2016.03.21 | | | |
| 2016 | 〈FISH〉                                           | 〈FISH〉                                           | 〈FISH〉                                           | 〈FISH〉                                           | 〈FISH〉                                           | - JAY B가 작사, 작곡에 참여한 곡. 여자에게 어장관리를 당하면서도 좋아서 어쩔 줄 모르는 상황을 코믹하게 써낸 가사, 힙합 트랙과 익살스럽고 따라 부르기 쉬운 후렴구가 매력적인 곡이다. | - JAY B가 작사, 작곡에 참여한 곡. 여자에게 어장관리를 당하면서도 좋아서 어쩔 줄 모르는 상황을 코믹하게 써낸 가사, 힙합 트랙과 익살스럽고 따라 부르기 쉬운 후렴구가 매력적인 곡이다. | - JAY B가 작사, 작곡에 참여한 곡. 여자에게 어장관리를 당하면서도 좋아서 어쩔 줄 모르는 상황을 코믹하게 써낸 가사, 힙합 트랙과 익살스럽고 따라 부르기 쉬운 후렴구가 매력적인 곡이다. | - JAY B가 작사, 작곡에 참여한 곡. 여자에게 어장관리를 당하면서도 좋아서 어쩔 줄 모르는 상황을 코믹하게 써낸 가사, 힙합 트랙과 익살스럽고 따라 부르기 쉬운 후렴구가 매력적인 곡이다. |
| 2016 | 〈Something Good〉                                 | 〈Something Good〉                                 | 〈Something Good〉                                 | 〈Something Good〉                                 | 〈Something Good〉                                 | - 작사 JAY B, 랩 메이킹 JAY B・뱀뱀, 작곡 JAY B 참여. JAY B가 좋아하는 여자와 까페에서 서로 바라보고 있는 상황을 상상하면서 노래를 썼던 곡. 한 여자를 향한 낙천적이고 희망적인 고백을 담은 곡으로, 'GOT7' 멤버들의 달콤하고 담백한 보이스가 귓가를 즐겁게 한다. 또한, GOT7의 I GOT7 (아가새)에 대한 팬송. | - 작사 JAY B, 랩 메이킹 JAY B・뱀뱀, 작곡 JAY B 참여. JAY B가 좋아하는 여자와 까페에서 서로 바라보고 있는 상황을 상상하면서 노래를 썼던 곡. 한 여자를 향한 낙천적이고 희망적인 고백을 담은 곡으로, 'GOT7' 멤버들의 달콤하고 담백한 보이스가 귓가를 즐겁게 한다. 또한, GOT7의 I GOT7 (아가새)에 대한 팬송. | - 작사 JAY B, 랩 메이킹 JAY B・뱀뱀, 작곡 JAY B 참여. JAY B가 좋아하는 여자와 까페에서 서로 바라보고 있는 상황을 상상하면서 노래를 썼던 곡. 한 여자를 향한 낙천적이고 희망적인 고백을 담은 곡으로, 'GOT7' 멤버들의 달콤하고 담백한 보이스가 귓가를 즐겁게 한다. 또한, GOT7의 I GOT7 (아가새)에 대한 팬송. | - 작사 JAY B, 랩 메이킹 JAY B・뱀뱀, 작곡 JAY B 참여. JAY B가 좋아하는 여자와 까페에서 서로 바라보고 있는 상황을 상상하면서 노래를 썼던 곡. 한 여자를 향한 낙천적이고 희망적인 고백을 담은 곡으로, 'GOT7' 멤버들의 달콤하고 담백한 보이스가 귓가를 즐겁게 한다. 또한, GOT7의 I GOT7 (아가새)에 대한 팬송. |
| 2016 | 〈HOME RUN〉                                       | 〈HOME RUN〉                                       | 〈HOME RUN〉                                       | 〈HOME RUN〉                                       | 〈HOME RUN〉                                       | - JAY B가 작사, 작곡에 참여한 곡. JAY B가 GOT7을 생각하면서 쓴 귀엽고 밝은 곡. 레트로 힙합 감성의 드라이브감 넘치는 편곡과 팝적이고 쉬운 멜로디가 중독성 만점인 노래다. 긴장감 넘치는 '썸'의 느낌을 야구 경기에 비유한 가사가 인상적이며, 멤버들의 감미로운 노래와 퍼포먼스가 곡의 청량감을 더했다. | - JAY B가 작사, 작곡에 참여한 곡. JAY B가 GOT7을 생각하면서 쓴 귀엽고 밝은 곡. 레트로 힙합 감성의 드라이브감 넘치는 편곡과 팝적이고 쉬운 멜로디가 중독성 만점인 노래다. 긴장감 넘치는 '썸'의 느낌을 야구 경기에 비유한 가사가 인상적이며, 멤버들의 감미로운 노래와 퍼포먼스가 곡의 청량감을 더했다. | - JAY B가 작사, 작곡에 참여한 곡. JAY B가 GOT7을 생각하면서 쓴 귀엽고 밝은 곡. 레트로 힙합 감성의 드라이브감 넘치는 편곡과 팝적이고 쉬운 멜로디가 중독성 만점인 노래다. 긴장감 넘치는 '썸'의 느낌을 야구 경기에 비유한 가사가 인상적이며, 멤버들의 감미로운 노래와 퍼포먼스가 곡의 청량감을 더했다. | - JAY B가 작사, 작곡에 참여한 곡. JAY B가 GOT7을 생각하면서 쓴 귀엽고 밝은 곡. 레트로 힙합 감성의 드라이브감 넘치는 편곡과 팝적이고 쉬운 멜로디가 중독성 만점인 노래다. 긴장감 넘치는 '썸'의 느낌을 야구 경기에 비유한 가사가 인상적이며, 멤버들의 감미로운 노래와 퍼포먼스가 곡의 청량감을 더했다. |
| 2015 | Artist                                             | GOT7                                               | GOT7                                               | GOT7                                               | GOT7                                               | GOT7 | | | |
| 2015 | 앨범 내용                                          | 《MAD Winter Edition》                             | 《MAD Winter Edition》                             | 《MAD Winter Edition》                             | 《MAD Winter Edition》                             | 《MAD Winter Edition》 | | | |
| 2015 | 발매일                                             | 2015.11.23                                         | 2015.11.23                                         | 2015.11.23                                         | 2015.11.23                                         | 2015.11.23 | | | |
| 2015 | 〈매일〉                                           | 〈매일〉                                           | 〈매일〉                                           | 〈매일〉                                           | 〈매일〉                                           | - JAY B가 작사, 작곡. 뱀뱀이 랩 메이킹에 참여한 곡. 겨울 추위를 녹여줄 만큼 감미롭고 따뜻한 멜로디가 인상적인 곡이다. JAY B는 직접 써내려간 가사를 통해 GOT7을 아껴주는 모든 사람들에게 감사의 마음을 전했다. | - JAY B가 작사, 작곡. 뱀뱀이 랩 메이킹에 참여한 곡. 겨울 추위를 녹여줄 만큼 감미롭고 따뜻한 멜로디가 인상적인 곡이다. JAY B는 직접 써내려간 가사를 통해 GOT7을 아껴주는 모든 사람들에게 감사의 마음을 전했다. | - JAY B가 작사, 작곡. 뱀뱀이 랩 메이킹에 참여한 곡. 겨울 추위를 녹여줄 만큼 감미롭고 따뜻한 멜로디가 인상적인 곡이다. JAY B는 직접 써내려간 가사를 통해 GOT7을 아껴주는 모든 사람들에게 감사의 마음을 전했다. | - JAY B가 작사, 작곡. 뱀뱀이 랩 메이킹에 참여한 곡. 겨울 추위를 녹여줄 만큼 감미롭고 따뜻한 멜로디가 인상적인 곡이다. JAY B는 직접 써내려간 가사를 통해 GOT7을 아껴주는 모든 사람들에게 감사의 마음을 전했다. |
| 2015 | Artist                                             | GOT7                                               | GOT7                                               | GOT7                                               | GOT7                                               | GOT7 | | | |
| 2015 | 앨범 내용                                          | 《Just Right》                                     | 《Just Right》                                     | 《Just Right》                                     | 《Just Right》                                     | 《Just Right》 | | | |
| 2015 | 발매일                                             | 2015.07.13                                         | 2015.07.13                                         | 2015.07.13                                         | 2015.07.13                                         | 2015.07.13 | | | |
| 2015 | 〈Mine〉                                           | 〈Mine〉                                           | 〈Mine〉                                           | 〈Mine〉                                           | 〈Mine〉                                           | - GOT7의 힙합 카리스마를 보여줄 수 있는 곡으로 맛깔 나는 랩과 가창력을 엿 볼 수 있는 곡. JAY B가 랩 메이킹에 참여했다. | - GOT7의 힙합 카리스마를 보여줄 수 있는 곡으로 맛깔 나는 랩과 가창력을 엿 볼 수 있는 곡. JAY B가 랩 메이킹에 참여했다. | - GOT7의 힙합 카리스마를 보여줄 수 있는 곡으로 맛깔 나는 랩과 가창력을 엿 볼 수 있는 곡. JAY B가 랩 메이킹에 참여했다. | - GOT7의 힙합 카리스마를 보여줄 수 있는 곡으로 맛깔 나는 랩과 가창력을 엿 볼 수 있는 곡. JAY B가 랩 메이킹에 참여했다. |
| 2014 | Artist                                             | GOT7                                               | GOT7                                               | GOT7                                               | GOT7                                               | GOT7 | | | |
| 2014 | 앨범 내용                                          | 《GOT♡》                                           | 《GOT♡》                                           | 《GOT♡》                                           | 《GOT♡》                                           | 《GOT♡》 | | | |
| 2014 | 발매일                                             | 2014.06.23                                         | 2014.06.23                                         | 2014.06.23                                         | 2014.06.23                                         | 2014.06.23 | | | |
| 2014 | 〈나쁜 짓〉                                        | 〈나쁜 짓〉                                        | 〈나쁜 짓〉                                        | 〈나쁜 짓〉                                        | 〈나쁜 짓〉                                        | - Unban R&B곡으로 당당한 말투로 상대방에게 고백을 유도하는 곡. GOT7 리더 JAY B가 작사한 당당하면서도 상대방에 고백을 유도하는 가사가 매력적이다. | - Unban R&B곡으로 당당한 말투로 상대방에게 고백을 유도하는 곡. GOT7 리더 JAY B가 작사한 당당하면서도 상대방에 고백을 유도하는 가사가 매력적이다. | - Unban R&B곡으로 당당한 말투로 상대방에게 고백을 유도하는 곡. GOT7 리더 JAY B가 작사한 당당하면서도 상대방에 고백을 유도하는 가사가 매력적이다. | - Unban R&B곡으로 당당한 말투로 상대방에게 고백을 유도하는 곡. GOT7 리더 JAY B가 작사한 당당하면서도 상대방에 고백을 유도하는 가사가 매력적이다. |

##### 일본
| 2019 | Artist                        | GOT7                                  | GOT7                                  | GOT7                                  | GOT7                                  | GOT7 | | | |
| 2019 | 앨범명                        | 《LOVE LOOP》                         | 《LOVE LOOP》                         | 《LOVE LOOP》                         | 《LOVE LOOP》                         | 《LOVE LOOP》 | | | |
| 2019 | 발매일                        | 2019.07.31                            | 2019.07.31                            | 2019.07.31                            | 2019.07.31                            | 2019.07.31 | | | |
| 2019 | 〈YOUR SPACE〉                | 〈YOUR SPACE〉                        | 〈YOUR SPACE〉                        | 〈YOUR SPACE〉                        | 〈YOUR SPACE〉                        | - JAY B가 작사・작곡에 참여한 곡으로 '너의 우주에 나를 데려가 달라'는 가사 내용 | - JAY B가 작사・작곡에 참여한 곡으로 '너의 우주에 나를 데려가 달라'는 가사 내용 | - JAY B가 작사・작곡에 참여한 곡으로 '너의 우주에 나를 데려가 달라'는 가사 내용 | - JAY B가 작사・작곡에 참여한 곡으로 '너의 우주에 나를 데려가 달라'는 가사 내용 |
| 2019 | Artist                        | GOT7                                  | GOT7                                  | GOT7                                  | GOT7                                  | GOT7 | | | |
| 2019 | 앨범명                        | 《I WON'T LET YOU GO (JAY B & 영재)》 | 《I WON'T LET YOU GO (JAY B & 영재)》 | 《I WON'T LET YOU GO (JAY B & 영재)》 | 《I WON'T LET YOU GO (JAY B & 영재)》 | 《I WON'T LET YOU GO (JAY B & 영재)》 | | | |
| 2019 | 발매일                        | 2019.01.30                            | 2019.01.30                            | 2019.01.30                            | 2019.01.30                            | 2019.01.30 | | | |
| 2019 | 〈REBORN〉 - JAY B, 영재      | 〈REBORN〉 - JAY B, 영재              | 〈REBORN〉 - JAY B, 영재              | 〈REBORN〉 - JAY B, 영재              | 〈REBORN〉 - JAY B, 영재              | - JAY B와 영재가 작사・작곡에 참여한 유닛곡. - 〈REBORN : 다시 태어나다〉 혼자 걸어가는 자신만의 싸움을 얘기하는 곡. 살아가다 보면 누구나 고민하고 겪는 삶에 대한 고민의 아픔, 우울, 슬픔을 견디고 이겨낸다는 게 쉬운 일이 아닌데 JAY B와 영재의 〈REBORN〉가 듣는 분들의 마음을 대변해서 아픔, 우울, 슬픔을 다 가져갈 수 있는 노래가 되길 바라는 마음으로 쓴 곡. 노래는 JAY B의 작업실에 영재를 불러서 작업하고, JAY B가 마무리로 영재가 가사 쓴 거 수정하고, 영재가 멜로디 쓴 부분, JAY B가 멜로디 쓴 부분을 다듬어서 가이드를 만들어서 들어보고, 힘빠진 느낌의 비 맞고 축쳐져 있는 아이처럼 불렀다. 브릿지 부분만 유일하게 조금 밝게 부르고, 코러스 부분은 약간 화내면서 부르는 느낌으로 불렀다. | - JAY B와 영재가 작사・작곡에 참여한 유닛곡. - 〈REBORN : 다시 태어나다〉 혼자 걸어가는 자신만의 싸움을 얘기하는 곡. 살아가다 보면 누구나 고민하고 겪는 삶에 대한 고민의 아픔, 우울, 슬픔을 견디고 이겨낸다는 게 쉬운 일이 아닌데 JAY B와 영재의 〈REBORN〉가 듣는 분들의 마음을 대변해서 아픔, 우울, 슬픔을 다 가져갈 수 있는 노래가 되길 바라는 마음으로 쓴 곡. 노래는 JAY B의 작업실에 영재를 불러서 작업하고, JAY B가 마무리로 영재가 가사 쓴 거 수정하고, 영재가 멜로디 쓴 부분, JAY B가 멜로디 쓴 부분을 다듬어서 가이드를 만들어서 들어보고, 힘빠진 느낌의 비 맞고 축쳐져 있는 아이처럼 불렀다. 브릿지 부분만 유일하게 조금 밝게 부르고, 코러스 부분은 약간 화내면서 부르는 느낌으로 불렀다. | - JAY B와 영재가 작사・작곡에 참여한 유닛곡. - 〈REBORN : 다시 태어나다〉 혼자 걸어가는 자신만의 싸움을 얘기하는 곡. 살아가다 보면 누구나 고민하고 겪는 삶에 대한 고민의 아픔, 우울, 슬픔을 견디고 이겨낸다는 게 쉬운 일이 아닌데 JAY B와 영재의 〈REBORN〉가 듣는 분들의 마음을 대변해서 아픔, 우울, 슬픔을 다 가져갈 수 있는 노래가 되길 바라는 마음으로 쓴 곡. 노래는 JAY B의 작업실에 영재를 불러서 작업하고, JAY B가 마무리로 영재가 가사 쓴 거 수정하고, 영재가 멜로디 쓴 부분, JAY B가 멜로디 쓴 부분을 다듬어서 가이드를 만들어서 들어보고, 힘빠진 느낌의 비 맞고 축쳐져 있는 아이처럼 불렀다. 브릿지 부분만 유일하게 조금 밝게 부르고, 코러스 부분은 약간 화내면서 부르는 느낌으로 불렀다. | - JAY B와 영재가 작사・작곡에 참여한 유닛곡. - 〈REBORN : 다시 태어나다〉 혼자 걸어가는 자신만의 싸움을 얘기하는 곡. 살아가다 보면 누구나 고민하고 겪는 삶에 대한 고민의 아픔, 우울, 슬픔을 견디고 이겨낸다는 게 쉬운 일이 아닌데 JAY B와 영재의 〈REBORN〉가 듣는 분들의 마음을 대변해서 아픔, 우울, 슬픔을 다 가져갈 수 있는 노래가 되길 바라는 마음으로 쓴 곡. 노래는 JAY B의 작업실에 영재를 불러서 작업하고, JAY B가 마무리로 영재가 가사 쓴 거 수정하고, 영재가 멜로디 쓴 부분, JAY B가 멜로디 쓴 부분을 다듬어서 가이드를 만들어서 들어보고, 힘빠진 느낌의 비 맞고 축쳐져 있는 아이처럼 불렀다. 브릿지 부분만 유일하게 조금 밝게 부르고, 코러스 부분은 약간 화내면서 부르는 느낌으로 불렀다. |
| 2018 | Artist                        | GOT7                                  | GOT7                                  | GOT7                                  | GOT7                                  | GOT7 | | | |
| 2018 | 앨범명                        | 《THE New Era》                       | 《THE New Era》                       | 《THE New Era》                       | 《THE New Era》                       | 《THE New Era》 | | | |
| 2018 | 발매일                        | 2018.06.20                            | 2018.06.20                            | 2018.06.20                            | 2018.06.20                            | 2018.06.20 | | | |
| 2018 | 〈SHINING ON YOU〉            | 〈SHINING ON YOU〉                    | 〈SHINING ON YOU〉                    | 〈SHINING ON YOU〉                    | 〈SHINING ON YOU〉                    | - JAY B가 작사・작곡에 참여한 곡으로 여름 분위기를 만끽할 수 있는 밝은 느낌의 노래. | - JAY B가 작사・작곡에 참여한 곡으로 여름 분위기를 만끽할 수 있는 밝은 느낌의 노래. | - JAY B가 작사・작곡에 참여한 곡으로 여름 분위기를 만끽할 수 있는 밝은 느낌의 노래. | - JAY B가 작사・작곡에 참여한 곡으로 여름 분위기를 만끽할 수 있는 밝은 느낌의 노래. |
| 2018 | Artist                        | GOT7                                  | GOT7                                  | GOT7                                  | GOT7                                  | GOT7 | | | |
| 2018 | 앨범명                        | 《THE New Era (JAY B & 영재 & 뱀뱀)》 | 《THE New Era (JAY B & 영재 & 뱀뱀)》 | 《THE New Era (JAY B & 영재 & 뱀뱀)》 | 《THE New Era (JAY B & 영재 & 뱀뱀)》 | 《THE New Era (JAY B & 영재 & 뱀뱀)》 | | | |
| 2018 | 발매일                        | 2018.06.20                            | 2018.06.20                            | 2018.06.20                            | 2018.06.20                            | 2018.06.20 | | | |
| 2018 | 〈HMMMM〉 - JAY B, 영재, 뱀뱀 | 〈HMMMM〉 - JAY B, 영재, 뱀뱀         | 〈HMMMM〉 - JAY B, 영재, 뱀뱀         | 〈HMMMM〉 - JAY B, 영재, 뱀뱀         | 〈HMMMM〉 - JAY B, 영재, 뱀뱀         | - JAY B가 작사・작곡에 참여한 유닛곡. - 생각할 때의 〈HMMMM (흐으음)〉 이란 표현을 주제로 만들어서 '상대방을 굉장히 사랑한다고 얘기하고 싶고, 내 마음을 다 표현하고 싶은데, 내 마음이 어떻게 전달이 될까? '라는 고민을 하면서 빨리 다가가고 싶다는 내용의 밝고 재치 발랄한 곡. 후렴구의 캐치한 멜로디와 JAY B, 영재의 보컬, 뱀뱀의 랩과 세련된 멜로디를 즐길 수 있는 곡 | - JAY B가 작사・작곡에 참여한 유닛곡. - 생각할 때의 〈HMMMM (흐으음)〉 이란 표현을 주제로 만들어서 '상대방을 굉장히 사랑한다고 얘기하고 싶고, 내 마음을 다 표현하고 싶은데, 내 마음이 어떻게 전달이 될까? '라는 고민을 하면서 빨리 다가가고 싶다는 내용의 밝고 재치 발랄한 곡. 후렴구의 캐치한 멜로디와 JAY B, 영재의 보컬, 뱀뱀의 랩과 세련된 멜로디를 즐길 수 있는 곡 | - JAY B가 작사・작곡에 참여한 유닛곡. - 생각할 때의 〈HMMMM (흐으음)〉 이란 표현을 주제로 만들어서 '상대방을 굉장히 사랑한다고 얘기하고 싶고, 내 마음을 다 표현하고 싶은데, 내 마음이 어떻게 전달이 될까? '라는 고민을 하면서 빨리 다가가고 싶다는 내용의 밝고 재치 발랄한 곡. 후렴구의 캐치한 멜로디와 JAY B, 영재의 보컬, 뱀뱀의 랩과 세련된 멜로디를 즐길 수 있는 곡 | - JAY B가 작사・작곡에 참여한 유닛곡. - 생각할 때의 〈HMMMM (흐으음)〉 이란 표현을 주제로 만들어서 '상대방을 굉장히 사랑한다고 얘기하고 싶고, 내 마음을 다 표현하고 싶은데, 내 마음이 어떻게 전달이 될까? '라는 고민을 하면서 빨리 다가가고 싶다는 내용의 밝고 재치 발랄한 곡. 후렴구의 캐치한 멜로디와 JAY B, 영재의 보컬, 뱀뱀의 랩과 세련된 멜로디를 즐길 수 있는 곡 |
| 2017 | Artist                        | GOT7                                  | GOT7                                  | GOT7                                  | GOT7                                  | GOT7 | | | |
| 2017 | 앨범명                        | 《TURN UP》                           | 《TURN UP》                           | 《TURN UP》                           | 《TURN UP》                           | 《TURN UP》 | | | |
| 2017 | 발매일                        | 2017.11.15                            | 2017.11.15                            | 2017.11.15                            | 2017.11.15                            | 2017.11.15 | | | |
| 2017 | 〈TURN UP〉                   | 〈TURN UP〉                           | 〈TURN UP〉                           | 〈TURN UP〉                           | 〈TURN UP〉                           | - JAY B가 작사・작곡에 참여한 타이틀곡으로 자기 자신답게 나아가자는 에너지 넘치는 곡 | - JAY B가 작사・작곡에 참여한 타이틀곡으로 자기 자신답게 나아가자는 에너지 넘치는 곡 | - JAY B가 작사・작곡에 참여한 타이틀곡으로 자기 자신답게 나아가자는 에너지 넘치는 곡 | - JAY B가 작사・작곡에 참여한 타이틀곡으로 자기 자신답게 나아가자는 에너지 넘치는 곡 |
| 2017 | Artist                        | GOT7                                  | GOT7                                  | GOT7                                  | GOT7                                  | GOT7 | | | |
| 2017 | 앨범명                        | 《MY SWAGGER》                        | 《MY SWAGGER》                        | 《MY SWAGGER》                        | 《MY SWAGGER》                        | 《MY SWAGGER》 | | | |
| 2017 | 발매일                        | 2017.05.24                            | 2017.05.24                            | 2017.05.24                            | 2017.05.24                            | 2017.05.24 | | | |
| 2017 | 〈MEET ME〉                   | 〈MEET ME〉                           | 〈MEET ME〉                           | 〈MEET ME〉                           | 〈MEET ME〉                           | - JAY B가 작사・작곡에 참여한 곡으로 퓨쳐사운드와 R&B 요소가 어우러진 곡 | - JAY B가 작사・작곡에 참여한 곡으로 퓨쳐사운드와 R&B 요소가 어우러진 곡 | - JAY B가 작사・작곡에 참여한 곡으로 퓨쳐사운드와 R&B 요소가 어우러진 곡 | - JAY B가 작사・작곡에 참여한 곡으로 퓨쳐사운드와 R&B 요소가 어우러진 곡 |

## 기사・인터뷰

### JAY B
| 연도 | ArtistA               | 제목                                                                                                 | 제공             |
| ---- | --------------------- | --- | ---------------- |
| 2021 | JAY B                 | 하이어뮤직에서 새 챕터를 여는 'JAY B' 보관됨 2021-10-26 - 웨이백 머신                                | 빌보드코리아     |
| 2021 | JAY B                 | 갓세븐 JAY B 인터뷰 1 : 홀로서기 직후 그와 친구같이 나눈 인터뷰                                      | THE STAR         |
| 2021 | JAY B                 | JAY B는 자유롭고                                                                                     | ARENA            |
| 2021 | JAY B                 | 갓세븐이라는 한 챕터를 끝낸 JAY B의 새로운 시작                                                      | 뷰티쁠(BEAUTY+)  |
| 2021 | JAY B                 | 제이비(JAY B) 인터뷰 : 갓세븐에서, 하이어뮤직의 제이비로                                             | HYPEBEAST        |
| 2021 | JAY B                 | 스스로를 증명하기 위해 JAY B는 계속 달라지고 바뀔 것이다. 보여줄 게 많아서.                          | GQ KOREA         |
| 2021 | JAY B                 | JAY B(제이비)가 떠난 새로운 길, 의도치 않은 발견, 솔직한 자신을 느끼며.                              | DAZED            |
| 2021 | JAY B                 | JAY B가 꾸는 꿈                                                                                      | 아레나옴므플러스 |
| 2021 | JAY B                 | 제이비(JAY B) "나얼 '만져지는 것 있으면 더 소중해' 공감…CD·LP 사서 들어”                             | 스타투데이       |
| 2021 | JAY B                 | 제이비(JAY B)가 직접 추천하는 플레이리스트                                                           | 아이즈매거진     |
| 2021 | 박재범, JAY B         | 박재범과 제이비(JAY B)라는 장르                                                                      | Esquire Korea    |
| 2021 | 박재범, JAY B         | 박재범과 제이비(JAY B)의 힙한 만남                                                                   | Esquire Korea    |
| 2021 | JAY B                 | 갓세븐 JAY B, 첫 싱글 'Switch It Up' 해외 매거진 조명                                                | OSEN             |
| 2021 | JAY B                 | 제이비(JAY B) "첫 솔로앨범 '소모:퓸', 제가 소모해서 나온 결과물이 향수처럼 은은하게 묻어나길" (정희) | MBC연예          |
| 2021 | JAY B                 | 제이비, 박재범 지원사격으로 더 청량해진 'B.T.W' (신곡)                                               | 스포츠서울       |
| 2021 | JAY B                 | JAY B, 'AM PM (Feat. 휘인)' 비주얼라이저 영상 공개...섬세한 연기                                     | OSEN             |
| 2021 | JAY B                 | JAY B, 수록곡 'FAME' MV 깜짝 공개…청량 보컬에 영상미까지                                             | 스타뉴스         |
| 2020 | JAY B                 | (2020 APAN) 갓세븐 JAY B, 베스트 올라운더 선정 "아가새 애정 다시금 깨달아"                           | 싱글리스트       |
| 2019 | JAY B                 | 그러고 보니 재범은                                                                                   | ARENA            |
| 2016 | JAY B                 | 갓세븐 #JAY B                                                                                        | GQ               |
| 2016 | JAY B, 유겸 (YUGYEOM) | 갓세븐 JAY B & 유겸(YUGYEOM)의 온도 차이                                                             | allure korea     |

### JJ Project
| 연도 | Artist     | 인터뷰 | 제목                                                                 | 앨범명      | 제공              |
| ---- | ---------- | ------ | -------------------------------------------------------------------- | ----------- | ----------------- |
| 2017 | JJ Project | 음반   | (스타캐스트) GOT7 JJ Project의 내일, 오늘 인터뷰                     | 《Verse 2》 | 네이버 스타캐스트 |
| 2017 | JJ Project | 음반   | (인터뷰) ‘Verse 2’ JJ Project, 불사조처럼 다시 피어올라              | 《Verse 2》 | bnt뉴스           |
| 2017 | JJ Project | 음반   | (인터뷰) ‘컴백’ JJ프로젝트 “벌써 5년, 저희 많이 달라졌죠?”           | 《Verse 2》 | 노컷뉴스          |
| 2017 | JJ Project | 음반   | (인터뷰) "행복해도 고민은 있지요"... JJ Project도 예상 못했던 새앨범 | 《Verse 2》 | 오마이뉴스        |
| 2017 | JJ Project | 음반   | (인터뷰) JJ프로젝트, "5년의 기다림, 그속의 청춘들의 고민과 방황"     | 《Verse 2》 | 아주경제          |
| 2017 | JJ Project | 음반   | (인터뷰) JJ프로젝트 "갓세븐 대표하는 마음…뜻깊고 떨린다"             | 《Verse 2》 | 뉴스1             |
| 2017 | JJ Project | 음반   | JJ 프로젝트, 무르익다 (인터뷰①)                                      | 《Verse 2》 | 텐아시아          |
| 2017 | JJ Project | 음반   | JAY B·진영이 말하는 #제제프 #갓세븐 #박진영 (인터뷰②)                | 《Verse 2》 | 텐아시아          |
| 2017 | JJ Project | 음반   | (엑's 인터뷰①) "5년 허송세월 아니다"…JJ프로젝트의 고민과 성장        | 《Verse 2》 | 엑스포츠뉴스      |
| 2017 | JJ Project | 음반   | (엑's 인터뷰②) 갓세븐 "개인활동? 7人 완전체 뭉치는게 더 의미있다"    | 《Verse 2》 | 엑스포츠뉴스      |

### Jus2
| 연도 | Artist | 인터뷰 | 제목                                                                  | 앨범명    | 제공        |
| ---- | ------ | ------ | --------------------------------------------------------------------- | --------- | ----------- |
| 2019 | Jus2   | 음반   | JAY B와 유겸의 저스투                                                 | 《FOCUS》 | Vogue Korea |
| 2019 | Jus2   | 음반   | (스타★톡톡) ‘Jus2’ JAY B-유겸 “감각적인 앨범 ‘FOCUS’…갓세븐과 달라요” | 《FOCUS》 | 스포츠월드  |
| 2019 | Jus2   | 음반   | (인터뷰Q) 저스투(Jus2) JAY B·유겸, 오감 넘어 육감 자극하는 'FOCUS'    | 《FOCUS》 | 스포츠Q     |
| 2019 | Jus2   | 음반   | (인터뷰) 저스투 "'갓세븐에서 이런 유닛이?' 반응 듣고파"               | 《FOCUS》 | 노컷뉴스    |
| 2019 | Jus2   | 음반   | Jus2 JAY B·유겸 “우리의 매력? 묘한 긴장감 속 섹시미“ (MK★인터뷰)      | 《FOCUS》 | MK스포츠    |
| 2019 | Jus2   | 음반   | (N인터뷰) ① 갓세븐 유닛 Jus2 "순위 연연 안해… 하고 싶은 음악 담았죠"  | 《FOCUS》 | 뉴스1       |
| 2019 | Jus2   | 음반   | (N인터뷰) ② Jus2 JAY B "갓세븐 개인·유닛 활동, 팀 알리는 기회"        | 《FOCUS》 | 뉴스1       |
| 2019 | Jus2   | 음반   | Jus2 "갓세븐과 다른 섹시함 담았다"(인터뷰①)                           | 《FOCUS》 | 스타뉴스    |
| 2019 | Jus2   | 음반   | Jus2 JAY B "작정하고 새로운 톤 시도했다"(인터뷰②)                     | 《FOCUS》 | 스타뉴스    |
| 2019 | Jus2   | 음반   | Jus2 유겸 "이제는 무대를 프로듀싱하는 가수 되고파"(인터뷰③)           | 《FOCUS》 | 스타뉴스    |
| 2019 | Jus2   | 음반   | Jus2의 자신감 (M+인터뷰①)                                             | 《FOCUS》 | MBN         |
| 2019 | Jus2   | 음반   | Jus2 JAY B “갓세븐 멤버들, 우리보다 더 열심히 홍보 해줘” (M+인터뷰②)  | 《FOCUS》 | MBN         |

### GOT7
| 연도 | Artist | 기사 인터뷰 | 제목                                                                                                | 앨범명                                           | 제공           |
| ---- | ------ | ----------- | --------------------------------------------------------------------------------------------------- | ------------------------------------------------ | -------------- |
| 2021 | GOT7   | 음반        | 갓세븐, 신곡 '앙코르'에 담은 약속…"널 위해 부를게, 남아있는 날도"                                   | 《Encore》                                       | 조이뉴스24     |
| 2021 | GOT7   | 음반        | 갓세븐 진영, 신곡 ‘앙코르’ 작사-작곡 소감 “팬들께 마음 전하려 쓴 곡”                                | 《Encore》                                       | 한국경제       |
| 2021 | GOT7   | 음반        | 갓세븐, 완전체 신곡 '앙코르' 깜짝 발표 "갓세븐은 영원하다"                                          | 《Encore》                                       | 헤럴드POP      |
| 2021 | GOT7   | 음반        | 갓세븐, JYP 떠났다 “아가새 위한 음악 계속” (손편지 전문)                                            | 《Encore》                                       | MK스포츠       |
| 2020 | GOT7   | 음반        | “넌 나의 마지막 희망” 갓세븐, 아가새 향한 로맨틱 고백송 ‘LAST PIECE’ (들어보고서)                   | 《Breath of Love : Last Piece》                  | 뉴스엔         |
| 2020 | GOT7   | 음반        | (투데이IS) GOT7, 2년만 정규 컴백…직접 소개하는 자작곡                                               | 《Breath of Love : Last Piece》                  | 일간스포츠     |
| 2020 | GOT7   | 음반        | 갓세븐, 데뷔 7년차 ‘DYE’로 또 비상 (종합)                                                           | 《DYE》                                          | 뉴스엔         |
| 2019 | GOT7   | 음반        | 우리가 몰랐던 갓세븐, 이토록 치명적인 컴백 ‘Call My Name’ (들어보고서)                              | 《Call My Name》                                 | 뉴스엔         |
| 2019 | GOT7   | 음반        | 갓세븐(GOT7) JAY B, "가장 좋아하는 수록곡? 'THURSDAY' 작사, 작곡 참여"                              | 《Call My Name》                                 | 스포츠Q        |
| 2019 | GOT7   | 음반        | (팝's신곡) "지켜 낼 수 있을까"…갓세븐, 과분한 사랑에 대한 불안함 'ECLIPSE'                          | 《SPINNING TOP : BETWEEN SECURITY & INSECURITY》 | 헤럴드POP      |
| 2019 | GOT7   | 음반        | (팝인터뷰) GOT7 "누구나 느끼는 불안함을 담아낸 앨범, 위로같이 다가가고 싶다"                        | 《SPINNING TOP : BETWEEN SECURITY & INSECURITY》 | 헤럴드POP      |
| 2019 | GOT7   | 음반        | (ENT터뷰) GOT7(갓세븐), '불안극복의 공감, 행복함을 향하다' (인터뷰)                                 | 《SPINNING TOP : BETWEEN SECURITY & INSECURITY》 | 전자신문       |
| 2018 | GOT7   | 음반        | 갓세븐(GOT7), 사랑스러운 아가새 밖에 ‘안 보여’ (신연경의 반했송)                                    | 《Present : YOU & ME Edition》                   | MK스포츠       |
| 2018 | GOT7   | 음반        | 갓세븐 JAY B “솔로곡 'Sunrise, 꾸밈없이 담백한 곡”                                                  | 《Present : YOU》                                | 스포츠월드     |
| 2018 | GOT7   | 음반        | (S종합) 갓세븐, “이유 있는 자신감” 7人7色 매력 담은 앨범으로 컴백                                   | 《Present : YOU》                                | 스타데일리뉴스 |
| 2018 | GOT7   | 음반        | (팝's신곡) "어차피 난 오직 너뿐" 갓세븐만의 매력 녹여낸 'Look'                                      | 《Eyes On You》                                  | 헤럴드POP      |
| 2018 | GOT7   | 음반        | 갓세븐 JAY B "활동할 생각에 설레…타이틀곡 'Look' 자신있는 자작곡"                                   | 《Eyes On You》                                  | 뉴스핌         |
| 2018 | GOT7   | 음반        | (쥬크박스) 갓세븐X효린의 힙한 사랑고백…'너 하나만'                                                  | 《Eyes On You》                                  | 엑스포츠뉴스   |
| 2018 | GOT7   | 음반        | "늘 본질을 생각"…갓세븐, 고민과 원동력 (인터뷰)                                                     | 《Eyes On You》                                  | 조이뉴스24     |
| 2017 | GOT7   | 음반        | 첫 자작 타이틀 "You Are" 갓세븐의 눈부신 성장 (ft.청춘미)                                           | 《7 for 7》                                      | OSEN           |
| 2017 | GOT7   | 음반        | (스타캐스트) GOT7의 숫자 7, for 7                                                                   | 《7 for 7》                                      | 네이버         |
| 2017 | GOT7   | 음반        | (읽는신곡) "자유 비행 시작"...GOT7, '성장'을 증명하다                                               | 《7 for 7》                                      | 스포츠조선     |
| 2016 | GOT7   | 음반        | 갓세븐 "Fly, 지금까지 노래 중 가장 벅찬 고백송"                                                     | 《FLIGHT LOG : DEPARTURE》                       | 스포츠월드     |
| 2016 | GOT7   | 음반        | 갓세븐, 서브 타이틀곡-후속곡 ‘홈런’ 공개..리더 JAY B 작사-작곡 참여 보관됨 2021-12-23 - 웨이백 머신 | 《FLIGHT LOG : DEPARTURE》                       | 한국경제       |
| 2015 | GOT7   | 음반        | 갓세븐, 리패키지 앨범 발매… JAY B 자작곡 '매일' 등 수록                                             | 《MAD Winter Edition》                           | 스포츠월드     |
| 2014 | GOT7   | 음반        | 갓세븐, 새 앨범 'GOT♡' 발매.. JAY B 작사 참여                                                       | 《GOT♡》                                         | OSEN           |

## 참여 음반
| 연도   | Artist | 참고 문서                       |
| ------ | ------ | ------------------------------- |
| 2012 ~ | JAY B  | - JAY B / Def.의 참여 음반 목록 |
| 2012 ~ | Def.   | - JAY B / Def.의 참여 음반 목록 |